# 7区 (パリ)

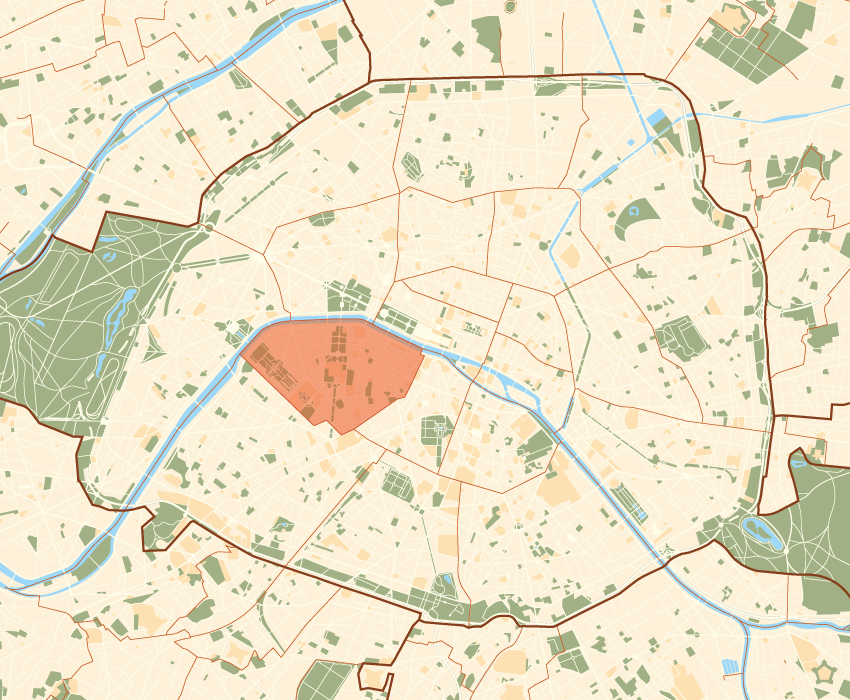
パリ・7区の位置

パリの7区 （7く、仏: 7e arrondissement de Paris）は、フランスの首都・パリ市を構成する20の行政区のひとつである。第7区、パリ7区ともいう。市のほぼ中央、1区の南西に位置しており、セーヌ川の南岸に面している。

## 概要
パリの7区は、市のほぼ中央にある行政区。「パレ＝ブルボン区 (Arrondissement du Palais-Bourbon)」と呼ばれることもある。区域は、扇形に近い形をしている。セーヌ川の南岸に面しており、テュイルリー庭園やグラン・パレ、シャイヨ宮の対岸にあたる。人口は、56,985人 (1999年。人口の推移等詳細については後述）。

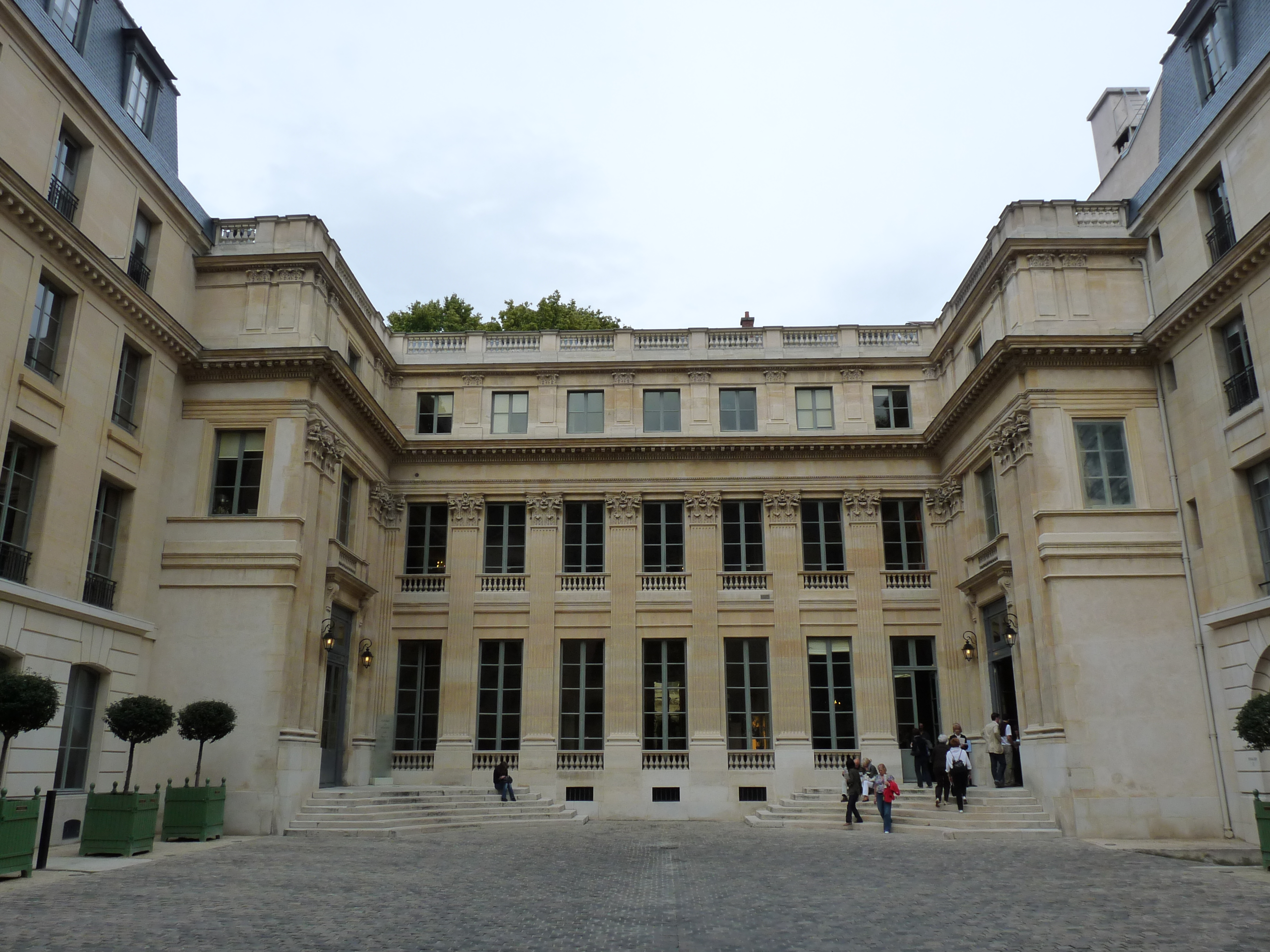
Hôtel de Rochechouart, rue de Grenelle (グルネル通りにあるロシュシュアール子爵家の館。現在、国民教育・高等教育・研究省が入居).

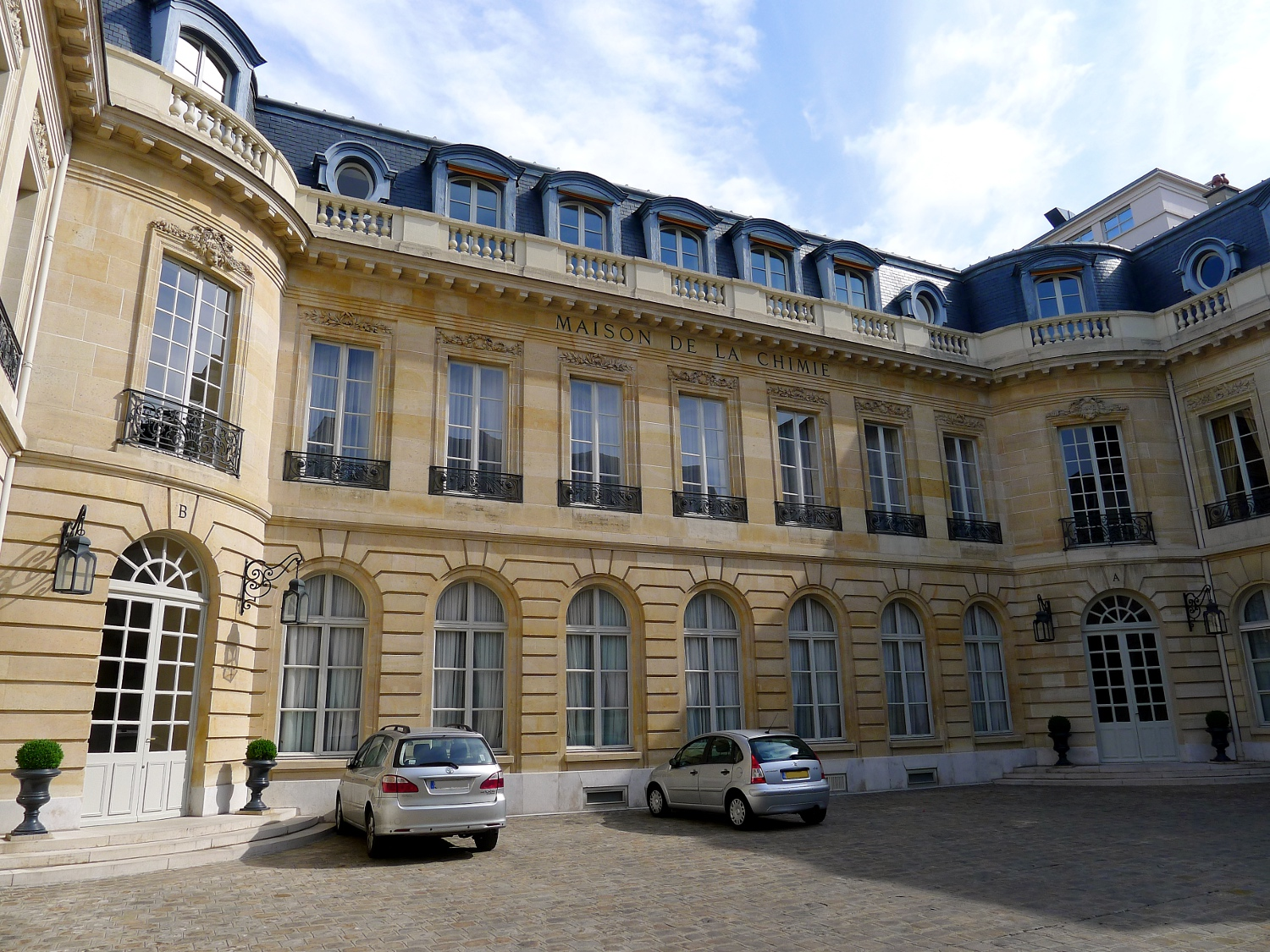
La Maison de la Chimie, rue Saint-Dominique (サン＝ドミニク通りにある化学会館。かつてはラ・トゥール・ドーヴェルニュ子爵家やラ・ロシュフーコー公爵家の館だった).

区の名称は、市の中央部から時計回りに螺旋を描くようにして各区に付けられた番号を基にしており、当区はその7番目にあたることから、「7区」と名づけられた。フランスの政治・行政の中心となる機関が集中しており、国民議会 (下院)、外務省、国防省などがあるほか、国際機関としては、ユネスコ (UNESCO) の本部がある。
また、エッフェル塔、アンヴァリッド (廃兵院)、オルセー美術館など、世界的に有名な施設が多く存在している。周辺のアンヴァリッド地区、フォーブール・サンジェルマン界隈は旧貴族の大邸宅が集まる"貴族街"ないし高級住宅街として知られている。
ブルボン宮殿など貴族の公邸、館が立ち並ぶのは、かつて幼君ルイ15世の摂政オルレアン公フィリップ2世がヴェルサイユからパリに宮廷を移す際、伝統的貴族街のマレ地区が既に過密だったため、セーヌ川右岸フォーブール・サントノレ界隈（現在のパリ8区）と共に、当時は草地や牧草地が広がるスペースとしてこのセーヌ川左岸一帯が選ばれたのが始まりとされている。
世界最初の百貨店とされるボン・マルシェ百貨店も7区に所在するが、サマリテーヌ百貨店はパリ右岸の1区に、ギャラリー・ラファイエット、プランタン百貨店はそれぞれパリ右岸の9区に所在する。
なお、セーヌ川に沿った地域のうち、イエナ橋より上流は「パリのセーヌ河岸」として世界遺産に登録されている。

## 地理

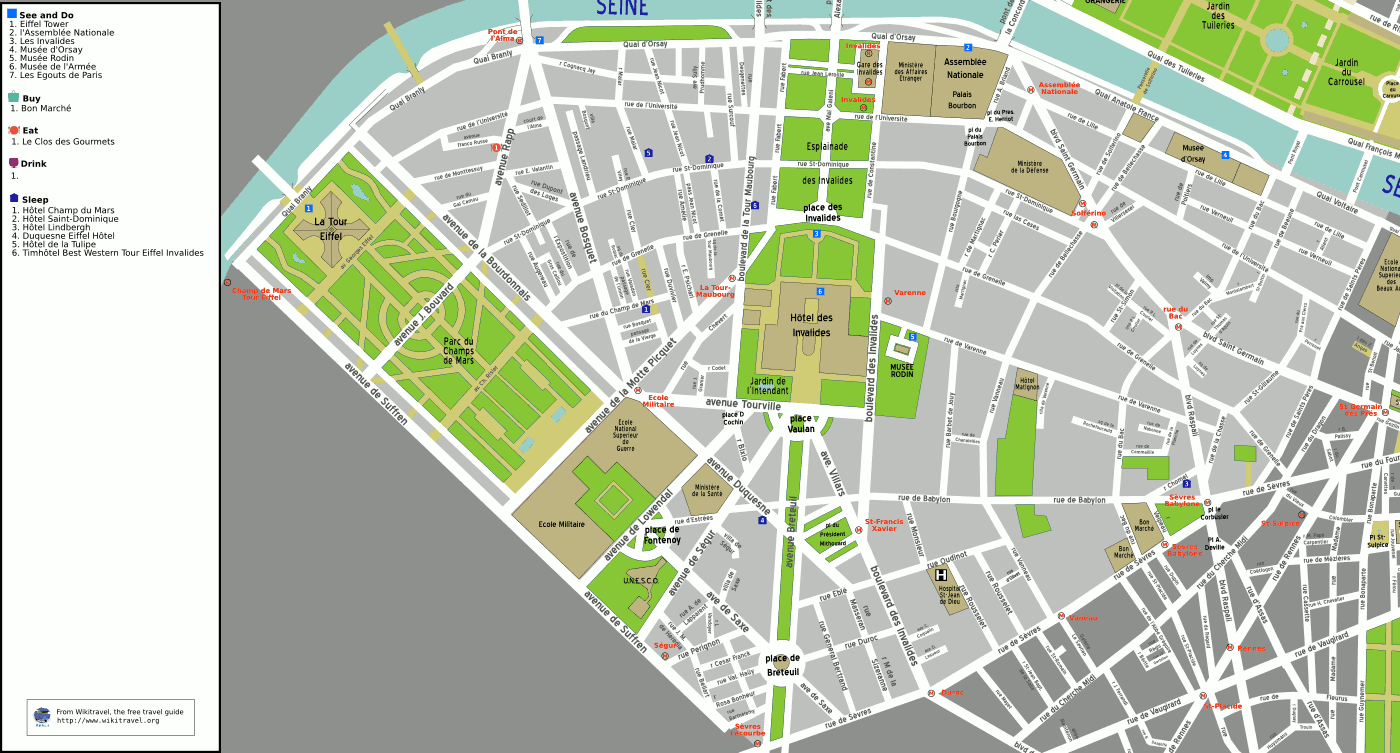
パリ・7区の詳細地図

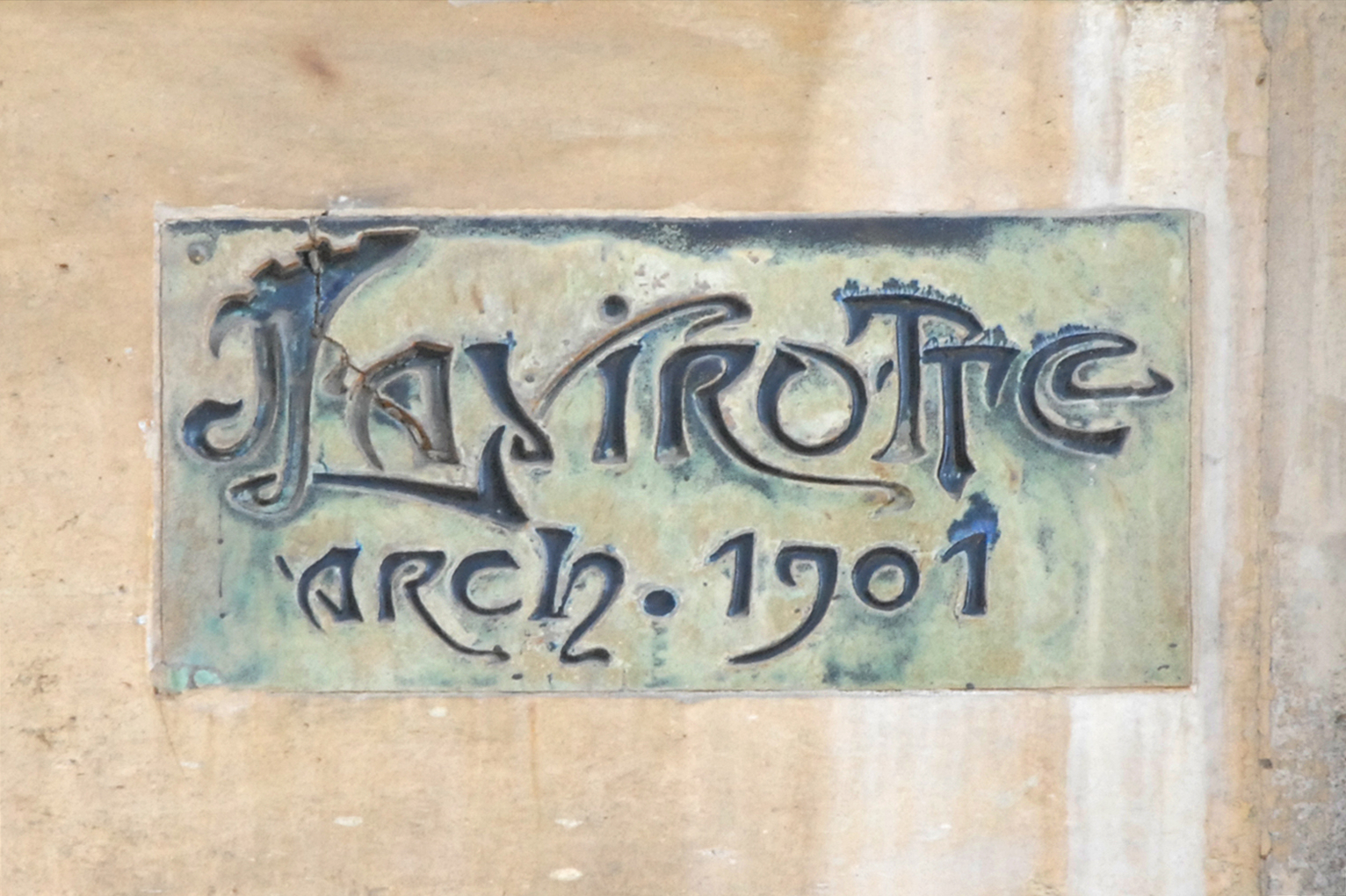
ジュール・ラヴィロット作「イムーブル・ラヴィロット (ラヴィロットの居住建物)」のプラーク (Plaque de l'immeuble art nouveau de Jules Lavirotte.)

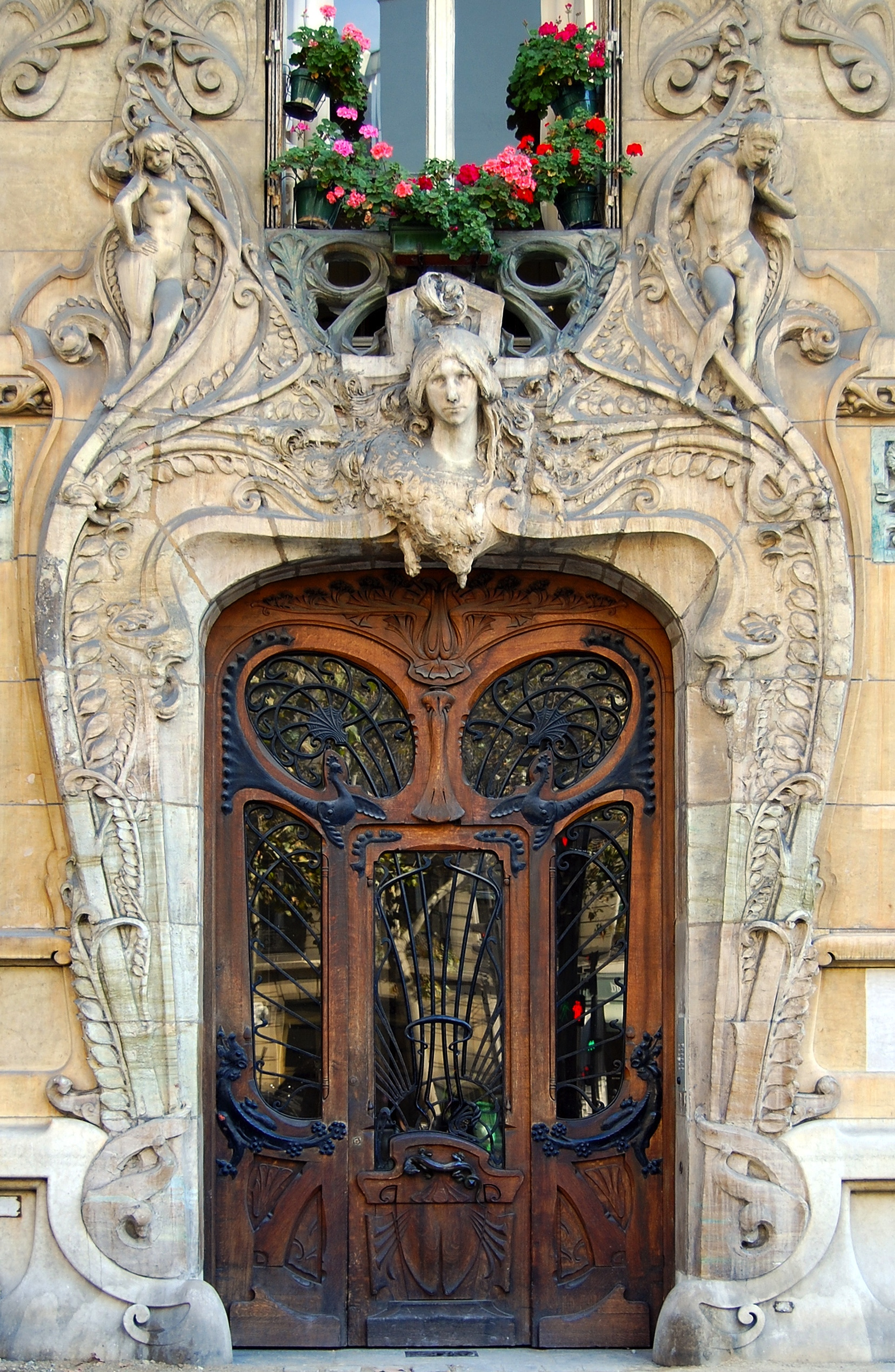
Entrée de l'immeuble Lavirotte au 29 avenue Rapp.

7区は、パリのほぼ中央部、1区の南西に位置している。セーヌ川の南岸に面しており、市内では、川の湾曲部が最も北に突き出た区域である。面積は、4.09 平方キロメートル。
北東から北西にかけて、セーヌ川を挟んで、同じパリの行政区である1区、8区及び16区に接している。
東はセーヴル通りなどを境界として、6区に接している。サンジェルマン大通りが、サン・ルイ島から5区、6区、7区を通りコンコルド橋まで続く。
西から南にかけては、シュフラン大通りなどを境界として、15区に接している。

### 隣接する自治体（行政区）
- パリの行政区のうち、以下の区。
  - 1区、6区、8区、15区、16区。

### 地区（カルチェ）

パリ・7区のカルチエ詳細図

パリの行政区は、それぞれ4つの地区（カルチェ）に区分されている。7区を構成する4地区のコードと名称は、次のとおりである。
- 25 - サン＝トーマ＝ダカン地区 (Quartier de Saint-Thomas-d'Aquin)
- 26 - アンヴァリッド地区 (Quartier des Invalides)
- 27 - エコール・ミリテール地区 (Quartier de l'École-Militaire)
- 28 - グロ＝カイユ地区 (Quartier du Gros-Caillou)

## 住民

### 人口
7区の人口は、1926年に110,684人となり、ピークに達した。しかし、その後は減少を続け、1999年には約半分の56,985人となった。2005年の推計では55,400人と見積もられており、人口の更なる減少が見込まれている。
人口の減少とともに人口密度も減り続けており、1999年の人口密度は、ピーク時の約半分の13,940人となっている。20区のうちで1区、8区に次いで3番目に人口密度が低く、パリの平均人口密度の0.6倍である。人口の推移の詳細は、次のとおりである。
| 年     | 区人口  | 市人口    | 区人口／市人口 | 区人口密度 | 市人口密度 | 備考                   |
| ------ | ------- | --------- | -------------- | ---------- | ---------- | ---------------------- |
| 1872年 | 78,553  | 1,851,792 | 4.24%          | 19,216     | 21,303     |                        |
| 1926年 | 110,684 | 2,871,429 | 3.85%          | 27,075     | 33,033     | 人口がピークに達する。 |
| 1954年 | 104,412 | 2,850,189 | 3.66%          | 25,541     | 32,788     |                        |
| 1962年 | 99,584  | 2,790,091 | 3.57%          | 24,360     | 32,097     |                        |
| 1968年 | 87,811  | 2,590,771 | 3.39%          | 21,480     | 29,804     |                        |
| 1975年 | 74,250  | 2,299,830 | 3.23%          | 18,163     | 26,457     |                        |
| 1982年 | 67,461  | 2,176,243 | 3.10%          | 16,502     | 25,035     |                        |
| 1990年 | 62,939  | 2,152,423 | 2.92%          | 15,396     | 24,761     |                        |
| 1999年 | 56,985  | 2,125,246 | 2.68%          | 13,940     | 24,449     |                        |
| 2005年 | 55,400  | 2,166,200 | 2.56%          | 13,552     | 24,920     | 人口は推計。           |

- 注意
  - 人口密度は、1平方キロメートルあたりの人口。区人口密度は、7区の面積を4.088平方キロメートルとして算出した。また、市人口密度は、森林部（ヴァンセンヌの森、ブローニュの森）を除くパリ市全体の面積（86.927平方キロメートル）をもとに算出した。
  - 1962年から1999年までの区人口及び市人口は、フランス国立統計経済研究所の データ （Île-de-France ） を参考とした。

## 政治・行政・司法

### 主な官公庁・公共機関

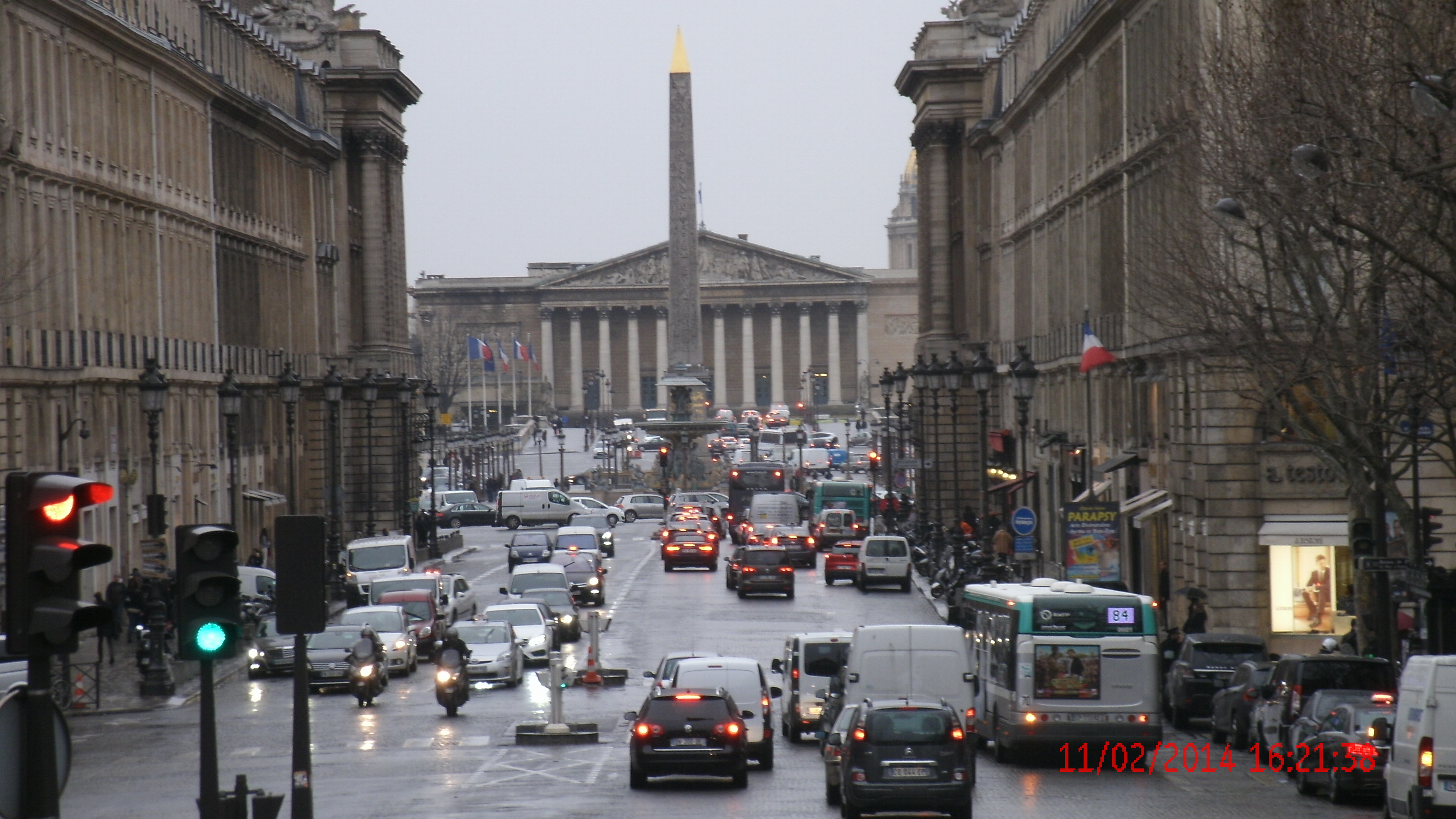
マドレーヌ寺院からのロワイヤル通り、コンコルド広場及びセーヌ川を挟んだブルボン宮殿の眺め

- 国民議会 (フランス下院) （Assemblée Nationale）
  - ブルボン宮殿を使用している。
- 首相官邸 （Résidence officielle du Premier ministre）
  - ヴァレンヌ通り57番地のマティニョン館 (Hôtel de Matignon) にある。内閣官房 (Secrétariat général du gouvernement) の一部はマティニョン館の他、バビロヌ通り32番地のカッシーニ館 (Hôtel de Cassini) にも置かれている。カッシーニ館は天文学者の侯爵ジャック・カッシーニの子ドミニク＝ジョゼフ・ド・カッシーニが1768年に建造したもの。
- 外務省 （Ministère des Affaires Étrangères）
  - オルセー河岸にある庁舎建物は、1844-1856年の間に建造されたもの。
- 軍事省 （Ministère des Armées）
  - 以前の名称は国防省（Ministère de la Défense）。サン＝ドミニク通り14番地の庁舎建物 (ブリエンヌ館, Hôtel de Brienne) はコンティ公の邸宅だった。
  - 統合参謀総長をトップとする軍令・統帥部門はブリエンヌ館東隣、サン＝ジェルマン大通り231番地建物に置かれていた。イロ・サン＝ジェルマン (サン＝ジェルマン小島, Îlot Saint-Germain) と呼称されている。
  - 2015年、15区ポルト・ド・セーヴルにエグザゴンヌ・バラール (Hexagone Balard) が完成。米国のペンタゴンをモデルにしたヘキサゴン状・六角形状建物。統合参謀総長をトップとする軍令・統帥部門が集約して置かれることとなり、例えば、コンコルド広場前の歴史的建造物 オテル・ド・マリーヌ (Hôtel de la Marine) からは海軍参謀本部が移転した。
- 国家改革・地方分権・公務員省 （Ministère de la Décentralisation, de la Réforme de l'État et de la Fonction publique）
- 国民教育省 （Ministère de l'Éducation Nationale）
- エコロジー移行・連帯省 （Ministère de la Transition écologique et solidaire）
  - サンジェルマン大通り246番地のロクロール館 (Hôtel de Roquelaure) とラ・デファンスに庁舎がある。
- 労働省 （Ministère du Travail）
  - グルネル通り127番地のシャトレ館 (Hôtel du Châtelet) に庁舎がある。
- 農林水産省 （Ministère de l’Agriculture et de la Pêche）
  - ヴァレンヌ通り78番地のヴィルロワ館 (Hôtel de Villeroy) に庁舎がある。
- 厚生省 （Ministère des Affaires sociales et de la Santé）
- 議会関係省 （Ministère des Relations avec le Parlement）
  - ヴァレンヌ通り69番地のクレルモン館 (Hôtel de Clermont) に庁舎がある。
- イル・ド・フランス地域圏庁及び議会 （Conseil régional d'Île-de-France）
  - バルベ＝ドゥ＝ジュイ通り (Rue Barbet-de-Jouy) 33番地にある。
- 第7区役所 （Mairie du 7e arrondissement）
  - 国防省の南側界隈にある。

## 軍事

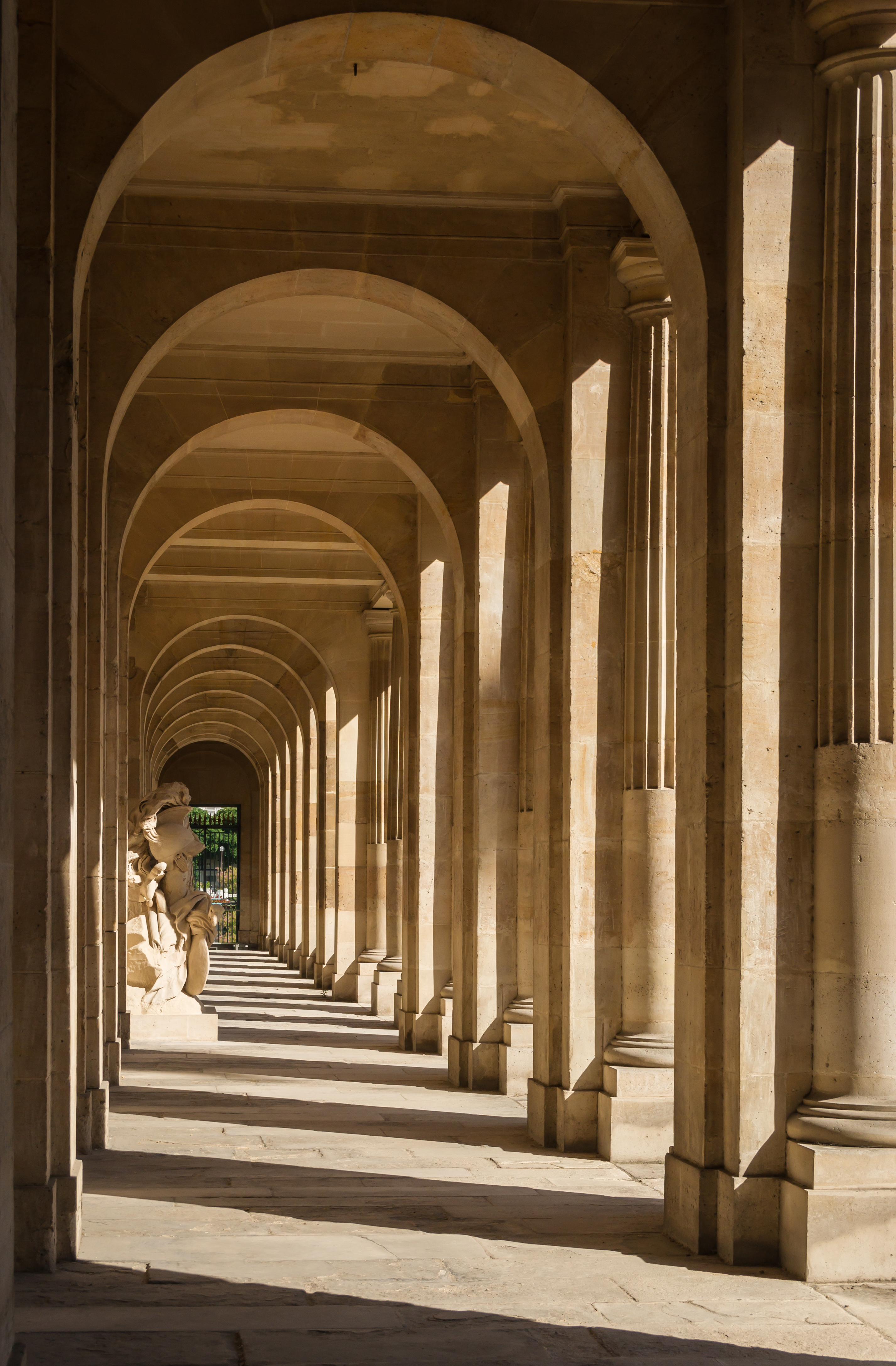
Galerie du portique, cour d'Honneur de l'École Militaire à Paris (エコール・ミリテール中庭の柱廊(及びヴォールト)。アンジュ＝ジャック・ガブリエル制作)
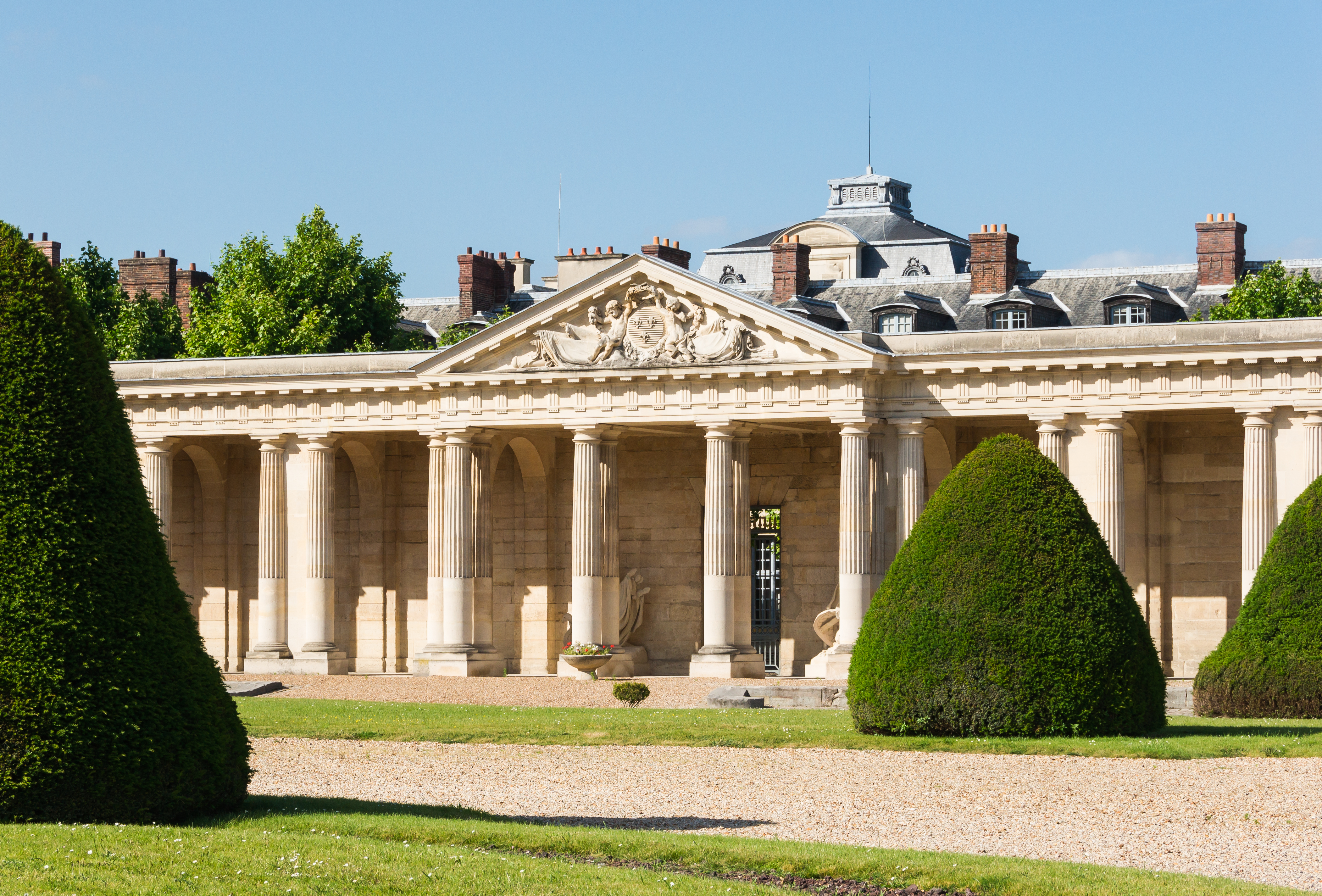
同中庭から見たペディメントと柱廊
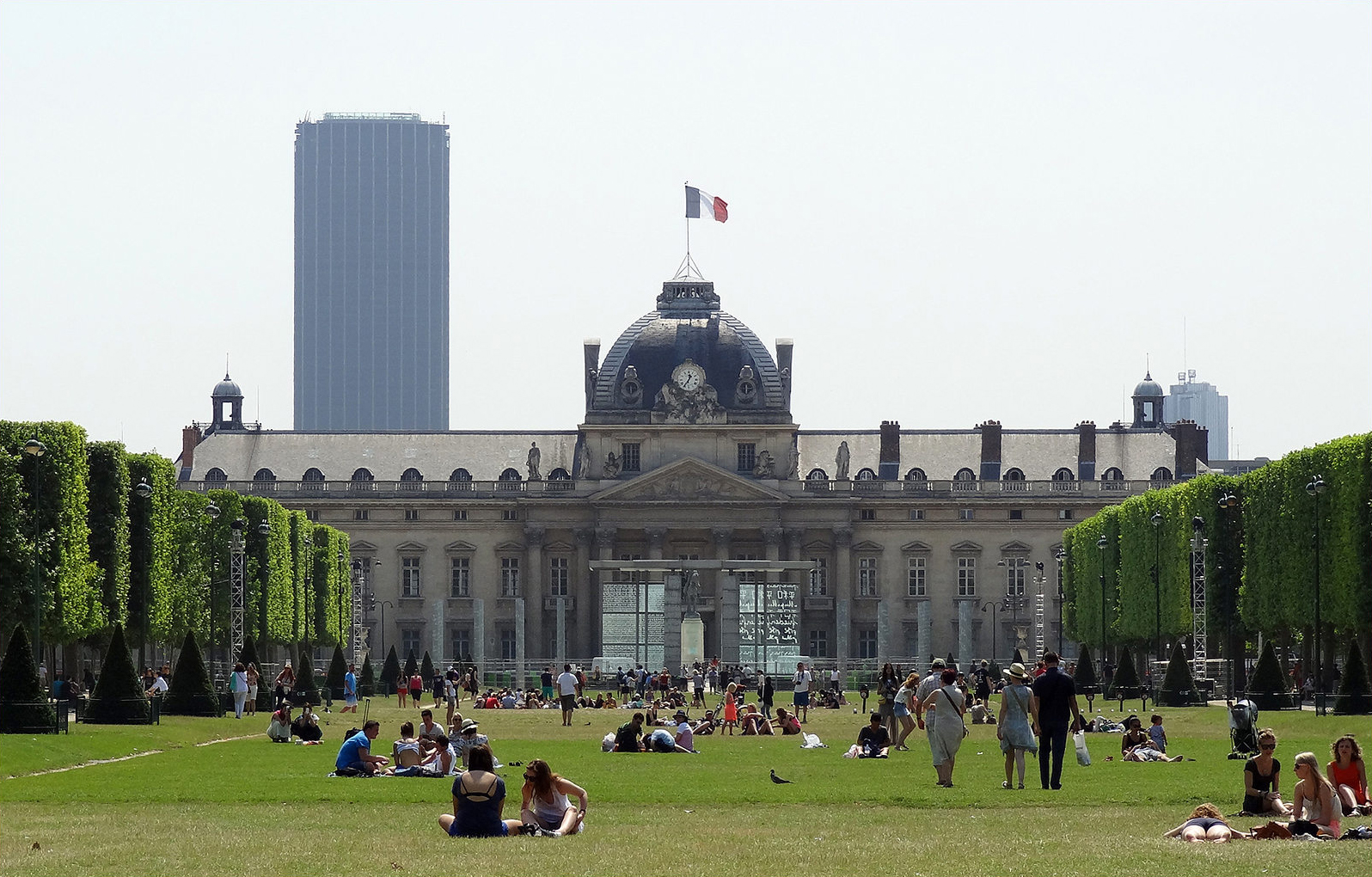
シャン・ド・マルス公園から見た同建物とトゥール・モンパルナス
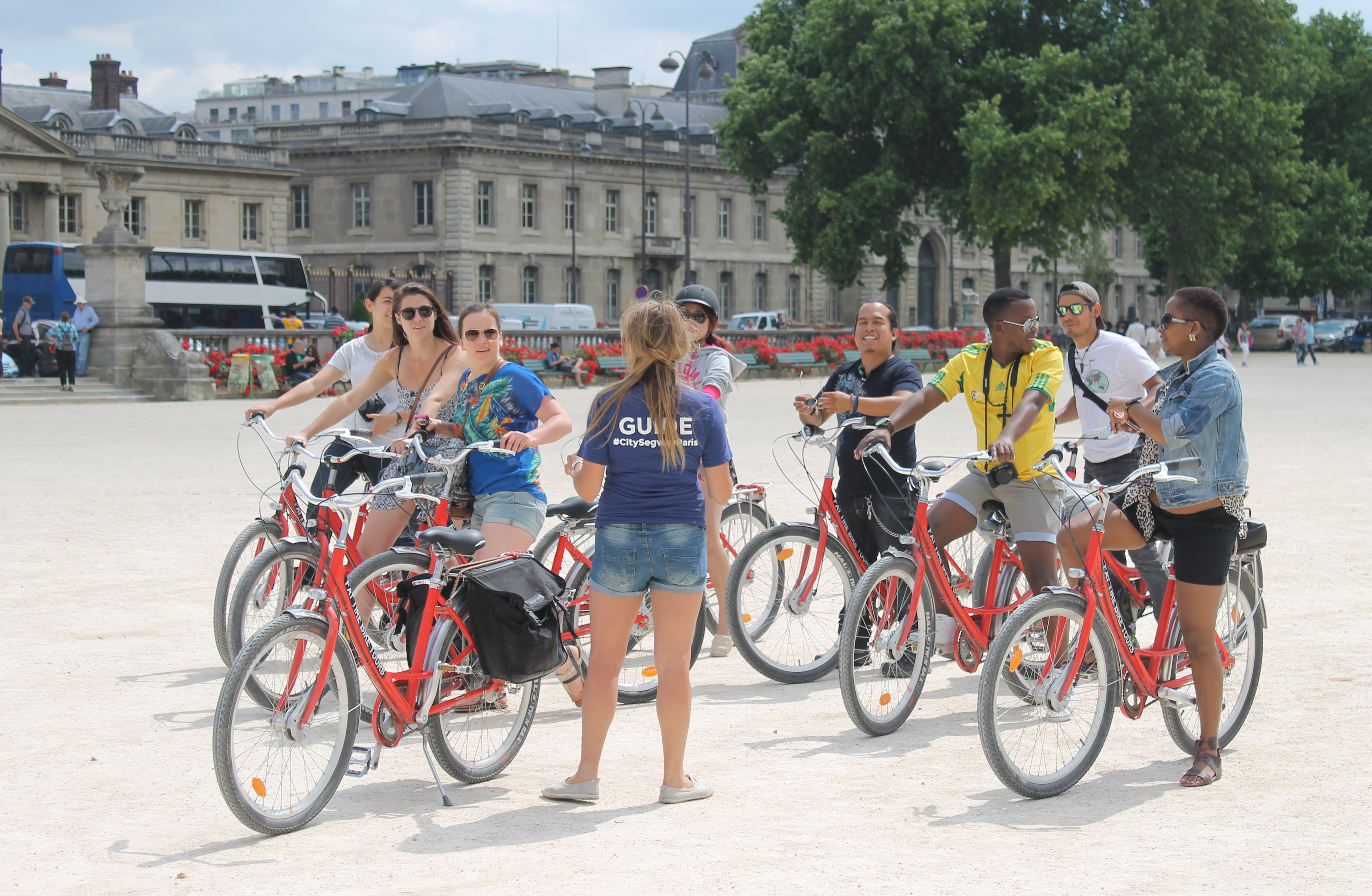
同建物界隈でのバイクガイドツーリストの一団
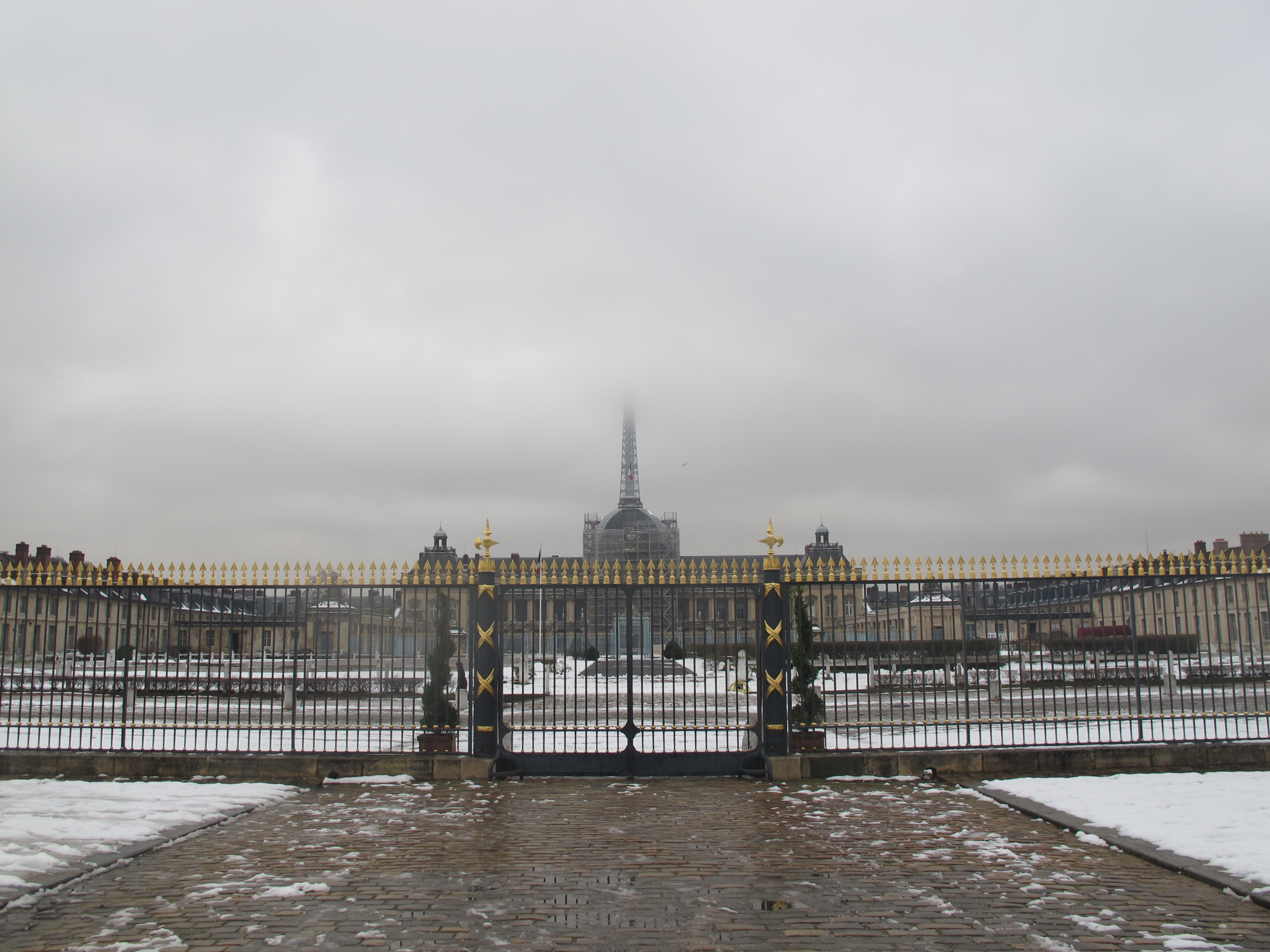
フォントノワ広場側から見た同建物
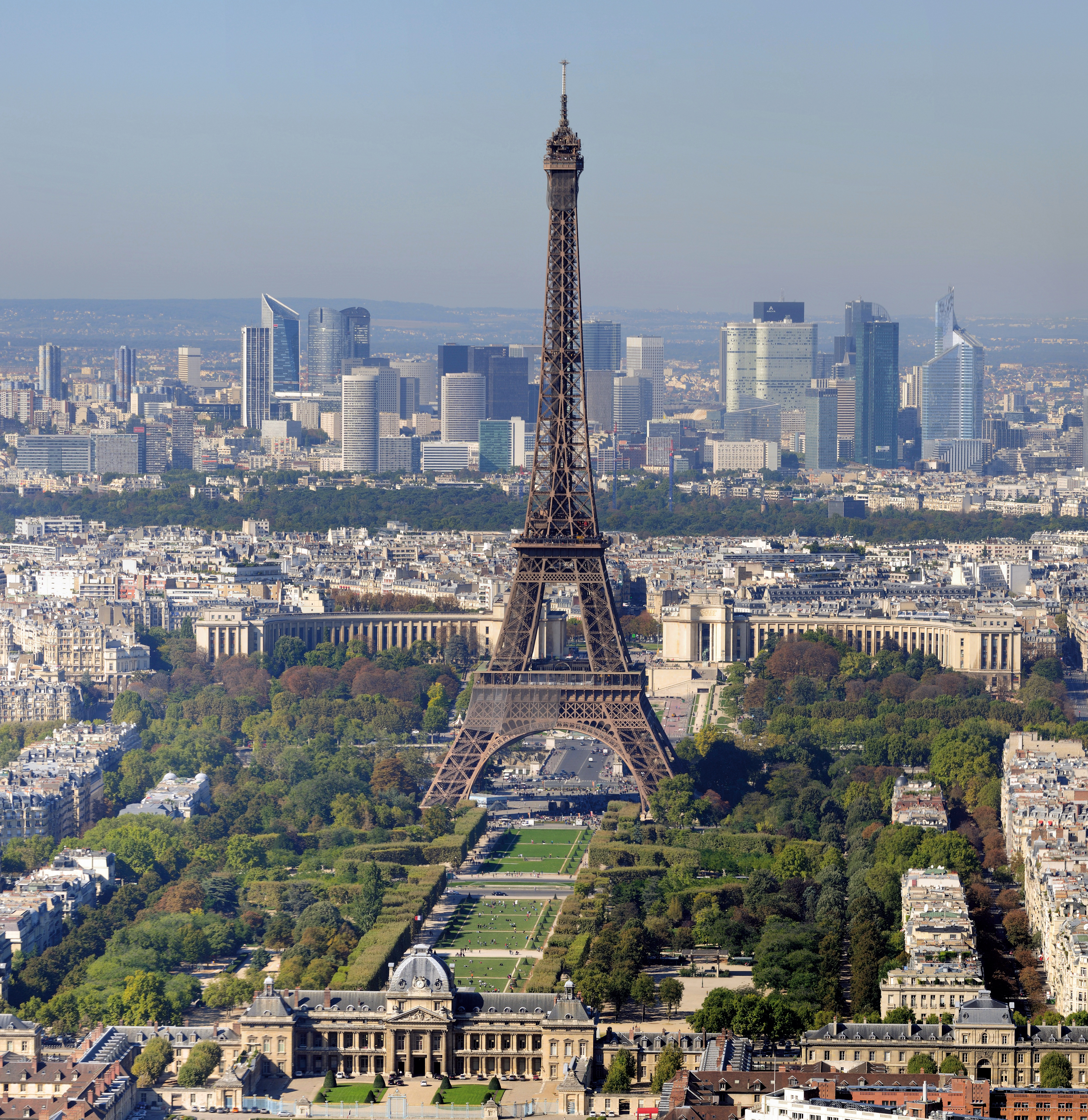
トゥール・モンパルナスから見たエコール・ミリテール、シャン・ド・マルス公園、エッフェル塔、シャイヨ宮、ブローニュの森、ラ・デファンス地区
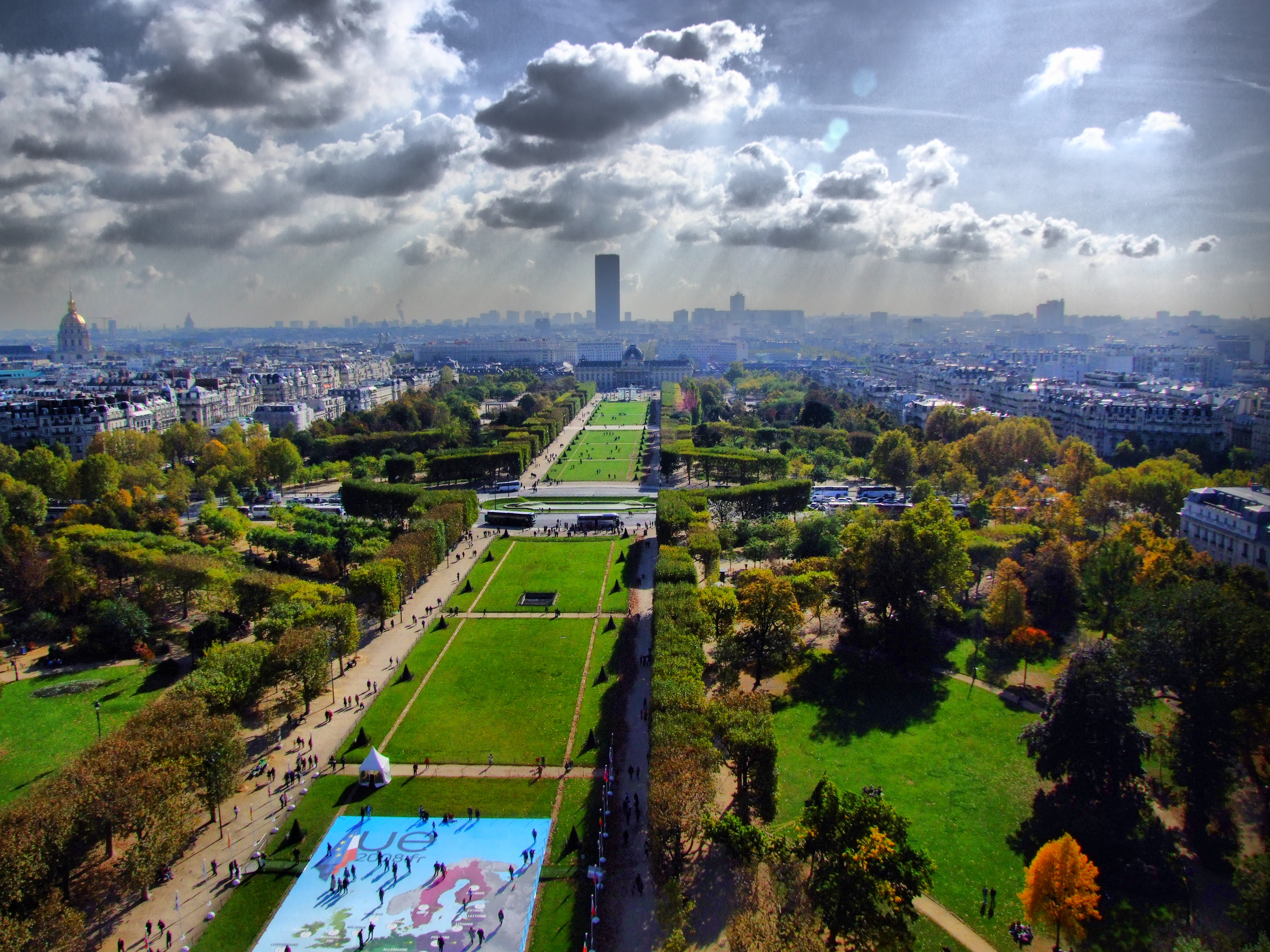
エッフェル塔から見た、シャン・ド・マルス公園、エコール・ミリテール、トゥール・モンパルナス
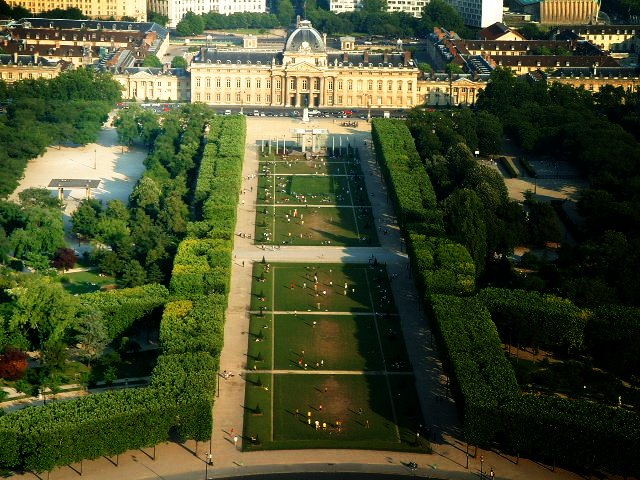
エッフェル塔から見たエコール・ミリテール
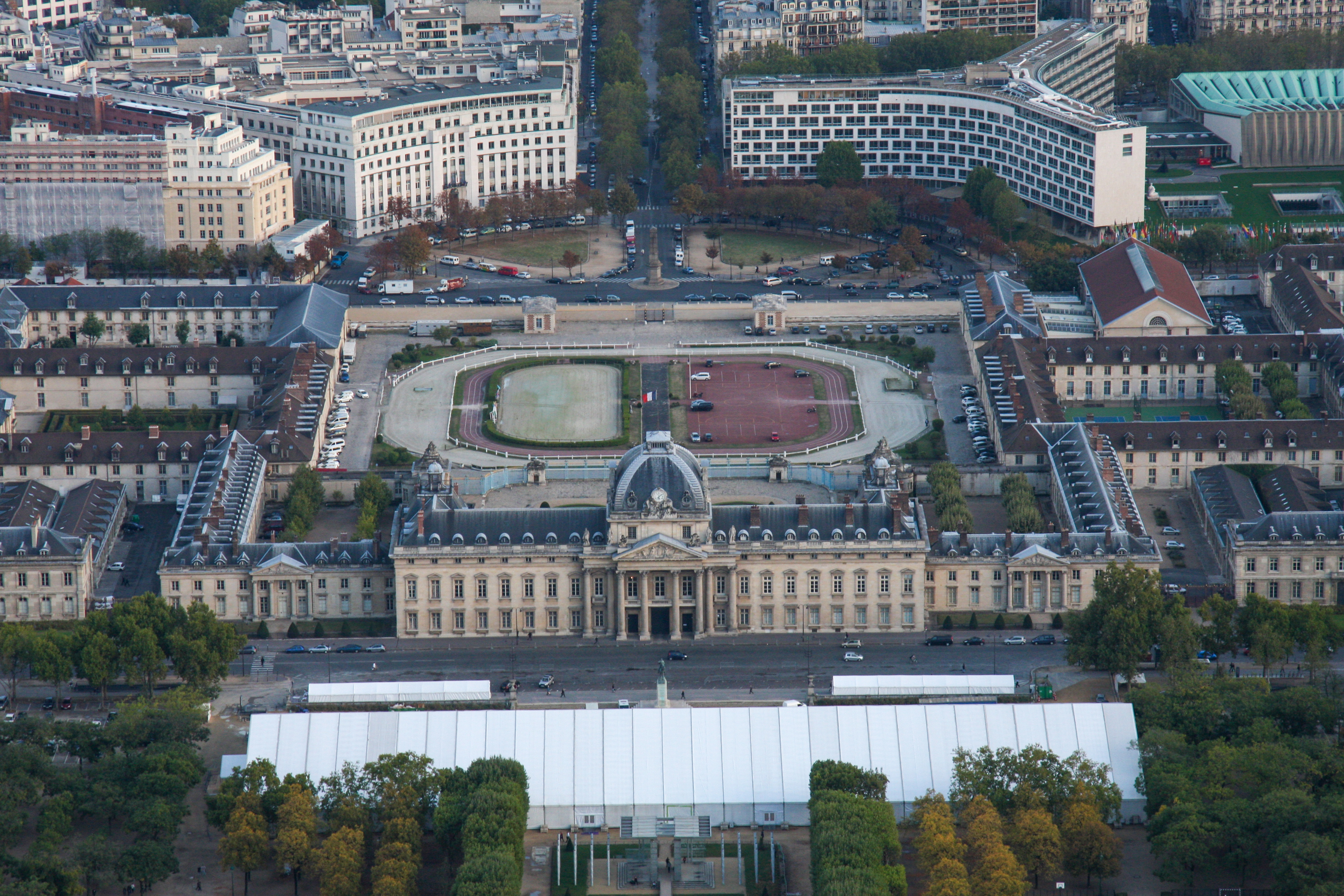
エッフェル塔から見た同建物(白い覆いの箇所はジョフル広場, fr)。フォントノワ広場前の半円形状の左建物には厚生省や個人情報保護機関である情報と自由に関する国家委員会 (Commission nationale de l'informatique et des libertés: CNIL) が、同右建物にはユネスコが入る。

- エコール・ミリテール（旧陸軍士官学校、École Militaire）
  - 現在はフランス軍高級士官学校。ユネスコがあるエコール・ミリテール南側のフォントノワ広場は、2015年12月からフォントノワ＝UNESCO広場と改名した (fr)。広場名称は、1745年フォントノワの戦いから。同広場前からサックス大通りが伸びるが、名称はモーリス・ド・サックスフランス大元帥から。現在は国防省 (現・軍事省) 傘下の軍事戦略調査研究所や国防高等教育研究所、陸軍高等教育学校 (Collège d'enseignement supérieur de l'Armée de terre) の陸軍高級士官養成諸学校、戦争学校 (エコール・ド・ゲール, École de guerre) の仏軍高級士官養成諸学校などが置かれている。サン・シール陸軍士官学校も参照。

## 国際機関
- ユネスコ本部 （英：United Nations Educational, Scientific and Cultural Organization (UNESCO)）

## 外国の施設
- イタリア大使館 （Ambassade d'Italie） - ヴァレンヌ通り51番地にある。

## 経済

### 主な企業
- エア・リキード本社 （Air Liquide S.A.） - オルセー河岸通り (Quai d'Orsay) 75番地にある。
- ケリンググループ本社 （KERING） - グッチなどを抱える持株会社。セーヴル通り40番地にある。
- ガリマール出版社 （Éditions Gallimard） - 5 Rue Sébastien Bottin にある。

### 主な店舗・商業施設
- ボン・マルシェ百貨店（Le Bon Marché） - 世界最初の百貨店といわれている。最寄りはセーヴル＝バビロヌ駅。
- ラ・グランド・エピスリー・ド・パリ（La Grande Epicerie de Paris） - ボン・マルシェ隣りの7区セーヴル通り (Rue de Sèvres) 38番地と、16区パッシー通り (Rue de Passy) 80番地にある、ボン・マルシェ系列の高級食品スーパー。
- セリーヌ（Celine） - 6区至近グルネル通り (Rue de Grenelle) 16番地、サン＝ジェルマン＝デ＝プレ界隈にある。近くにはクリスチャン・ルブタンやエルメス、プラダ、上記ボン・マルシェ百貨店や高級食材店ラ・グランド・エピスリー・ド・パリ等がある。他の路面店ないし旗艦店は、8区モンテーニュ大通り (Avenue Montaigne) 53番地、エトワール凱旋門至近16区ヴィクトル・ユーゴー大通り (Avenue Victor Hugo) 3番地等にブティックがある。
- カール・ラガーフェルド（Karl Lagerfeld） - 6区至近サンジェルマン大通り194番地のほか、サントノーレ通りのコレット内、マレ地区界隈4区ヴィエイユ・デュ・タンプル通り (Rue Vieille du Temple) 25番地、シャンゼリゼ通り界隈マルブフ通り (Rue Marbeuf) 38番地等にブティックがある。

## 宿泊施設

### 主な宿泊施設
- オテル・デュ・ケ・ヴォルテール （ホテル・ヴォルテール河岸、Hôtel du Quai Voltaire）
  - この館で、ボードレールは『悪の華』を執筆し、ピサロはロワイヤル橋を描いた[6]。

## 教育

### 大学等
- フランス国立行政学院 (エナ、École nationale d'administration) 
  - 1991年にストラスブールのサント＝マルグリット通り (rue Sainte-Marguerite) 1番地に移転後も、およそ10年間、パリ7区の創設の地であるサン＝ペール通り (rue des Saints-Pères) 56番地、及び同区ユニヴェルシテ通り (rue de l'Université) 13番地にも校舎があった。生涯学習等を対象とした現在のパリ校は、6区リュクサンブール公園南側オプセルヴァトワール通り (avenue de l'Observatoire) 2番地にある。
- パリ政治学院 (シアンスポ、Institut d'Etudes Politiques de Paris)
  - 実質、上記ENA（エナ）の前期課程の様相を呈している。

### 高等学校
- リセ・ヴィクトル＝デュリュイ (Lycée Victor-Duruy)

## 文化施設

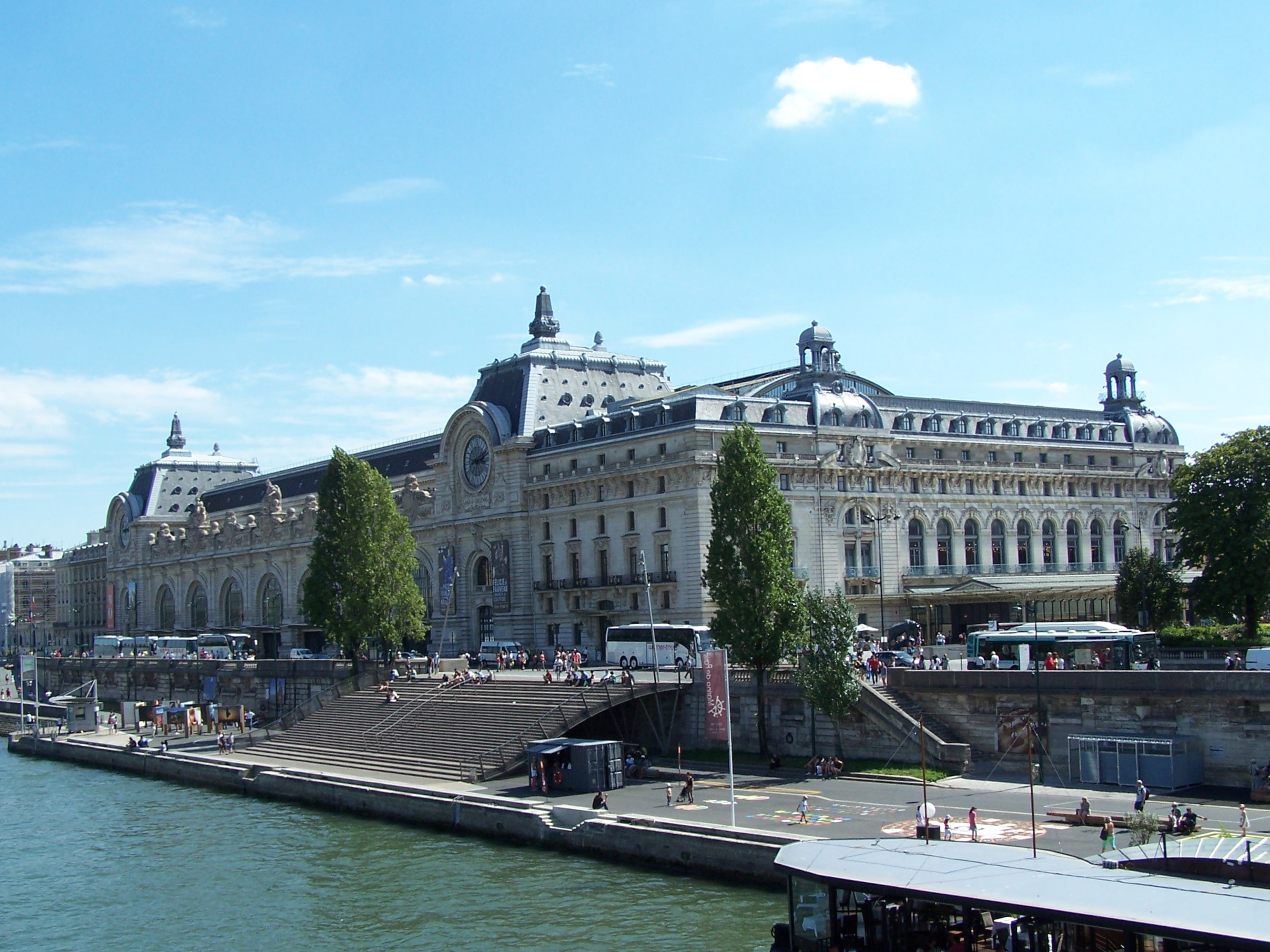
オルセー美術館、セーヌ川から眺む
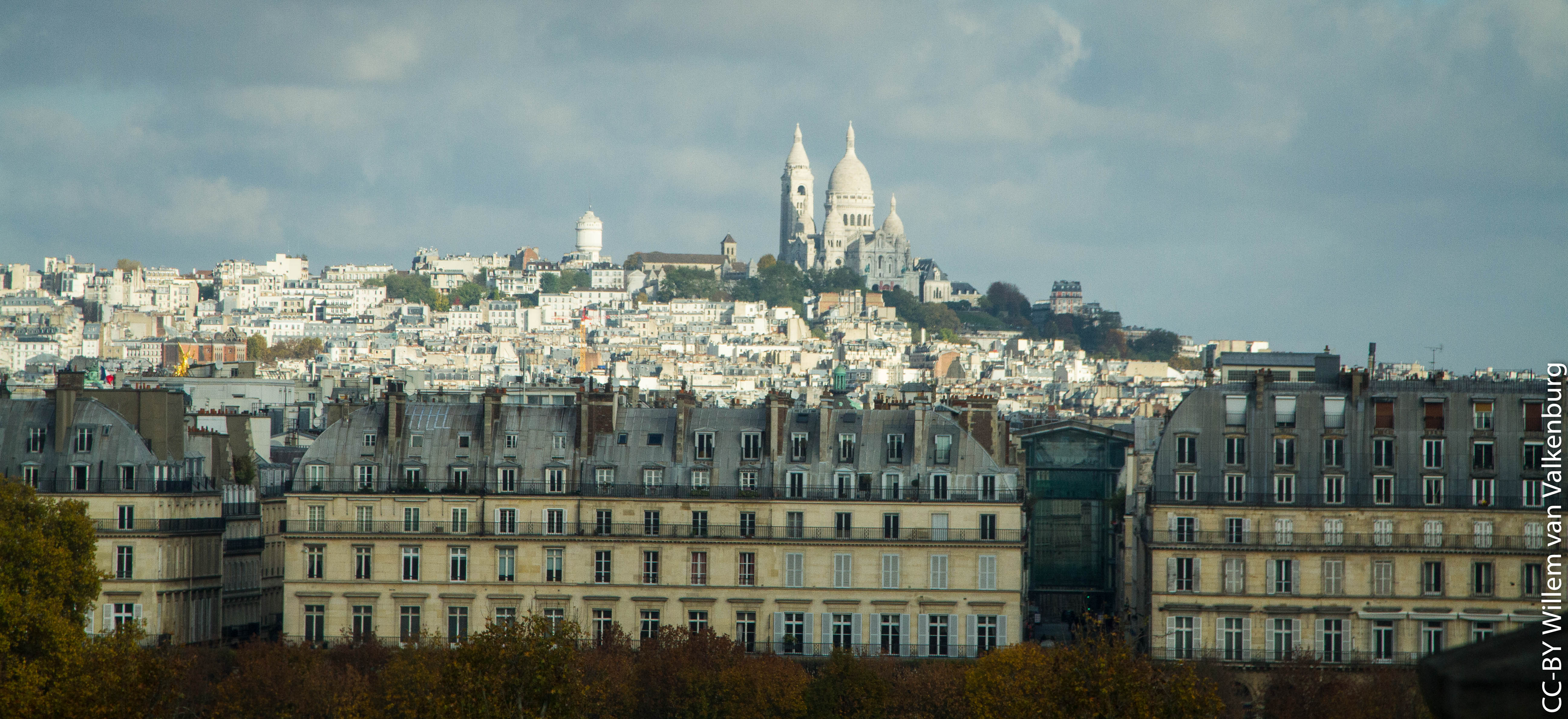
オルセー美術館からみる1区リヴォリ通り沿いの建物群とモンマルトルのサクレ・クール寺院
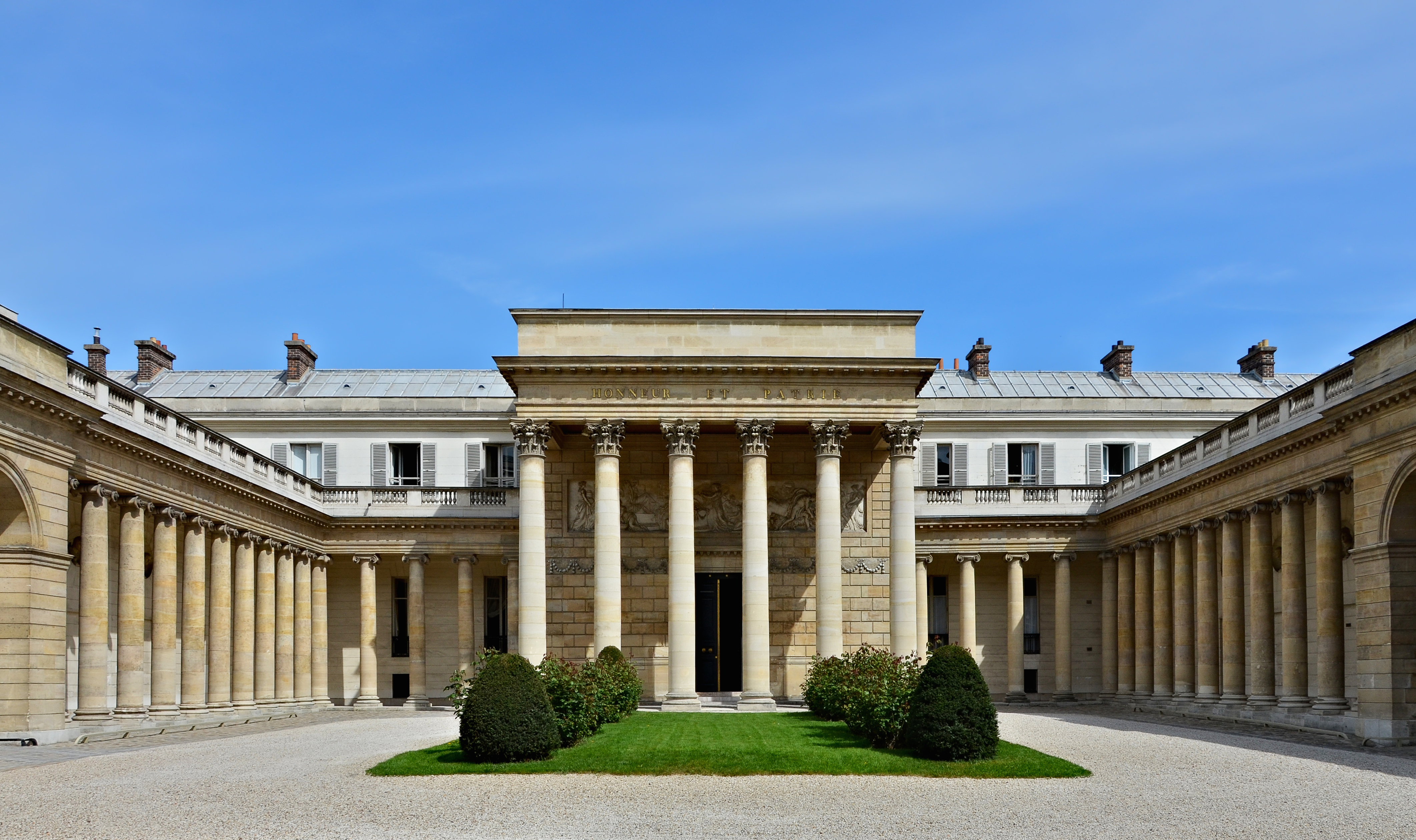
レジオン・ドヌール勲章美術館中庭側。旧サルム館 (Palais de la Légion d'Honneur (Ancien Hôtel de Salm), cour)
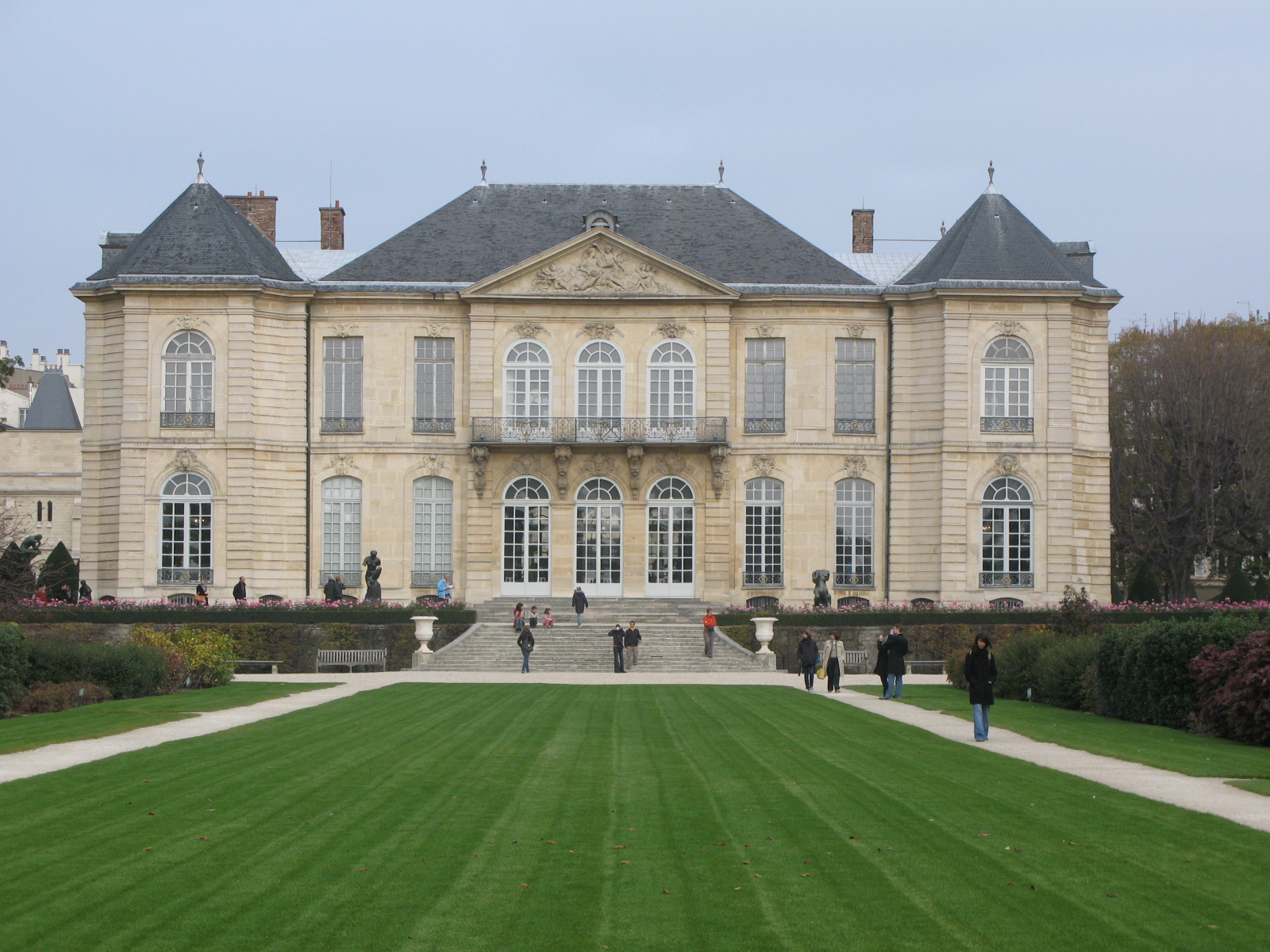
ロダン美術館、旧ビロン館 (Hôtel Biron)

### 美術館・博物館
- オルセー美術館 (Musée d'Orsay)
  - かつてはオルレアン方面に向かうオルセー駅舎であった。
- 軍事博物館 (Musée de l'Armée)
  - アンヴァリッドにある。
- 下水道博物館 (Musée des Égouts)
- ケ・ブランリ美術館 (Musée du Quai Branly)
- マイヨール美術館 (Musée Maillol)
  - アリスティド・マイヨールの美術館。グルネル通り61番地にある。
- レジオン・ドヌール勲章美術館 （Musée de la Légion d'honneur）
  - オルセー美術館に隣接している。サルム館を使用している。同館は1782年-1787年にかけてサルム＝キルブール侯爵フリードリヒ3世が邸宅ないし居城として建設したが、同人はフランス革命期の1794年にギロチン刑に処された。
- ロダン美術館 （Musée Rodin）
  - ビロン館を美術館として使用している。

### 映画館・劇場
- ラ・パゴド （La Pagode）
  - 日本庭園がある日本建築風の映画館。

## 宗教施設

### 教会・寺院
- 奇跡のメダル教会 (Chapelle Notre Dame de la Médaille Miraculeuse)
  - 6区との区界に近いセーヴル＝バビロヌ駅界隈バック通り（Rue du Bac）沿いにある礼拝堂。1876年に死去した聖カトリーヌ (カトリーヌ・ラブレ、Sainte Catherine (Catherine Labouré)) の遺体が、腐敗せずに眠っている。カトリーヌ・ラブレは聖ビンセンシオ・ア・パウロの愛徳姉妹会の修道女で、"不思議のメダイ"で知られている。
- サント・クロチルド聖堂 (La Basilique Sainte-Clotilde et Sainte-Valère)
  - 19世紀ネオ・ゴシック建築で知られている。
- ドーム教会 (Église du Dôme)
  - アンヴァリッドにある教会。地下祭室には、ナポレオン・ボナパルトの棺が安置されている。
- サン＝ピエール＝デュ＝グロ＝カイユ教会 (Église Saint-Pierre-du-Gros-Caillou)
  - サン＝ドミニク通り (Rue Saint-Dominique) 沿いにある。

## 観光・憩い

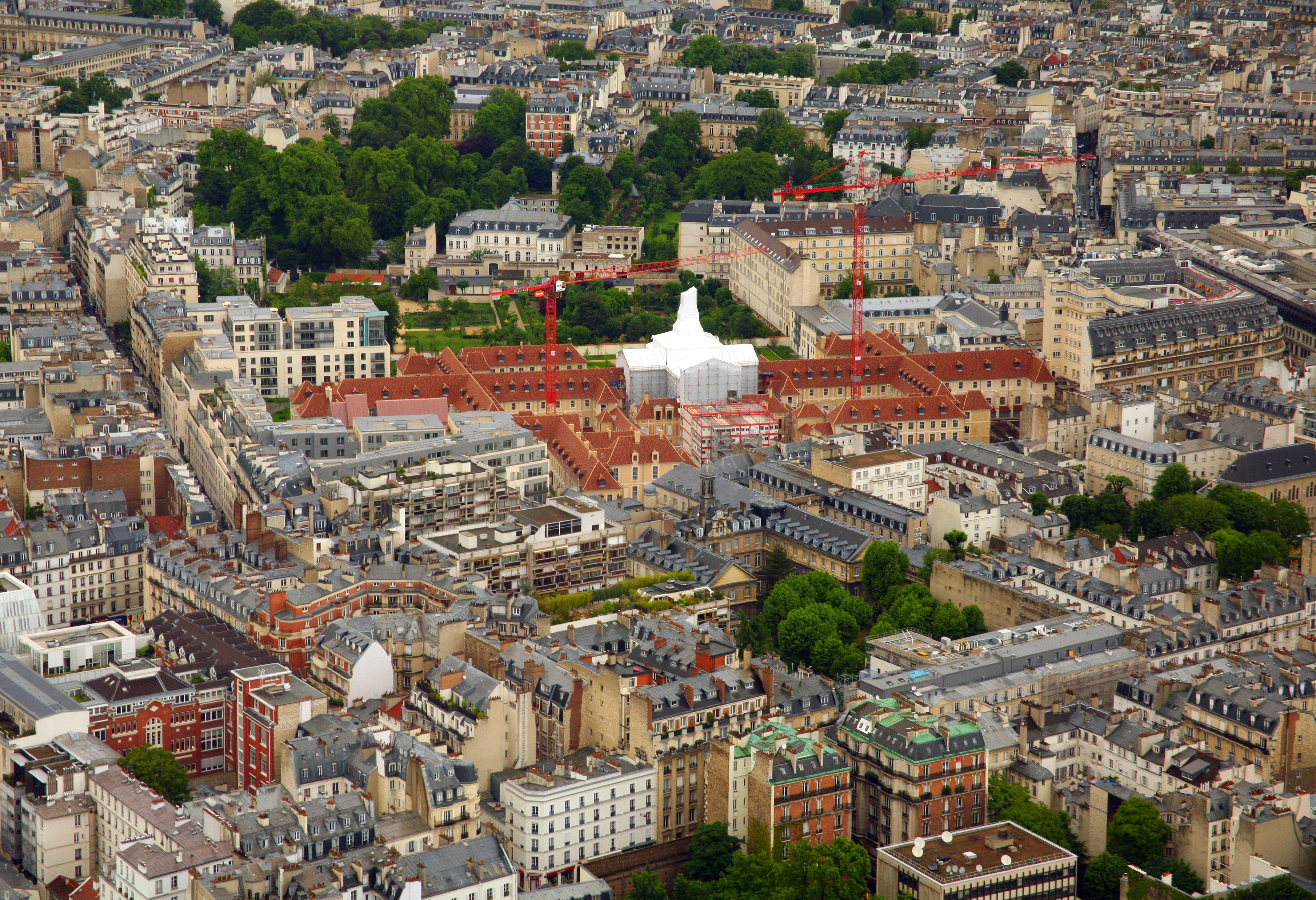
カトリーヌ＝ラブレ庭園 (fr) やケリング等が入居する旧ラエネック病院 (fr) 付近, バビロヌ通りとセーヴル通りとに挟まれた一帯。一帯のヴァノー通り (fr) やルスレ通り (fr) 界隈には、ミシュラン掲載のあい田(Aida), なかたに(Nakatani), ラ・ターブル・ダキ(La Table d'Aki), 和楽(Walaku)･･など日本人シェフの店舗が多い。
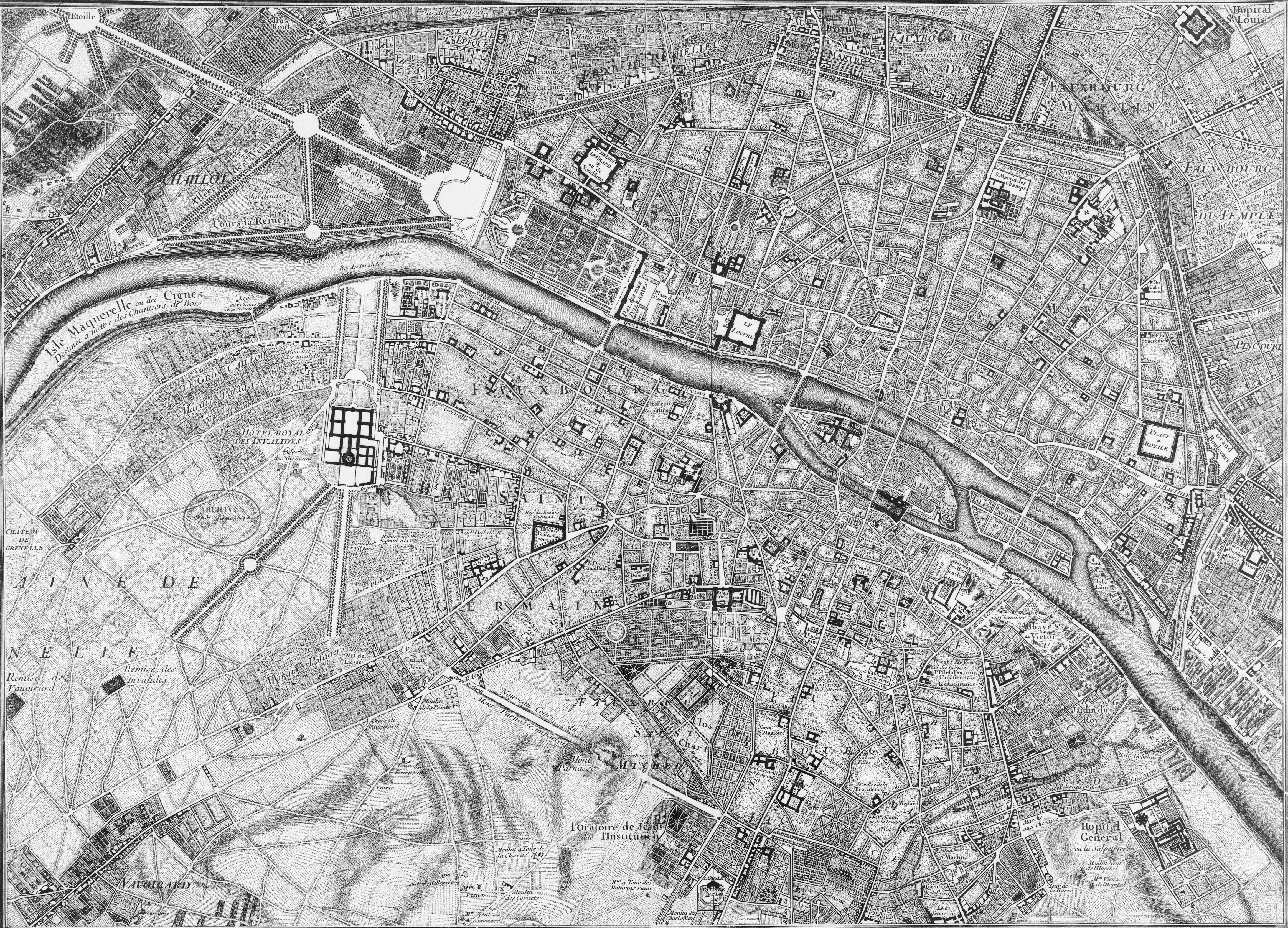
1730年のパリ市街図。図の中心部左はアンヴァリッド
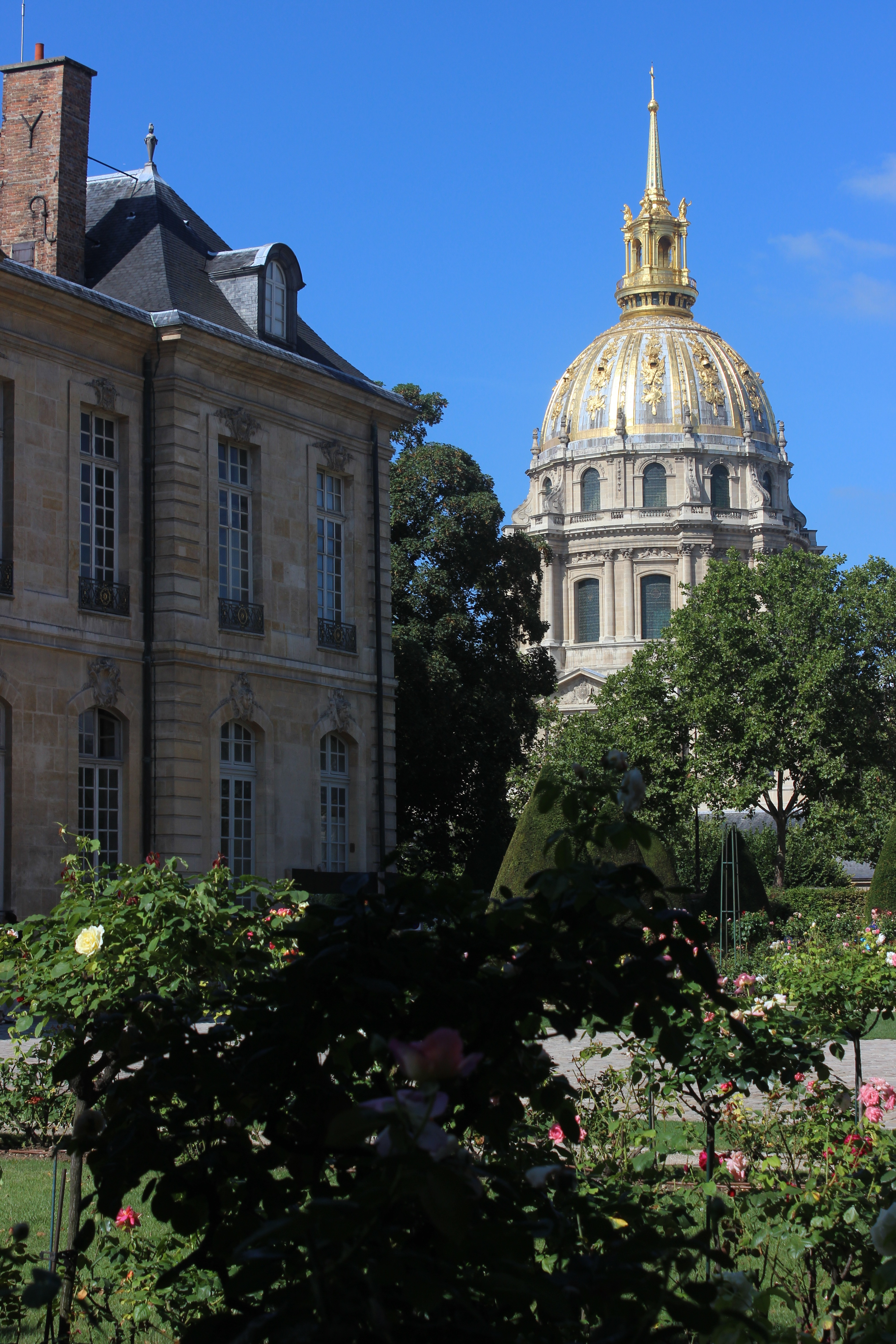
ビロン館 (ロダン美術館) とアンヴァリッド
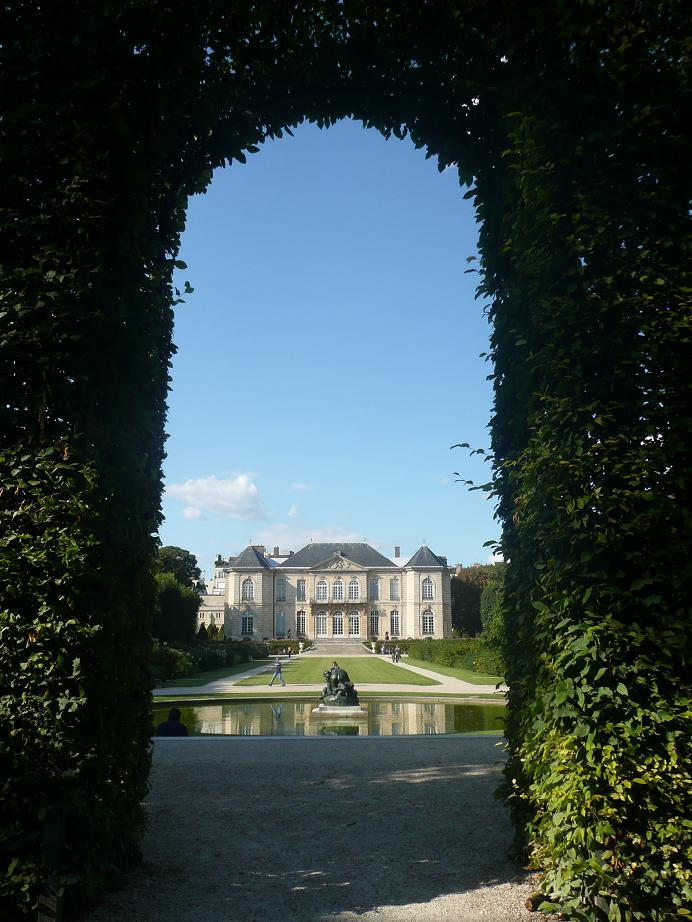
ビロン館
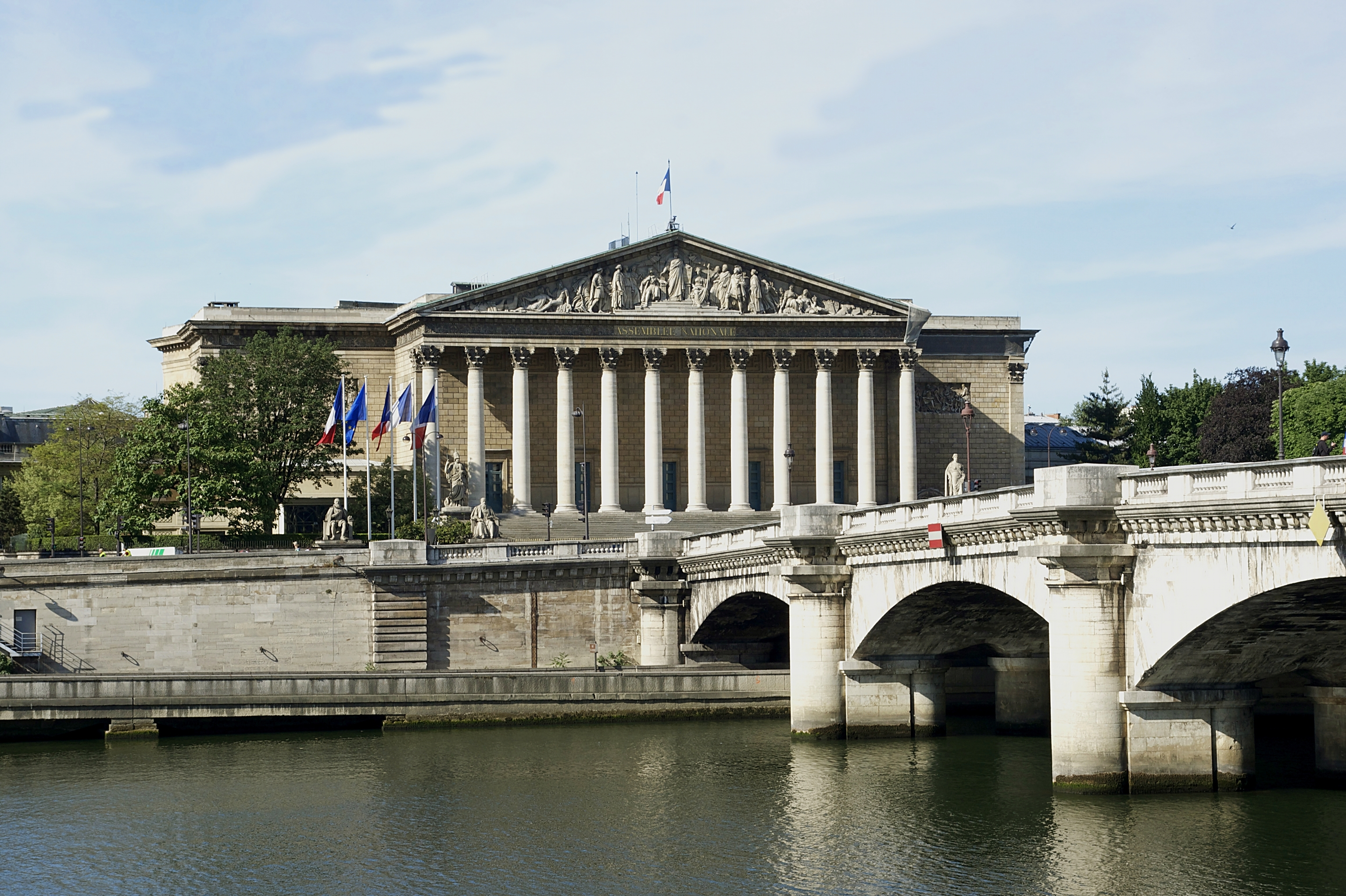
対岸8区乃至1区テュイルリー河岸から見るコンコルド橋とブルボン宮殿 (国民議会議事堂)
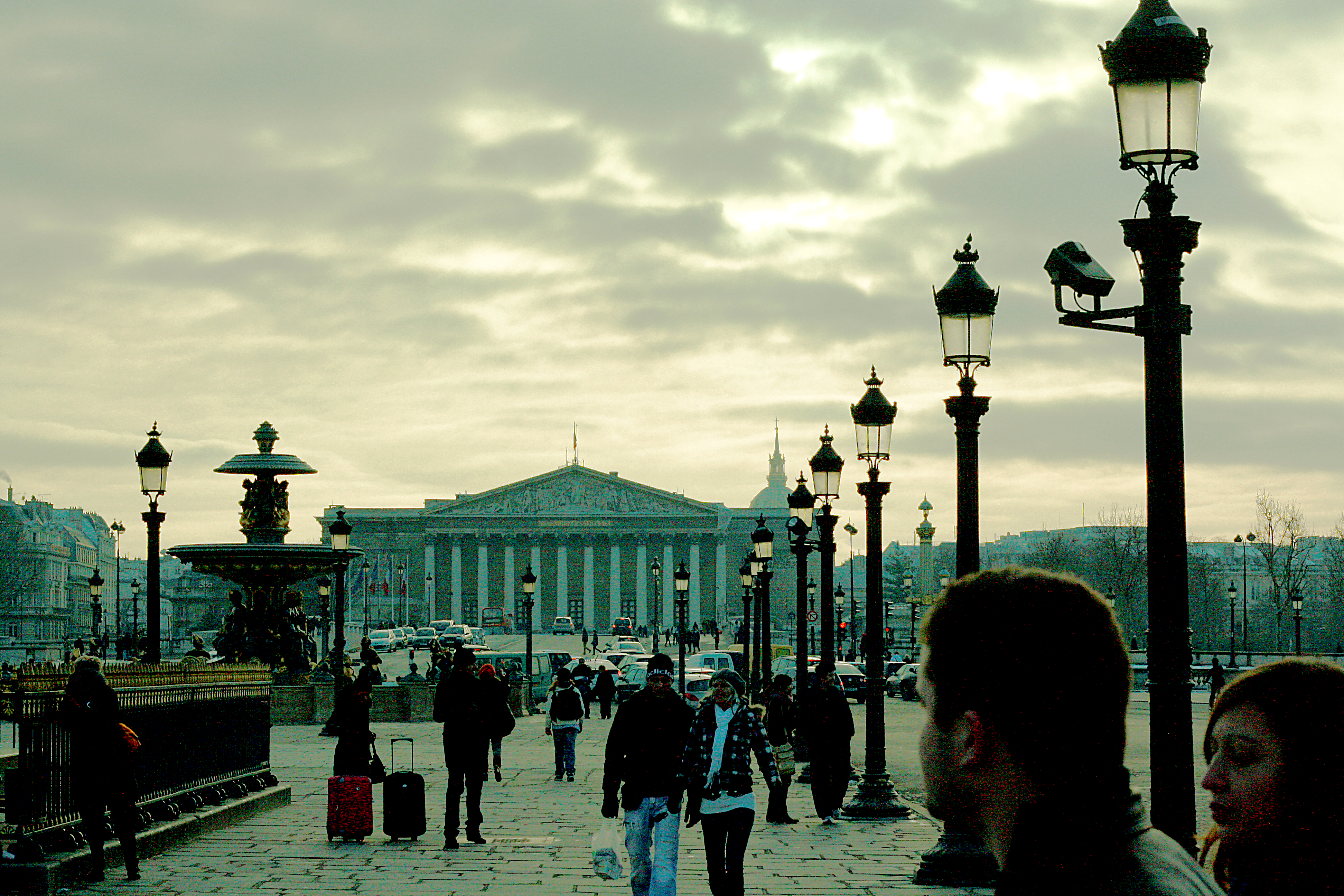
黄昏時の対岸8区コンコルド広場から見るブルボン宮殿
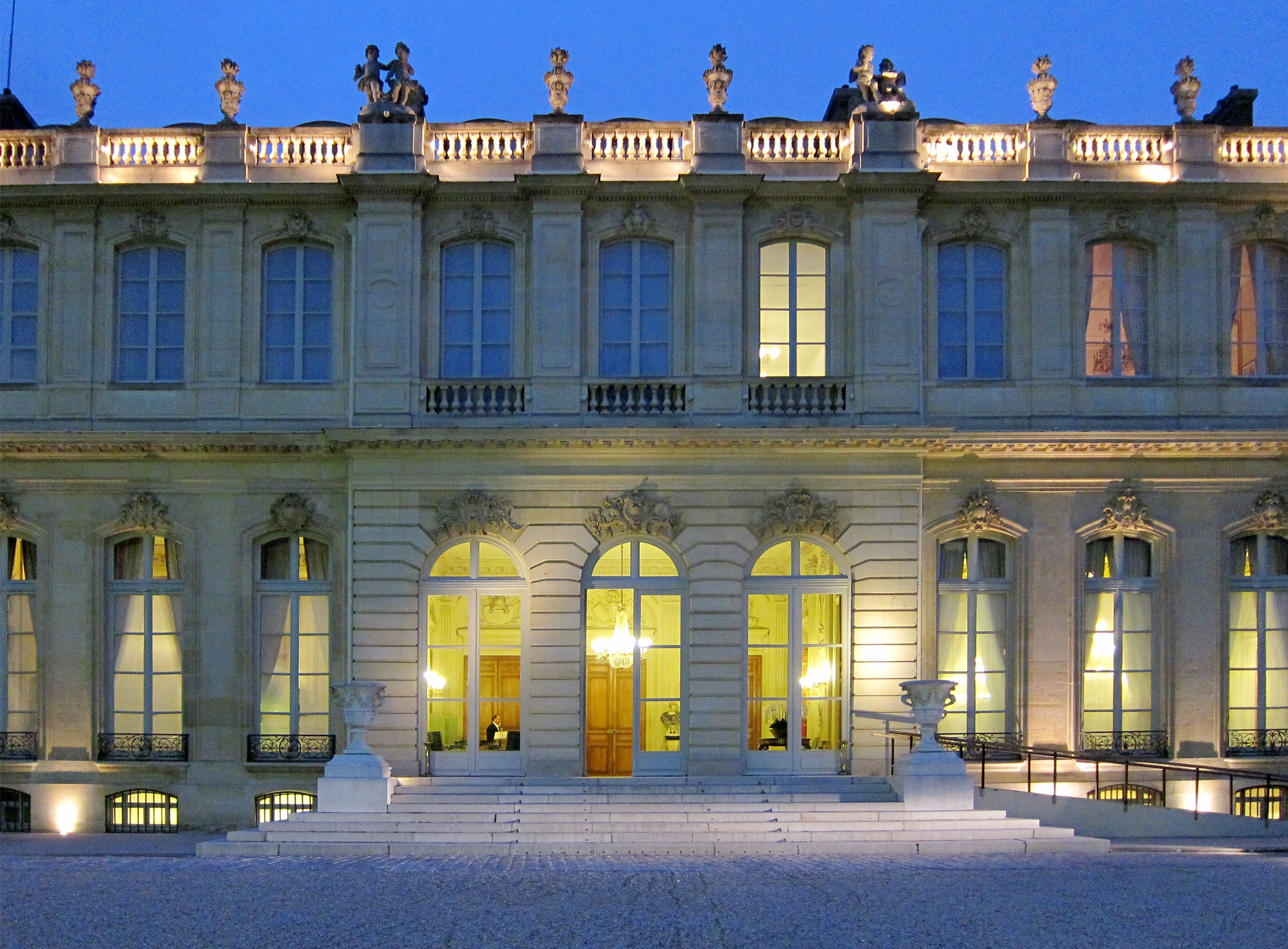
L'entrée de l'hôtel de Lassay (国民議会議長公邸)
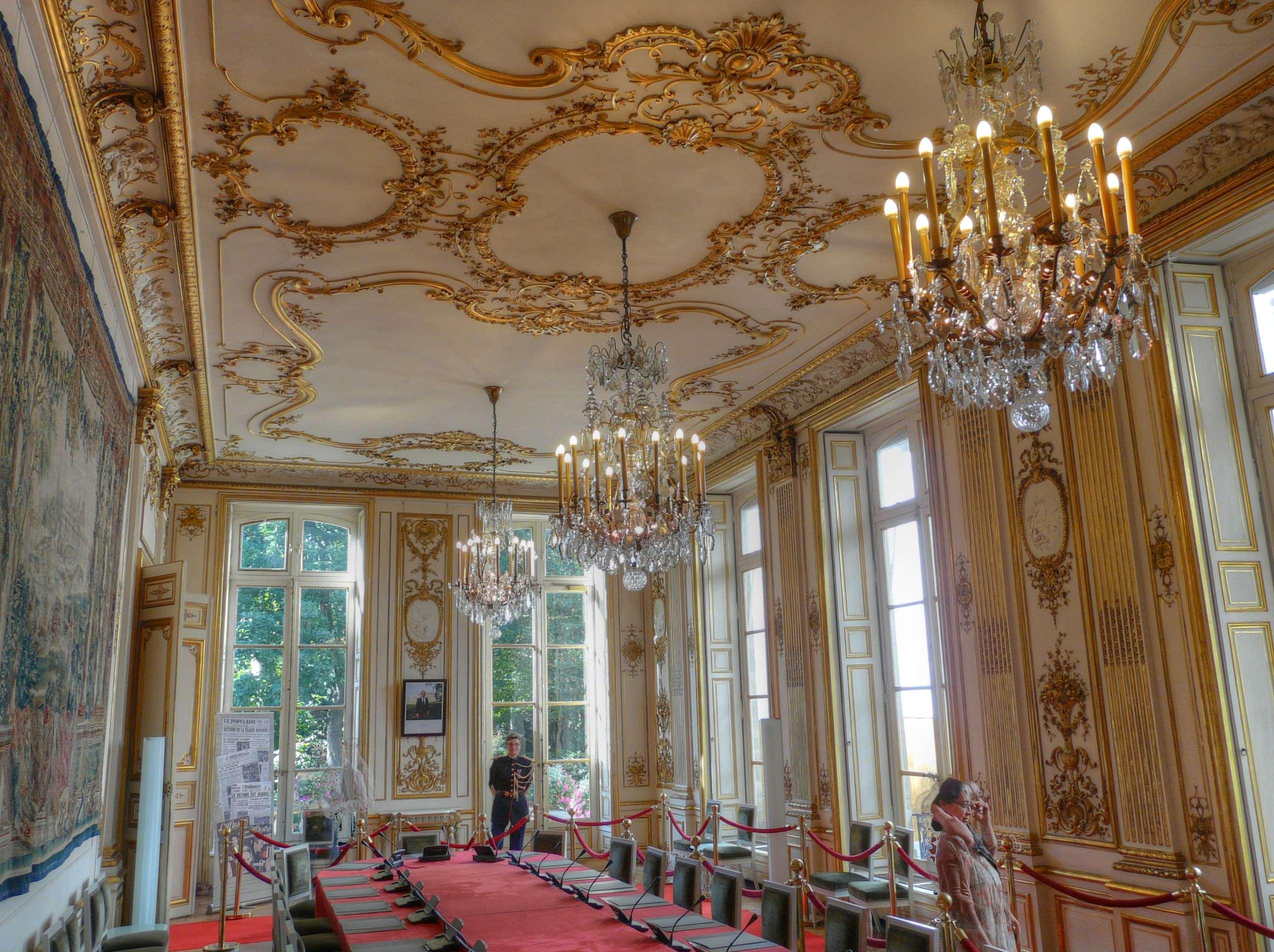
Hôtel de Matignon, salle du conseil (首相官邸会議室(閣僚評議会議室))
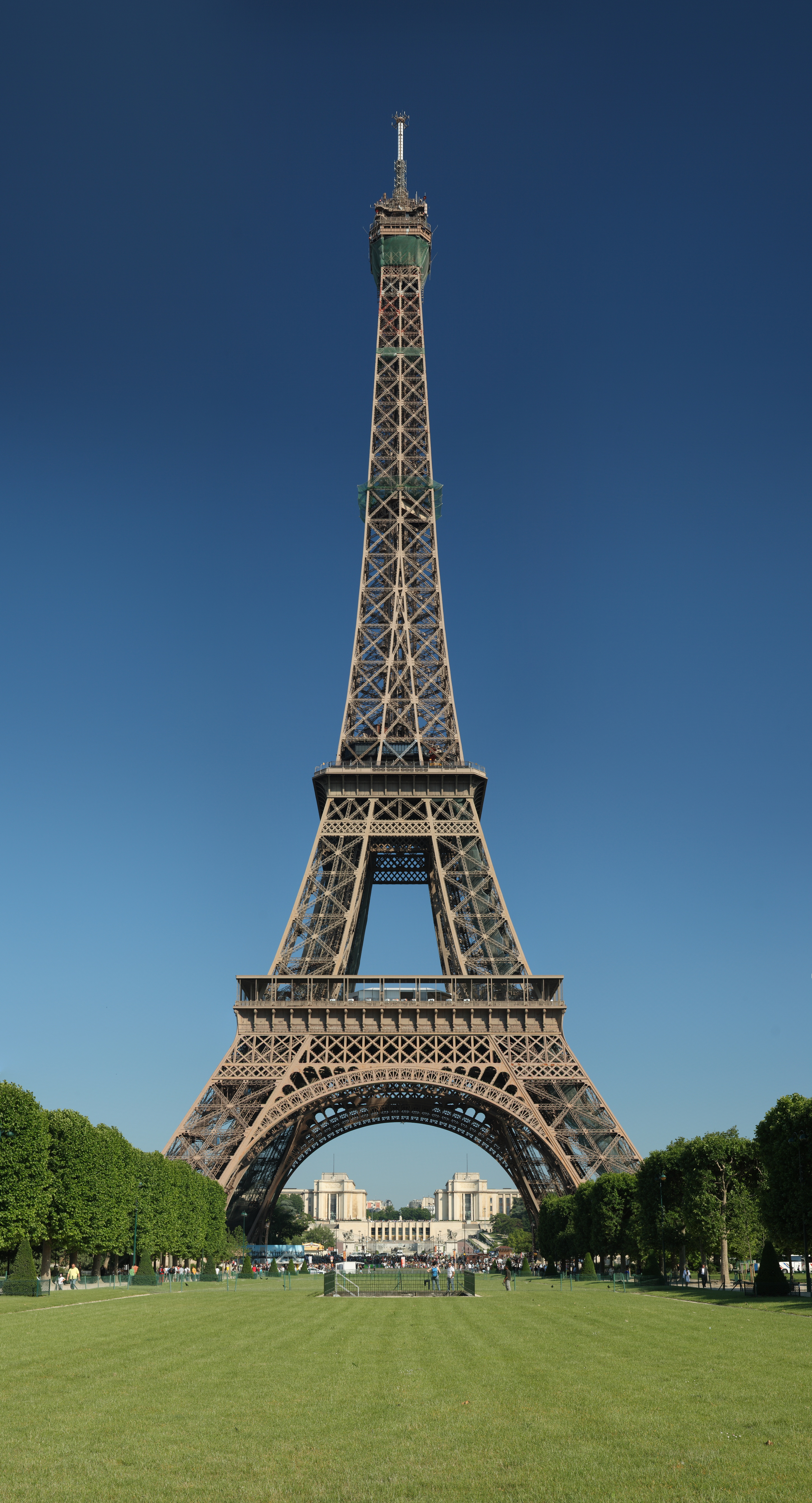
エッフェル塔, シャン・ド・マルス公園からの眺め

### 建築
- アンヴァリッド（廃兵院, Hôtel des Invalides）
- エッフェル塔（Tour Eiffel）
- ビロン館（Hôtel Biron）
  - ロダン美術館として使用されている。
- ブルボン宮殿（Palais Bourbon）
  - 国民議会 (フランス下院)議事堂として使用されている。
- マティニョン館（Hôtel de Matignon）
  - フランス首相官邸

### 公園・緑地等
- カトリーヌ・ラブレ庭園（Jardin Catherine Labouré）
  - 奇跡のメダル教会の裏側、バビロヌ通り沿いにある。
- シャン・ド・マルス公園（Parc du Champ de Mars）
- ブシコー公園（Square Boucicaut）

### 旧跡・記念碑等
- 平和の壁（Mur pour la Paix） – 様々な言語で「平和」の文字が刻まれている。シャン・ド・マルス公園内にある。

## 交通

### 鉄道
- 地下鉄・メトロ （パリ交通公団（RATP）） （Métro）
  - ■8号線 （Ligne 8 du Métro）
    - エコール・ミリテール駅 – ラ・トゥール＝モブール駅 – アンヴァリッド駅

  - ■10号線 （Ligne 10 du Métro）
    - セギュール駅 – デュロック駅 – ヴァノー駅 – セーヴル＝バビロヌ駅

  - ■12号線 （Ligne 12 du Métro）
    - アサンブレ・ナシオナル駅 – ソルフェリーノ駅 – リュ・デュ・バック駅 – セーヴル＝バビロヌ駅

  - ■13号線 （Ligne 13 du Métro）
    - アンヴァリッド駅 – ヴァレンヌ駅 – サン＝フランソワ＝グザヴィエ駅 – デュロック駅
- RER （フランス国鉄 (SNCF)）（Réseau Express Régional d'Île-de-France）
  - ■C線 （Ligne C du RER）
    - シャン・ド・マルス＝トゥール・エッフェル駅 - ポン・ド・ラルマ駅 - アンヴァリッド駅 - ミュゼ・ドルセー駅

### 道路

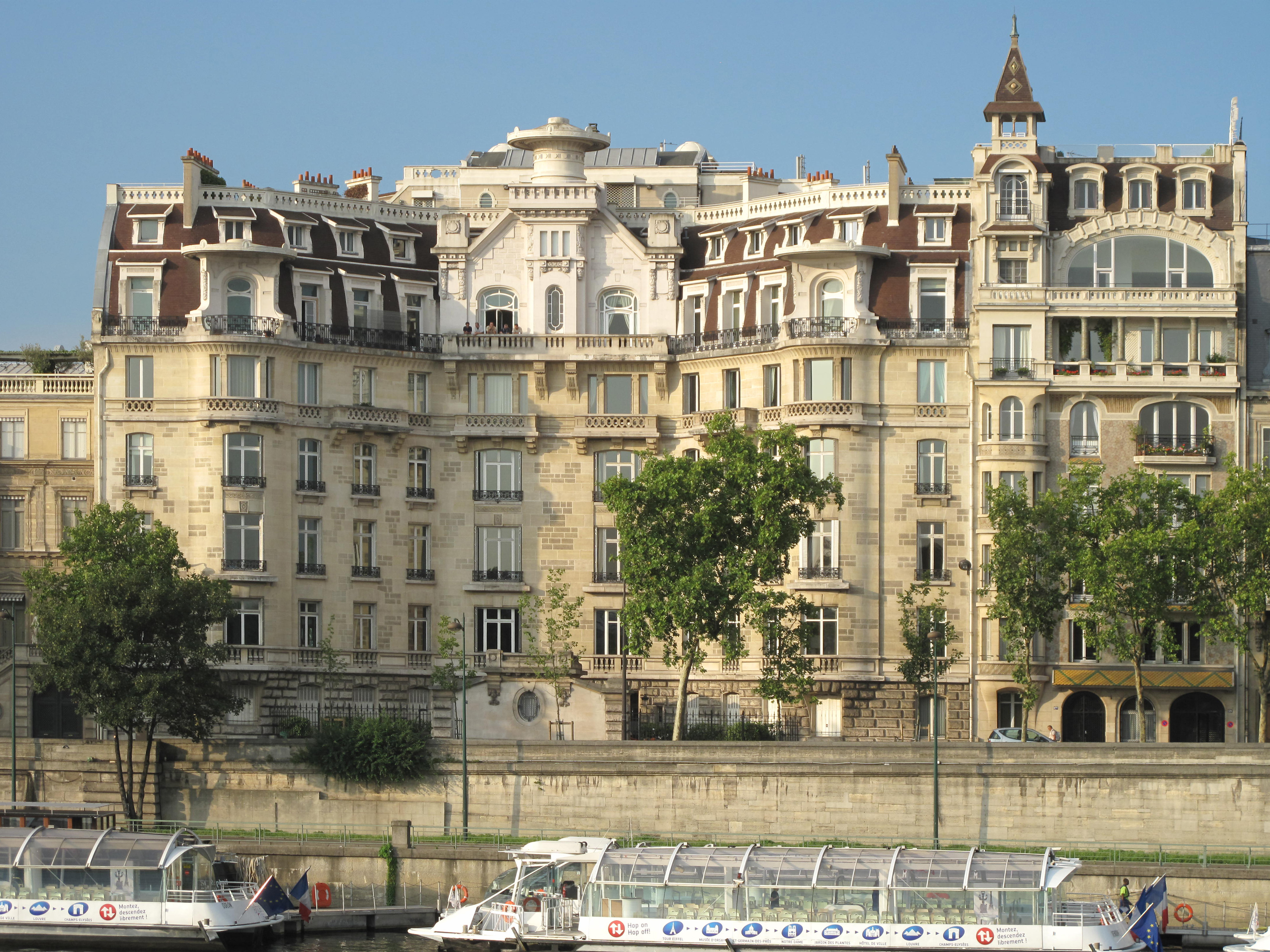
セーヌ川から見るアナトール＝フランス(河岸)通り (Quai Anatole-France) 27番地
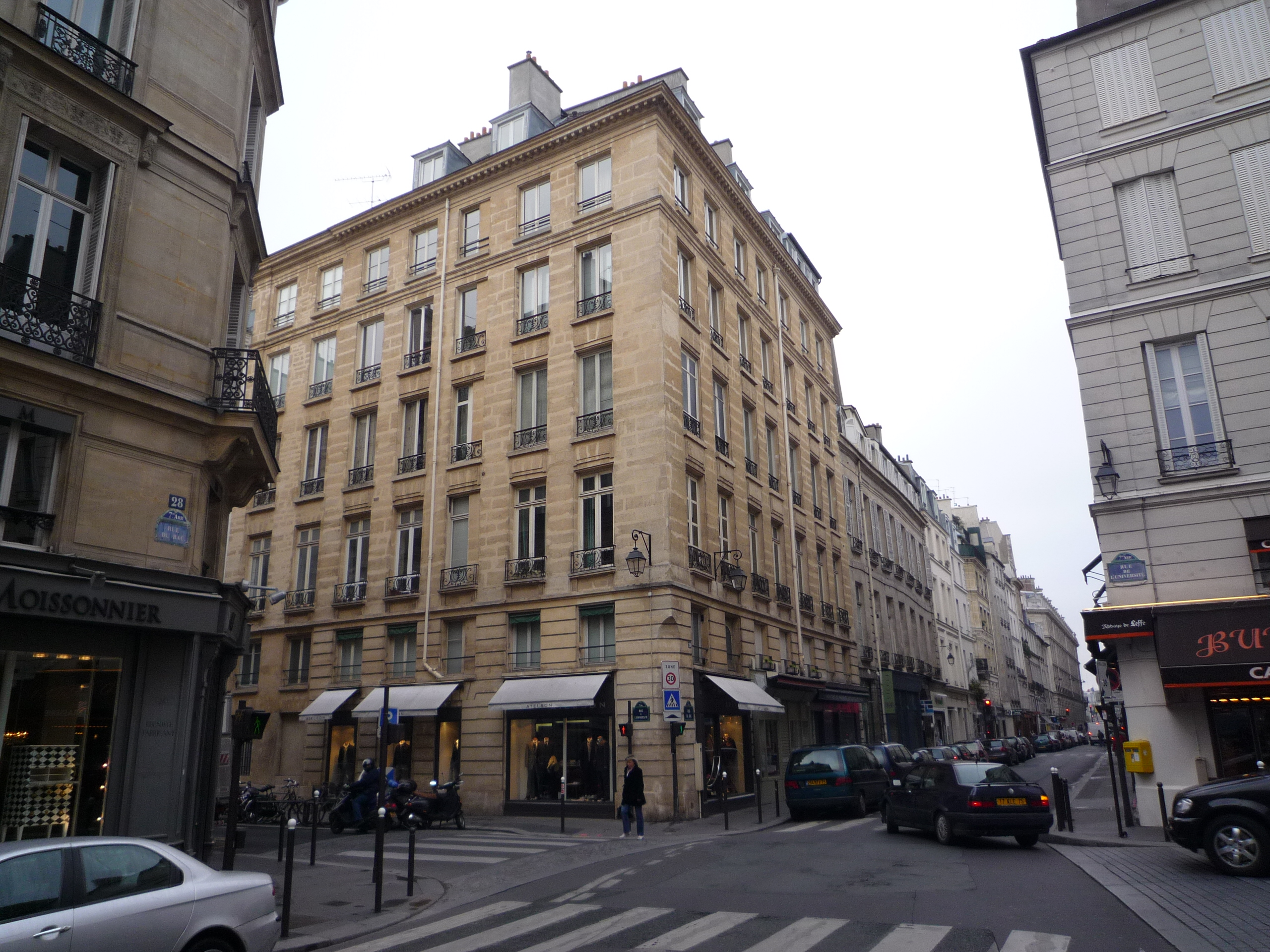
バック通り(南北)とユニヴェルシテ通り(東西)
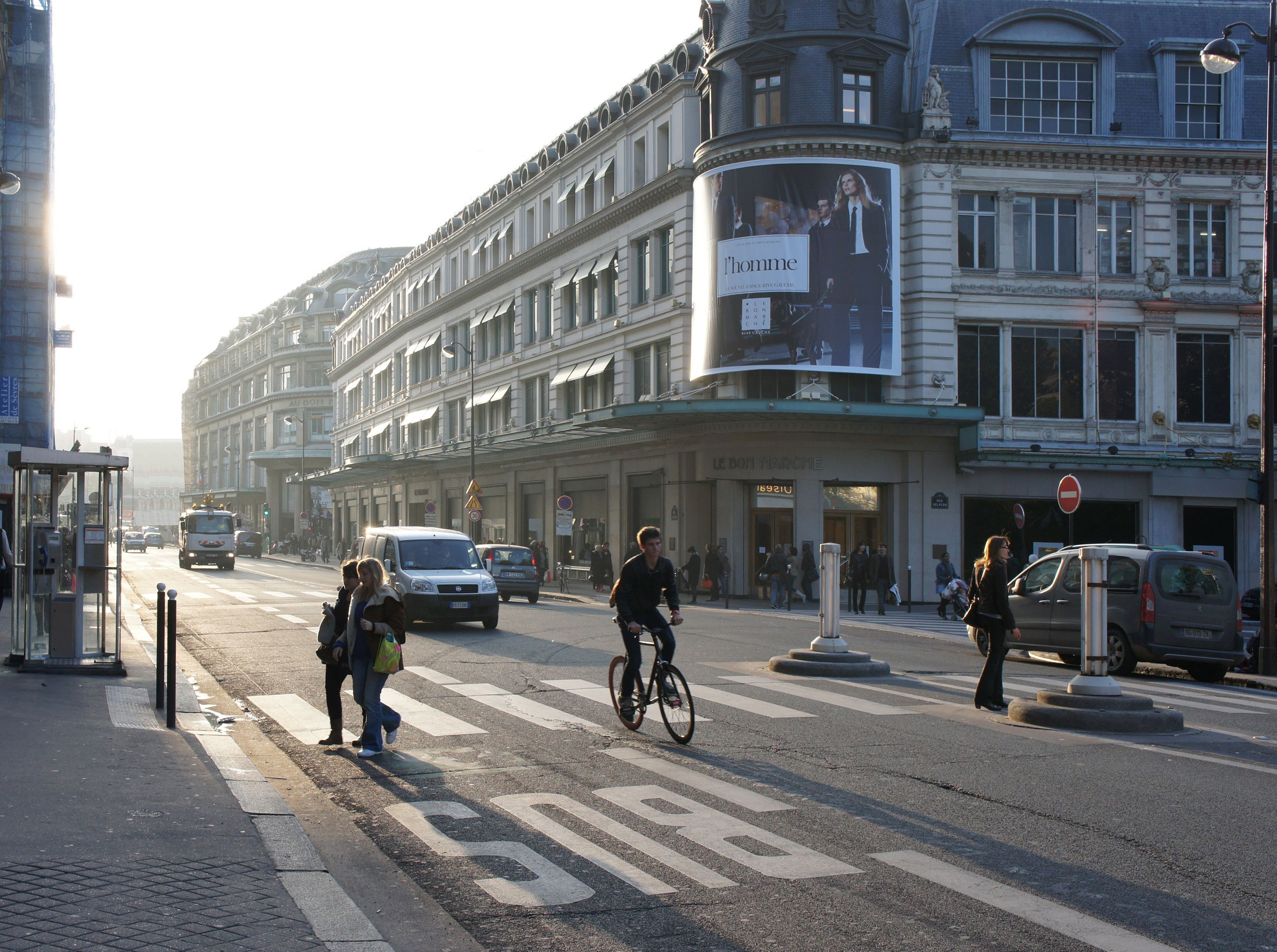
セーヴル通りのボン・マルシェ百貨店
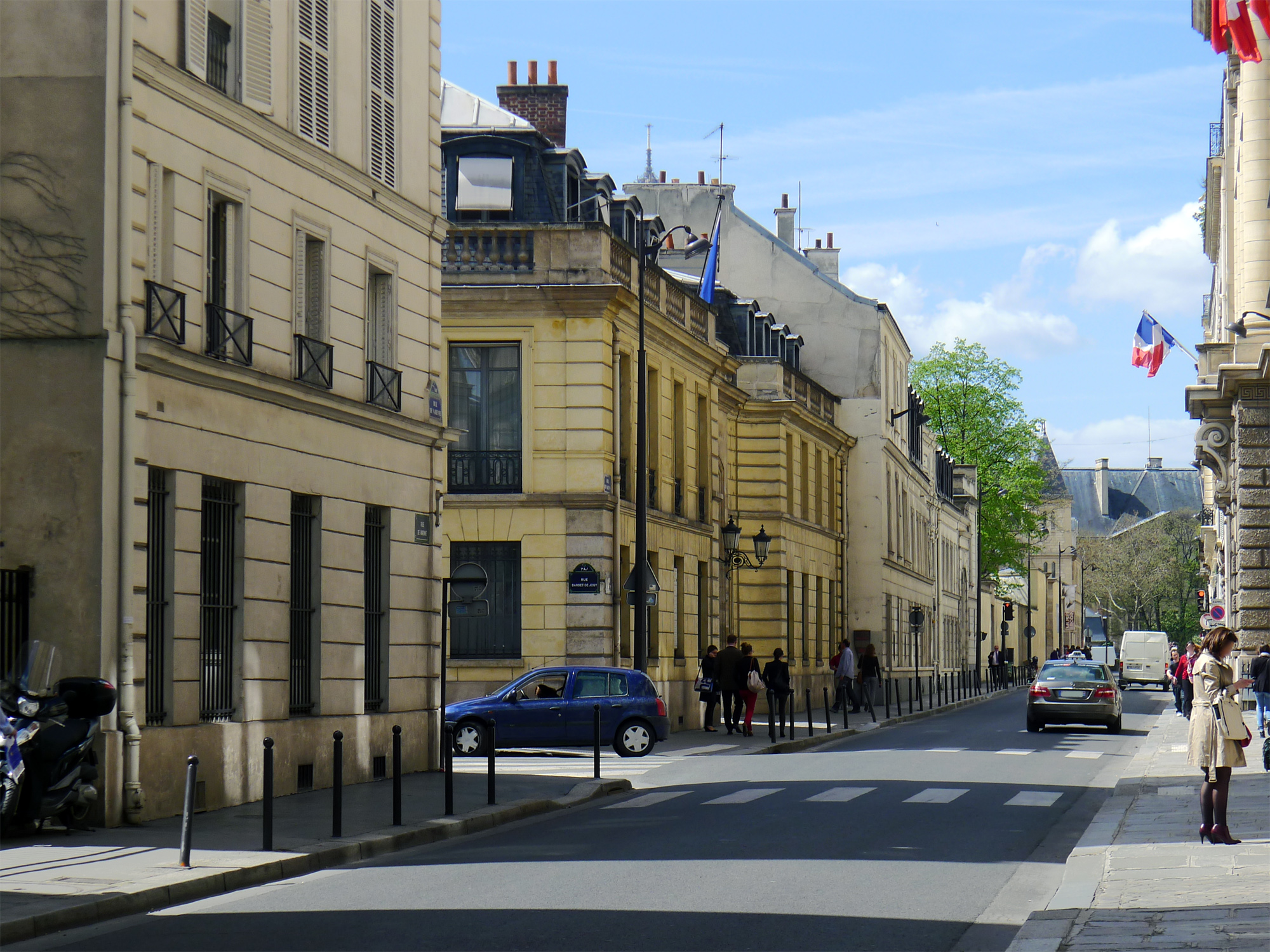
La rue de Varenne vue en direction du boulevard des Invalides.
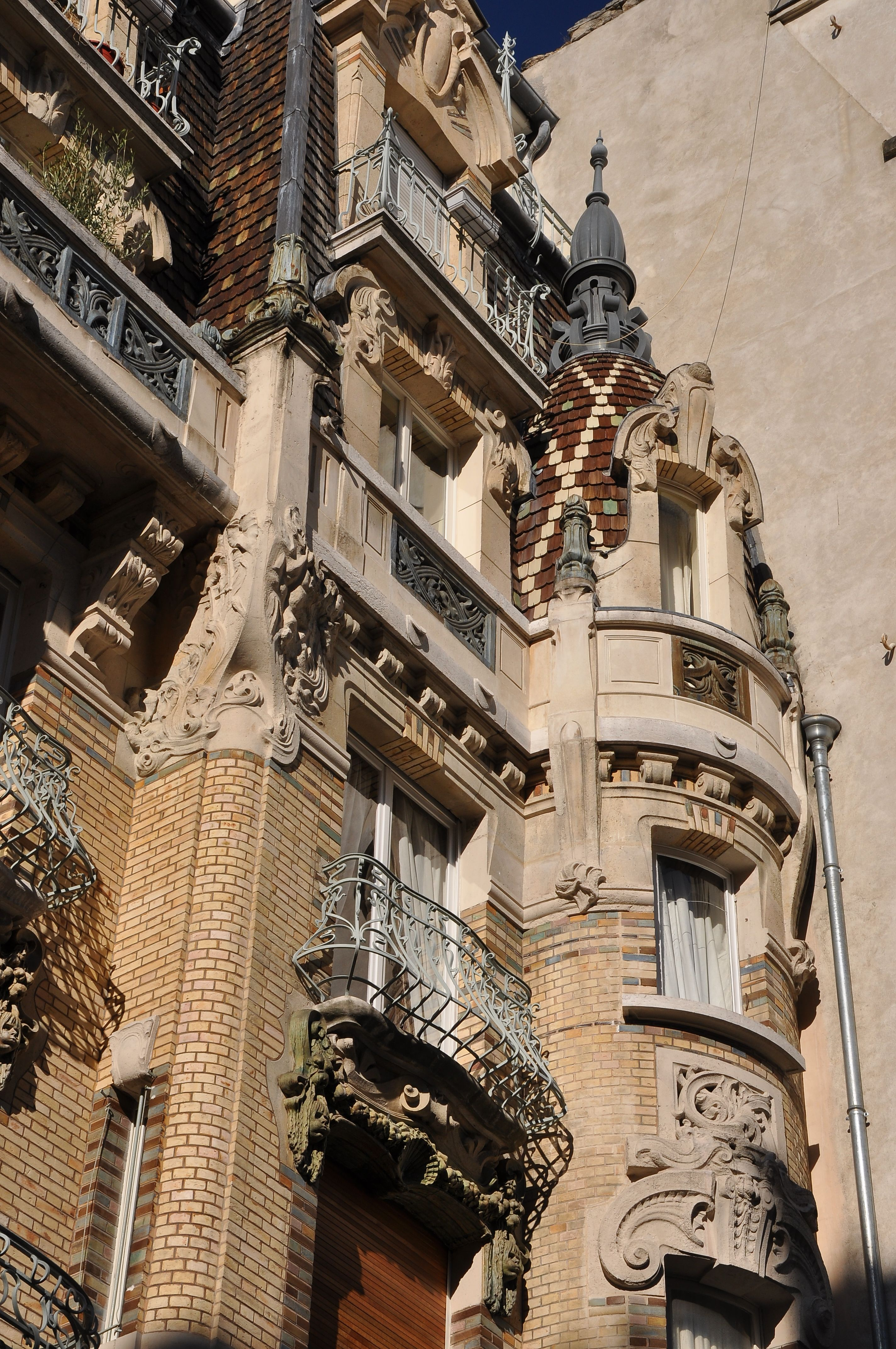
Immeuble du 3, square Rapp, Construit par Jules Lavirotte en 1899 dans le style Art Nouveau.
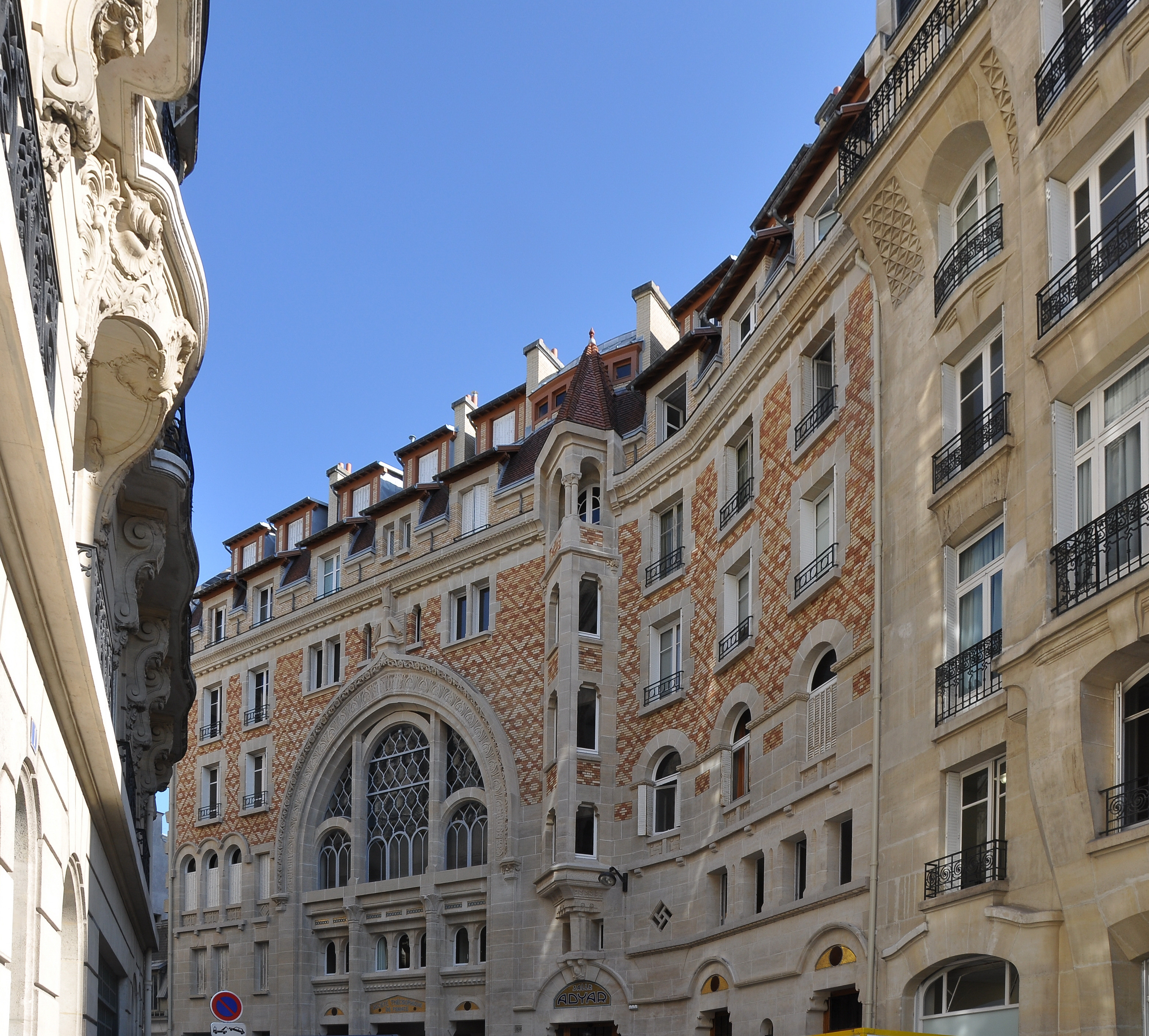
神智学協会パリ支部, グロ＝カイユ地区スクアール・ラップ4番地 (Immeuble de la Société théosophique, 4 square Rapp, Paris 7e.)
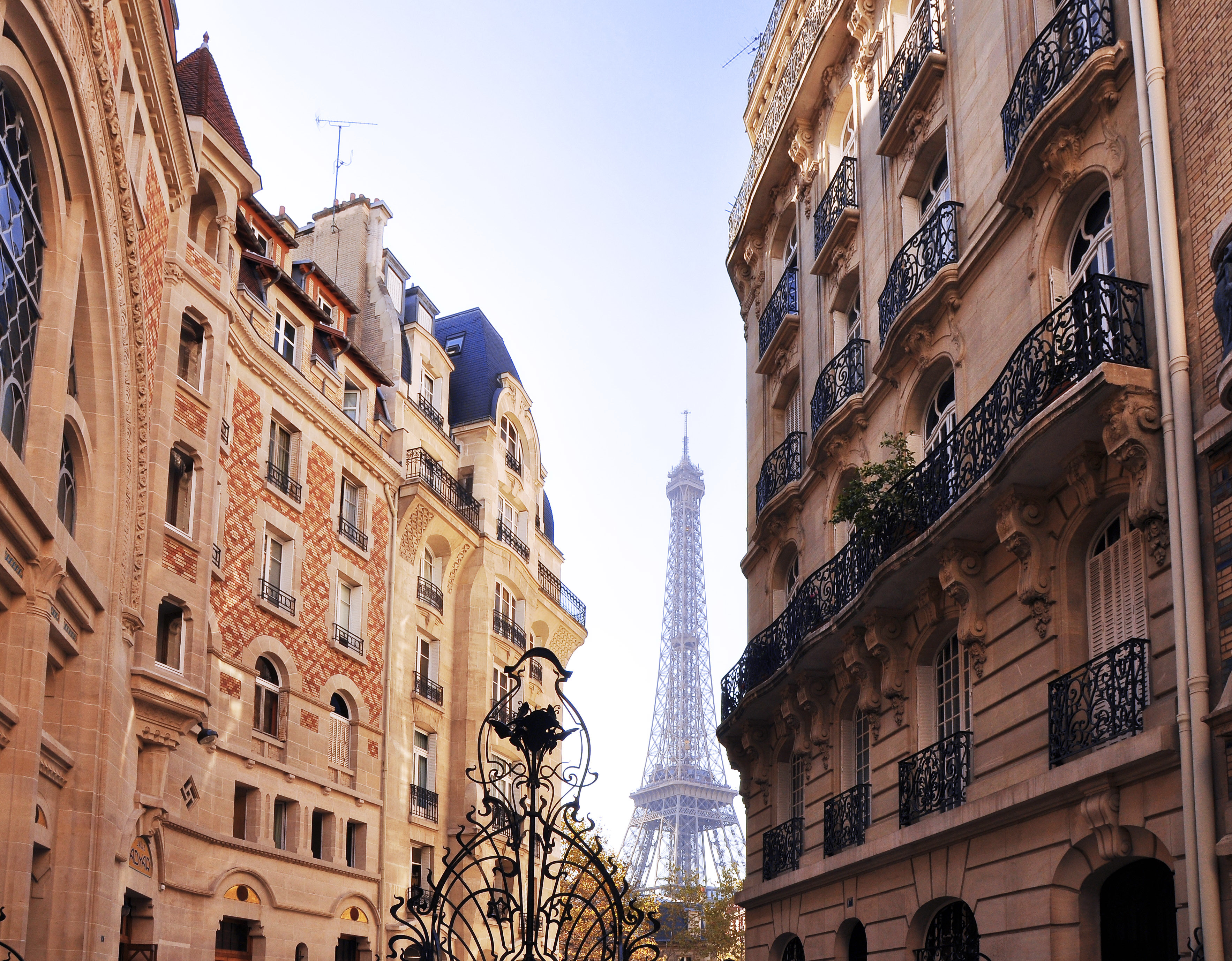
同スクアール・ラップから見るエッフェル塔
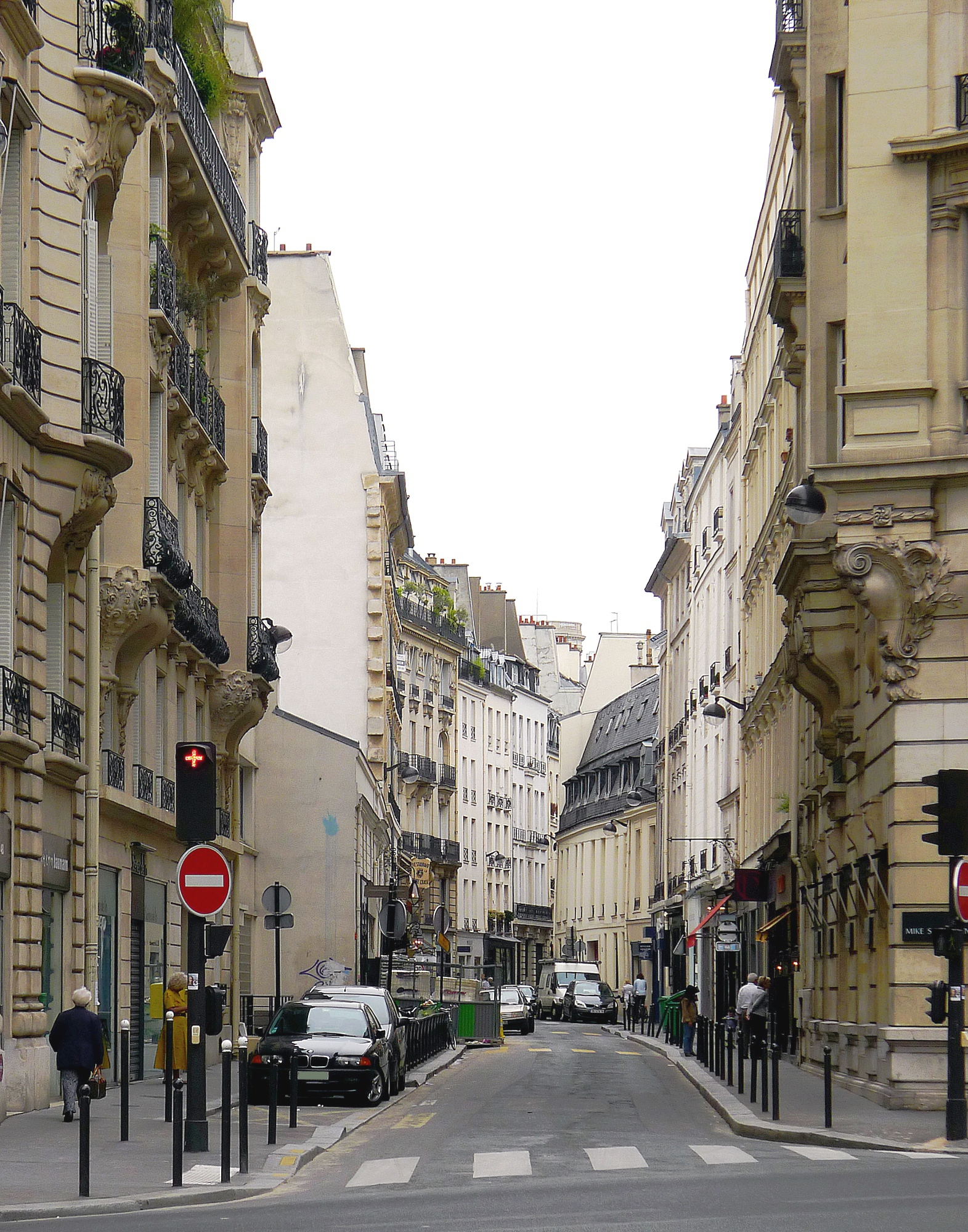
La rue de Grenelle vue depuis le boulevard Raspail.
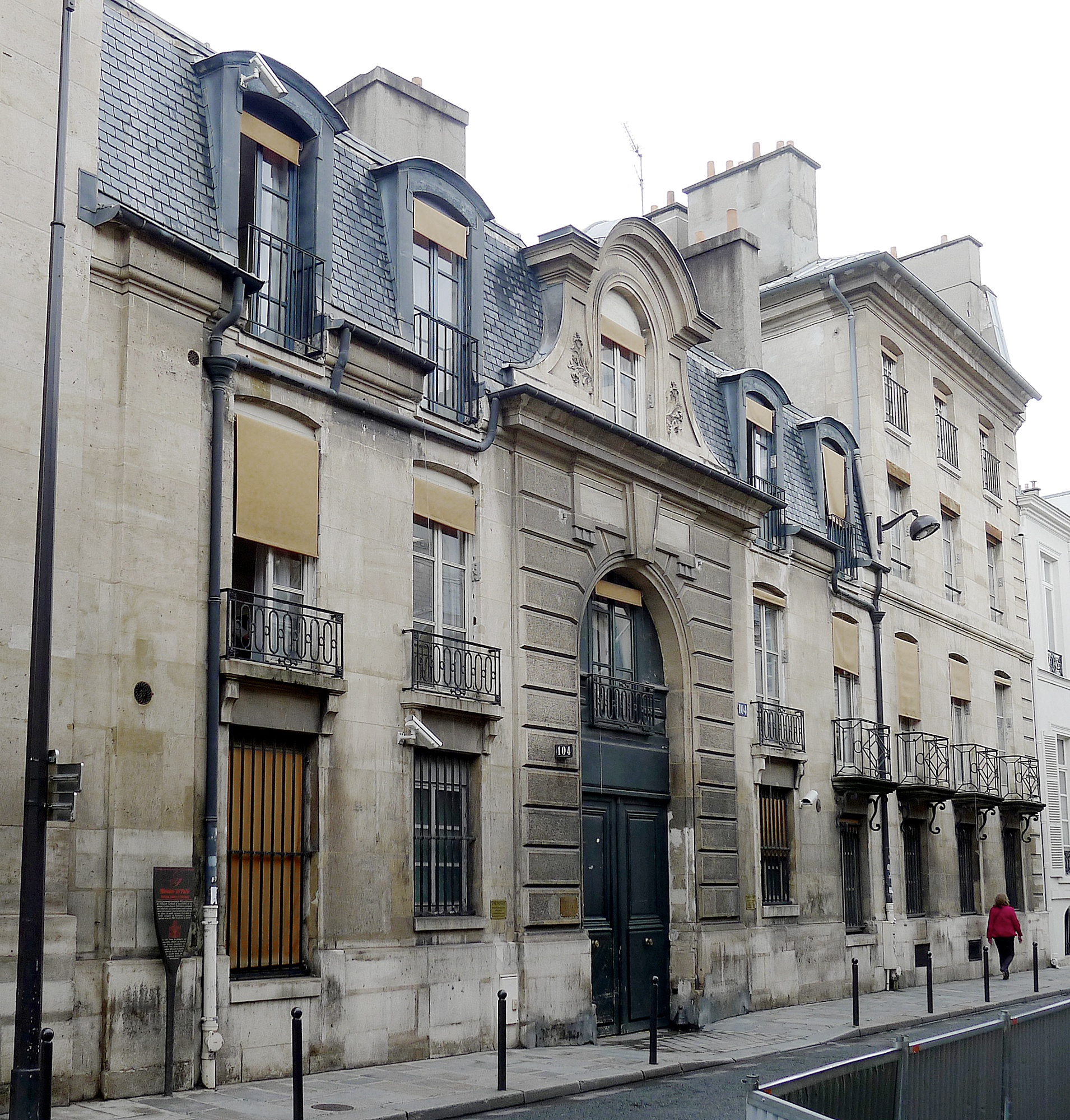
Rue de Grenelle (n°104)
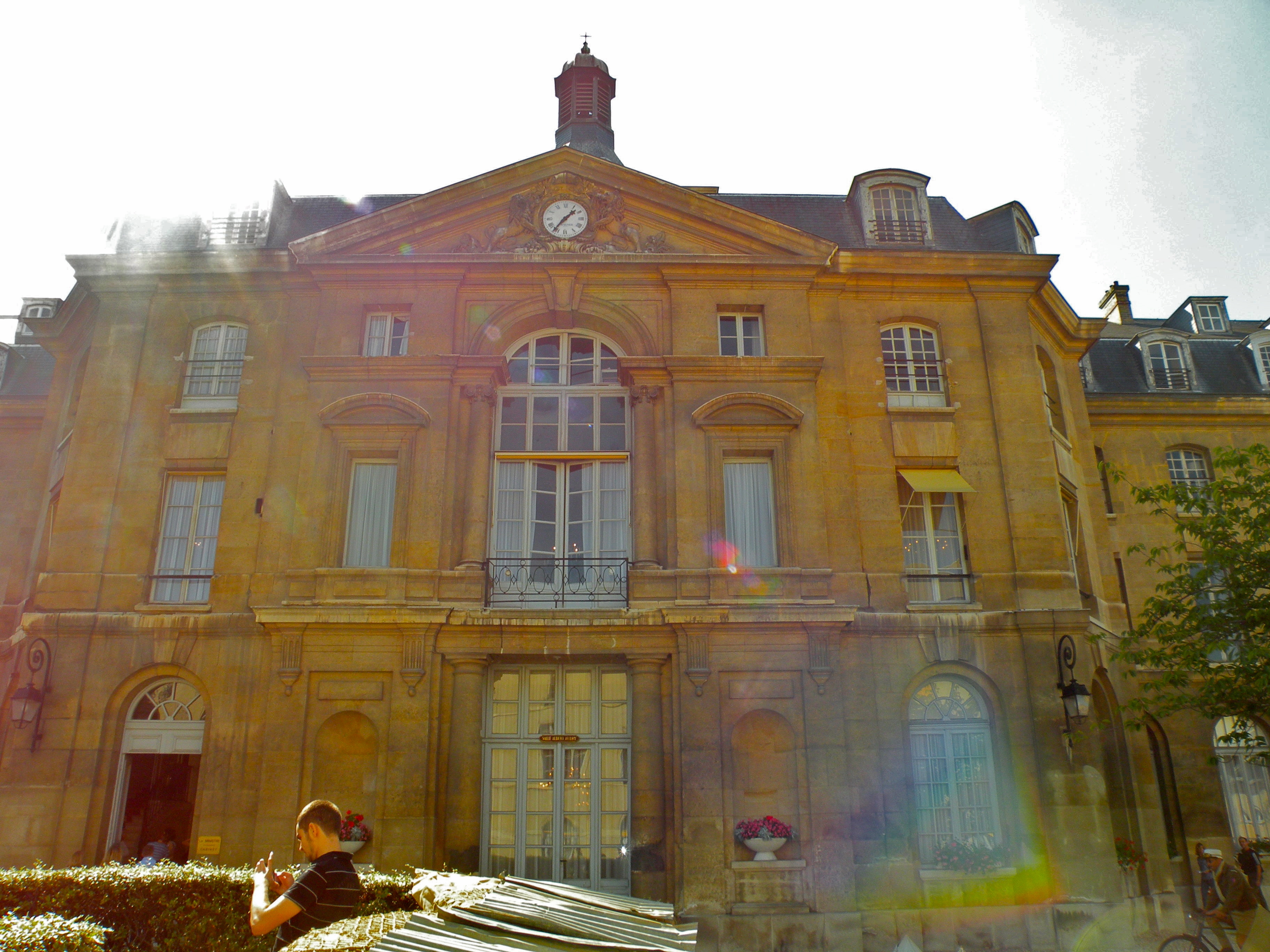
旧パントゥモン修道院 (Abbaye de Penthemont, rue de Grenelle (n°104-106)). 現在はサン＝ローラン本社とマリオット系ホテルが入居している。
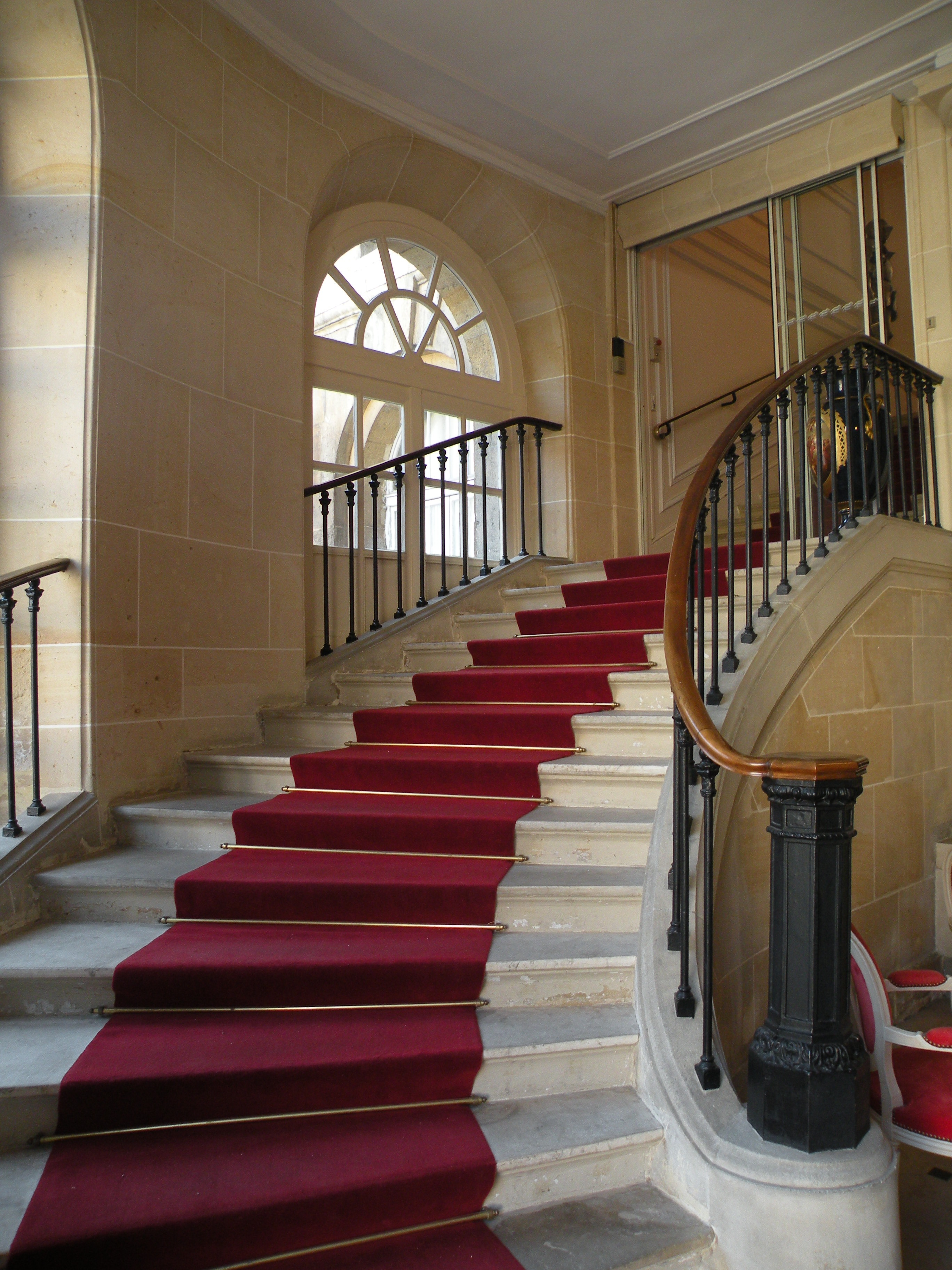
Escalier de l'abbaye de Penthemont
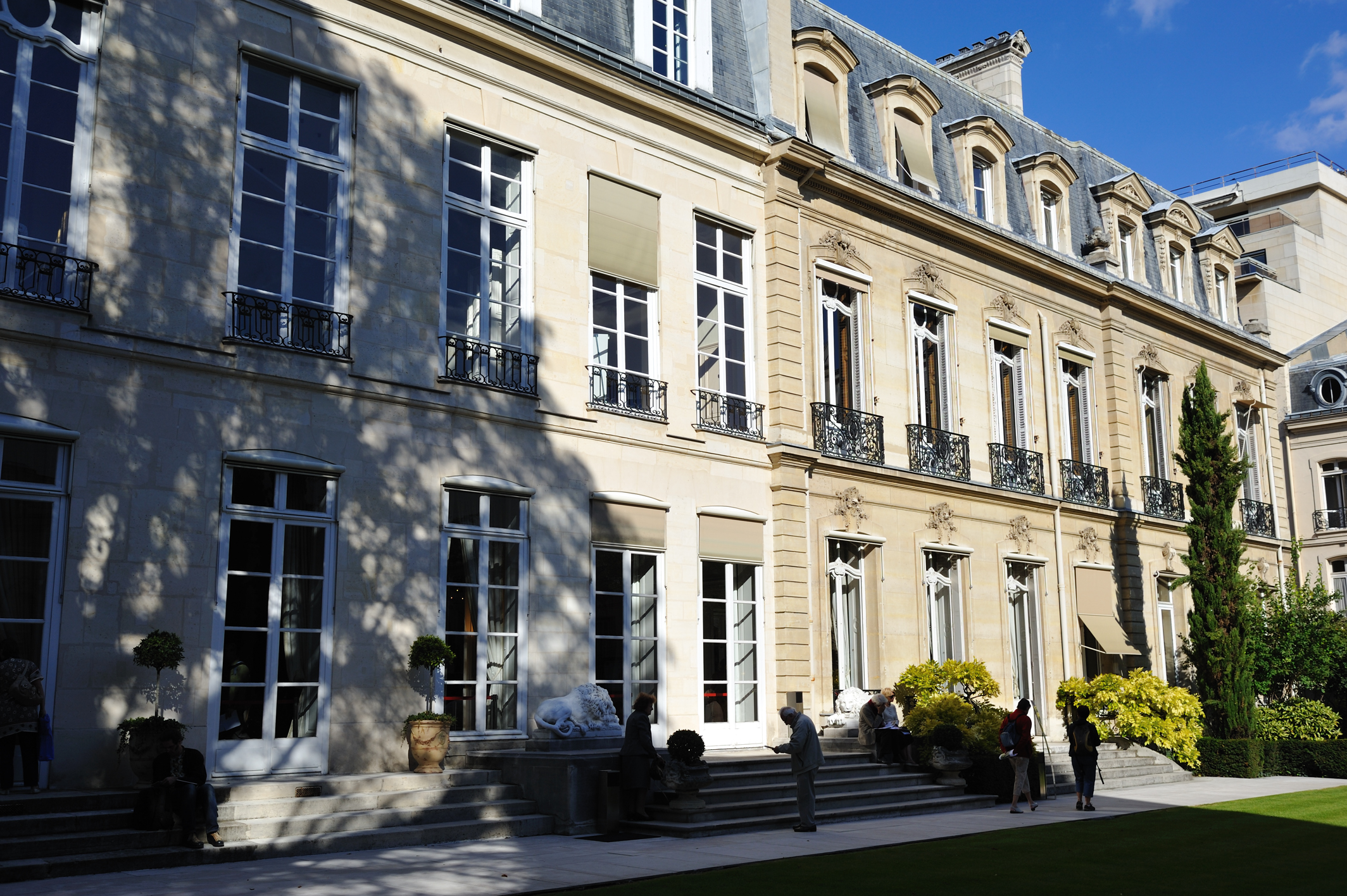
Hôtel de Pomereu, 67 rue de Lille: façade côté jardin
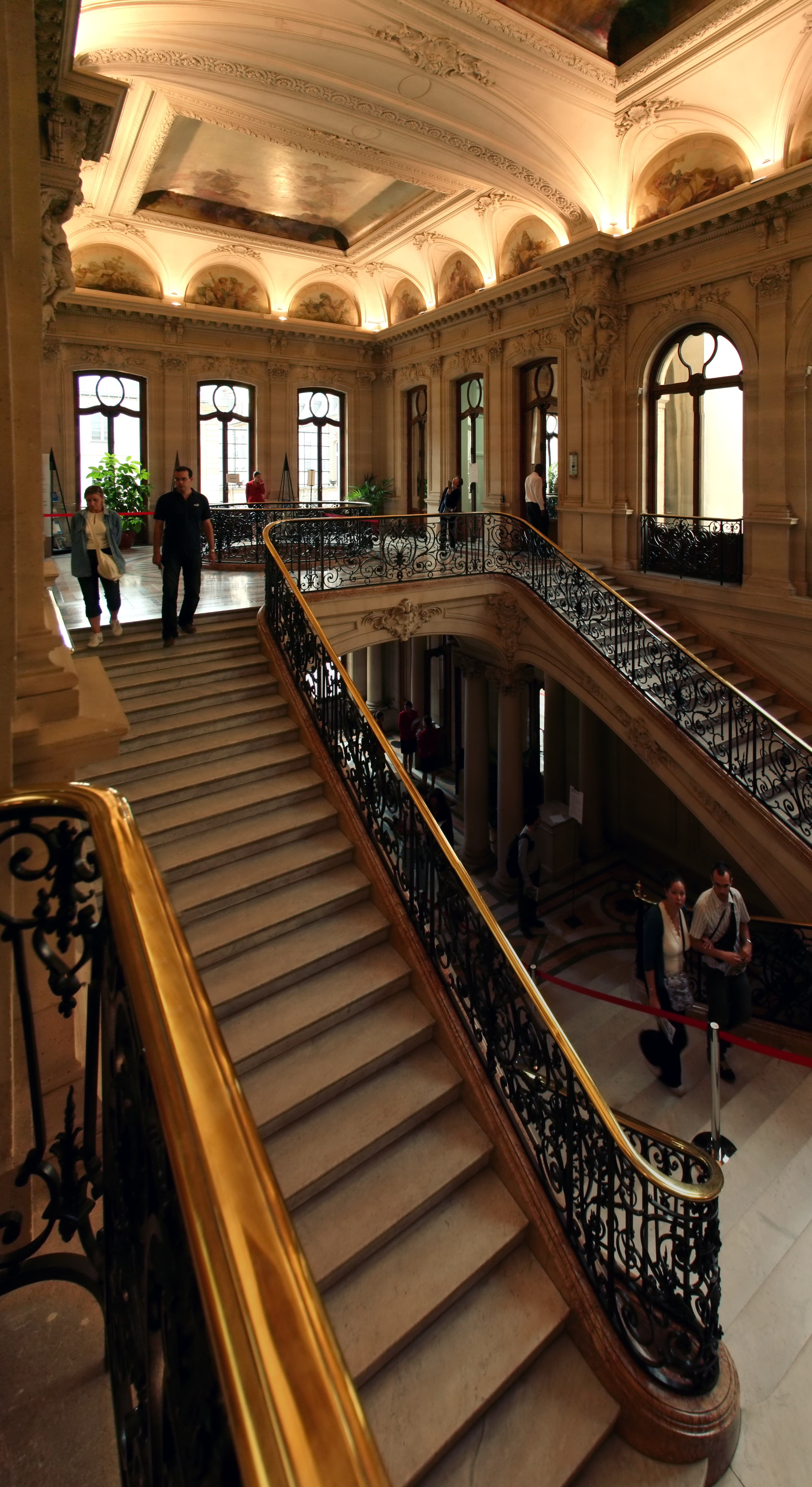
Escalier de l'hôtel de Pomereu
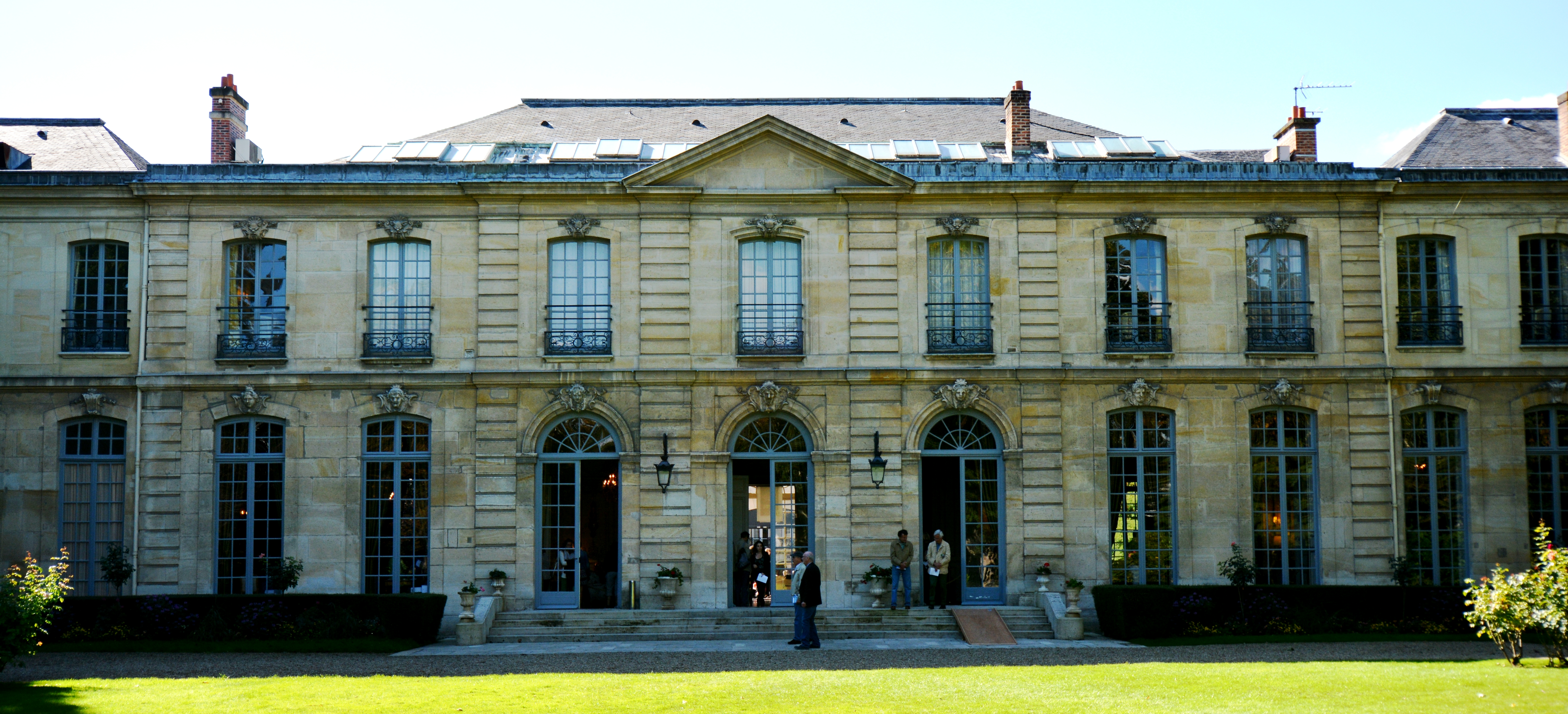
Hôtel de Noirmoutier: façade sur jardin
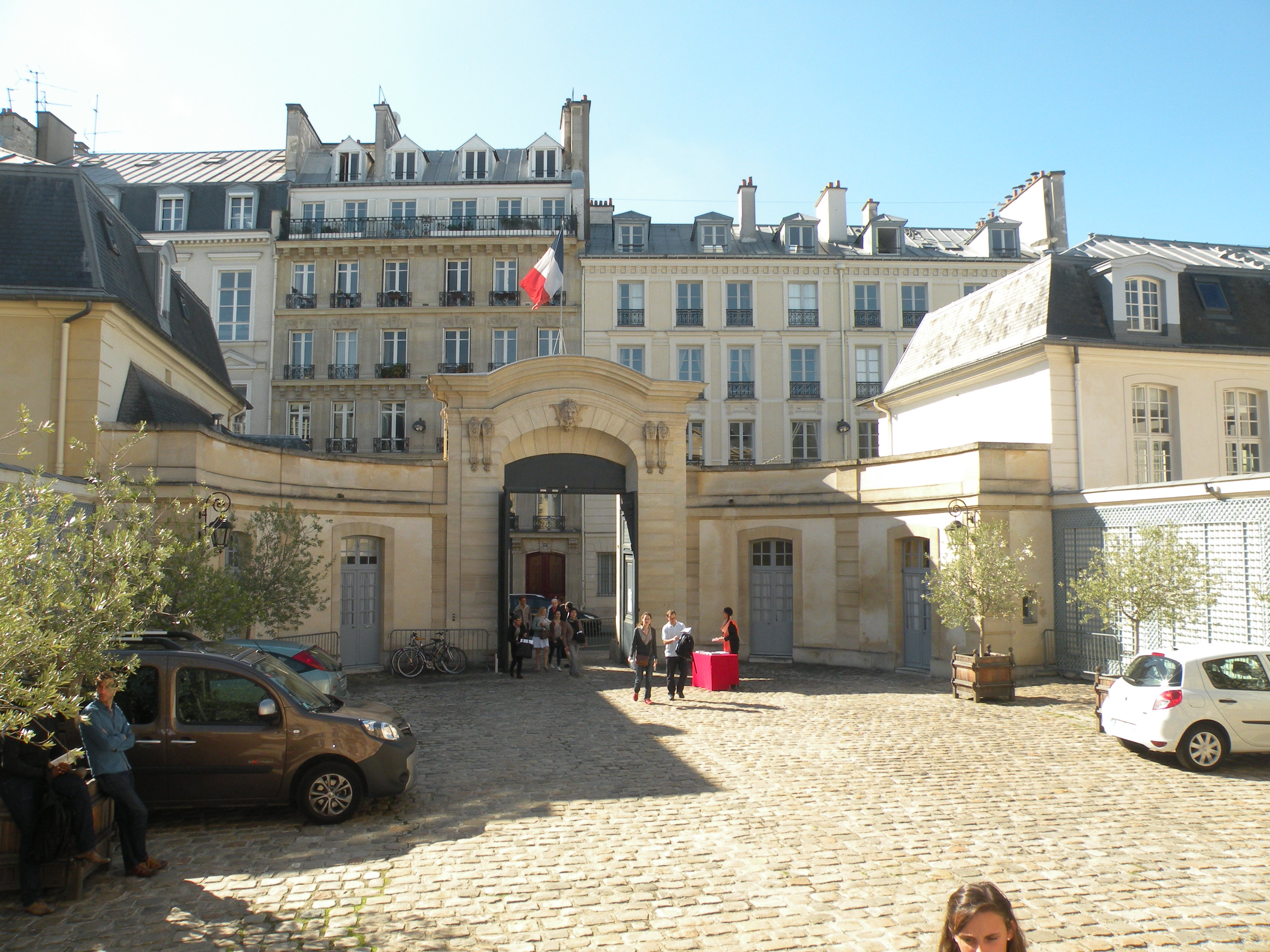
Hôtel de Noirmoutier
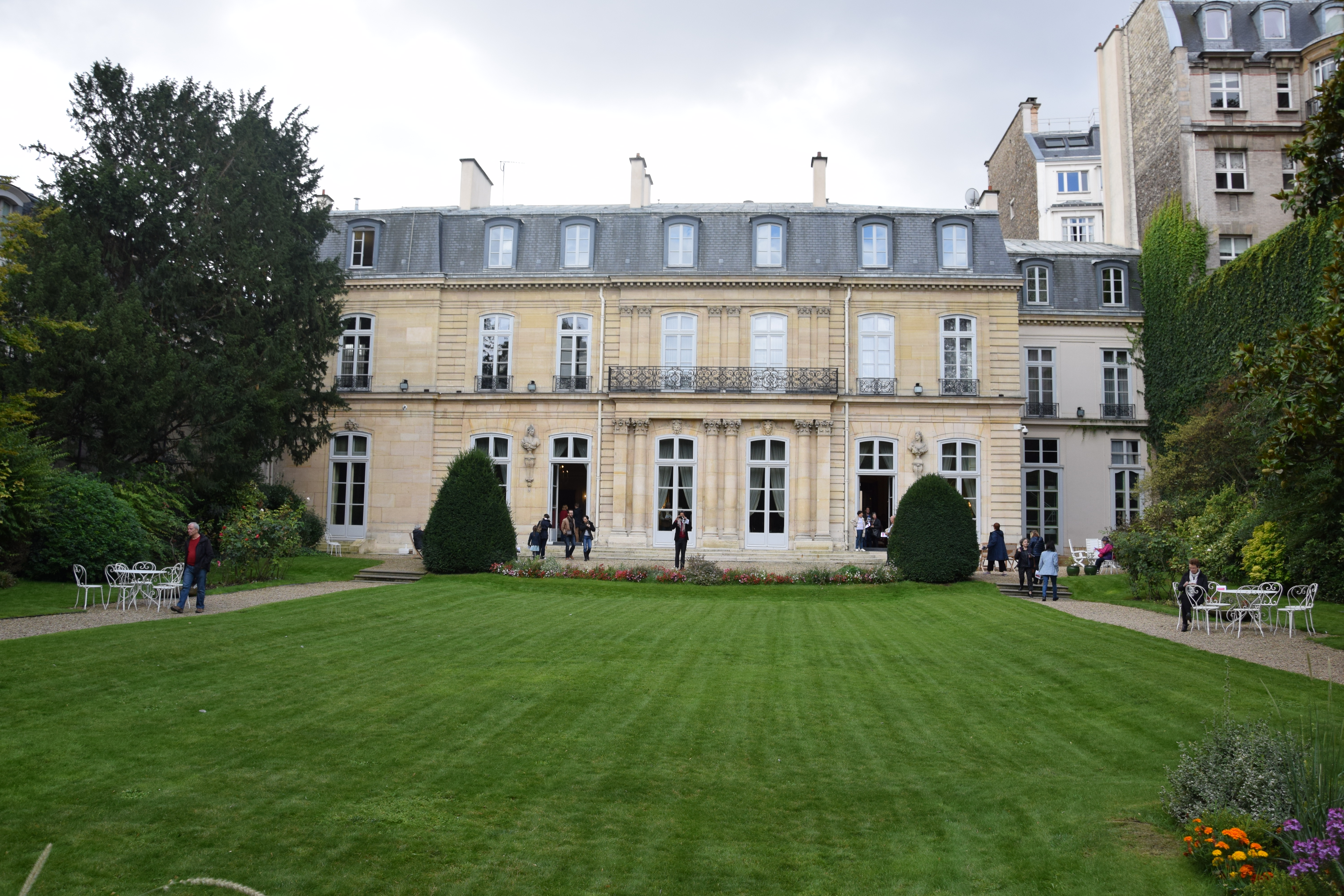
Hôtel Chanac de Pompadour: façade coté jardin
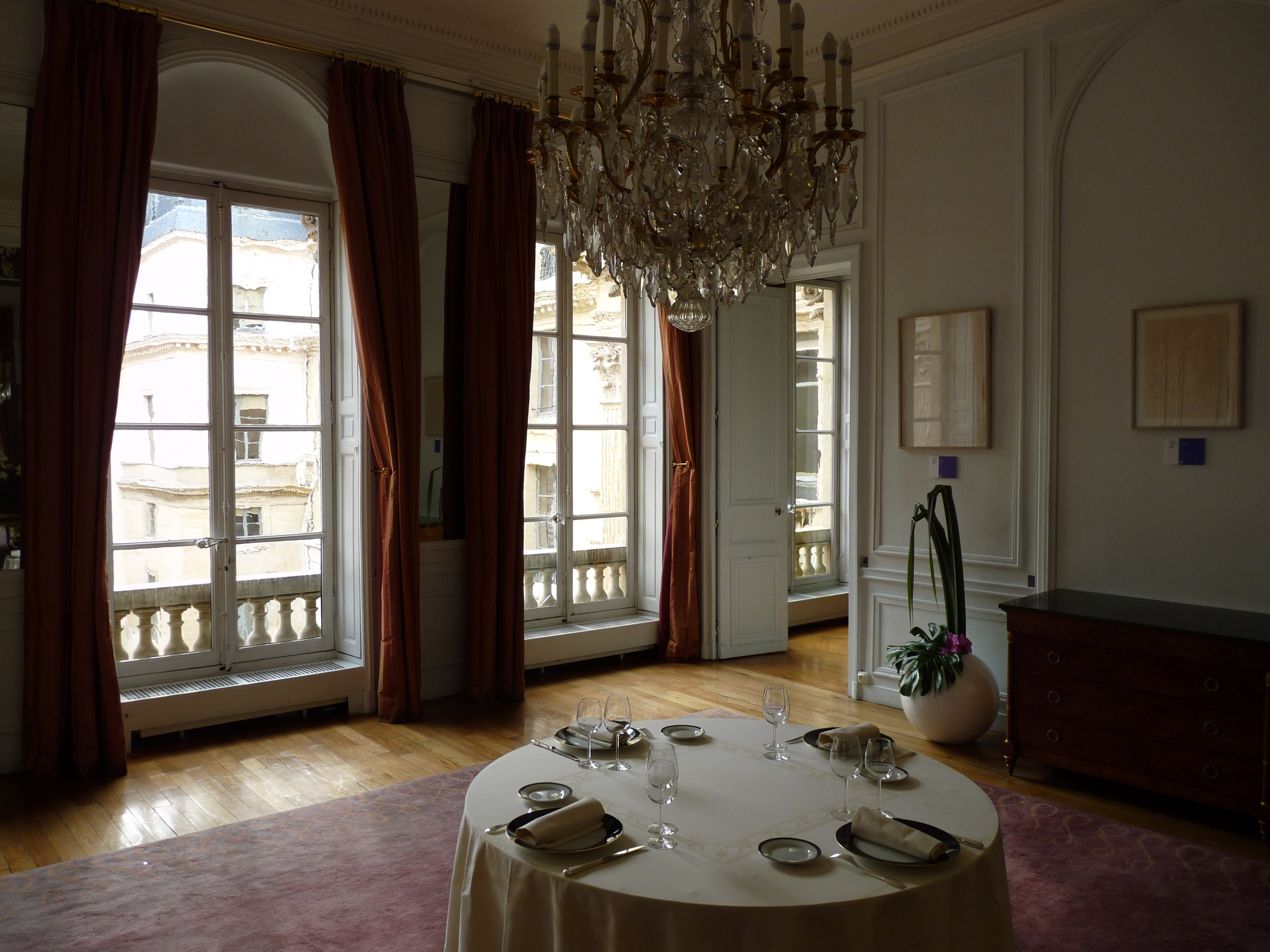
フランス教育省 (Une salle de réception à l'hôtel de Rochechouart à Paris.)
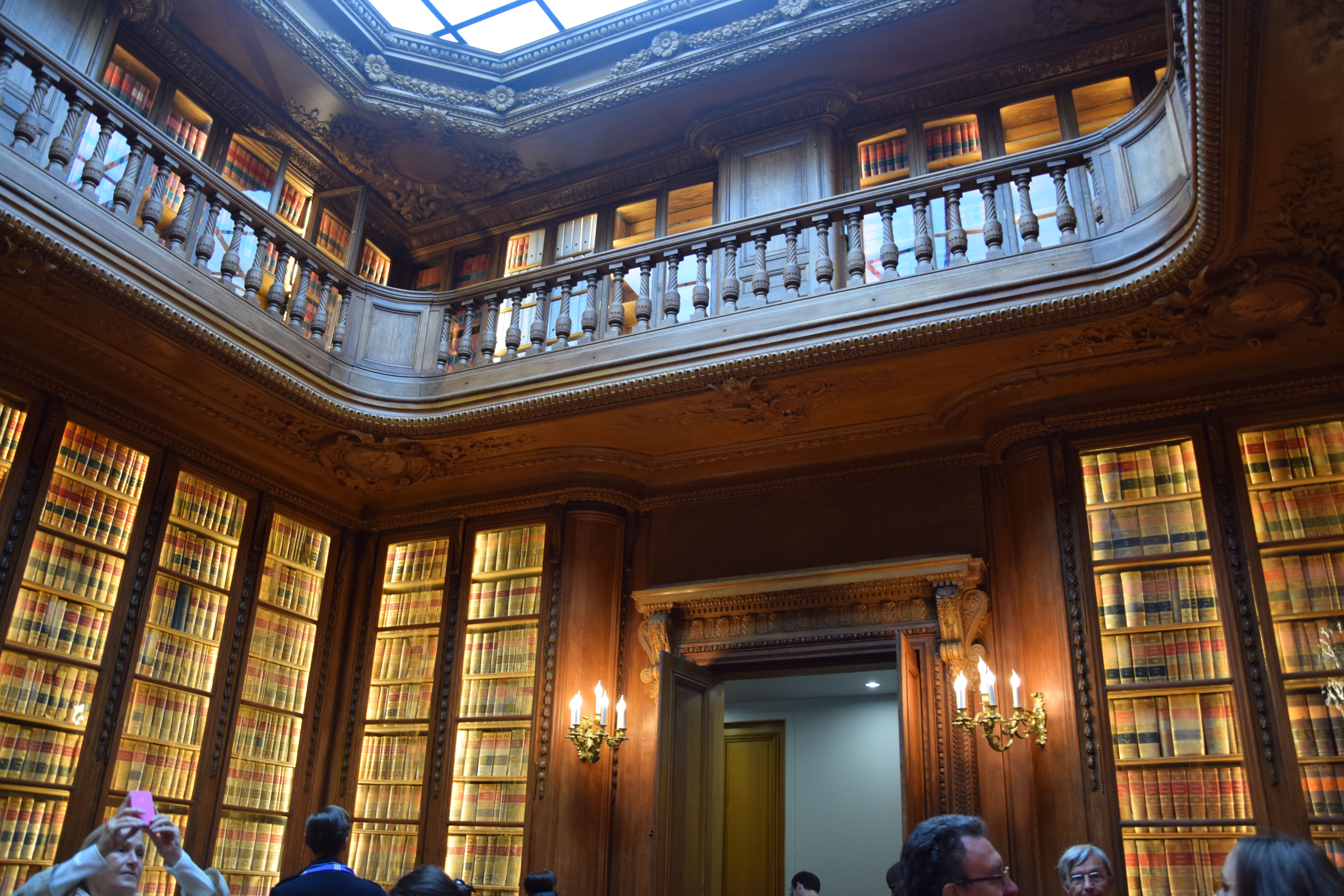
Hôtel de Rochechouart: bibliotheque
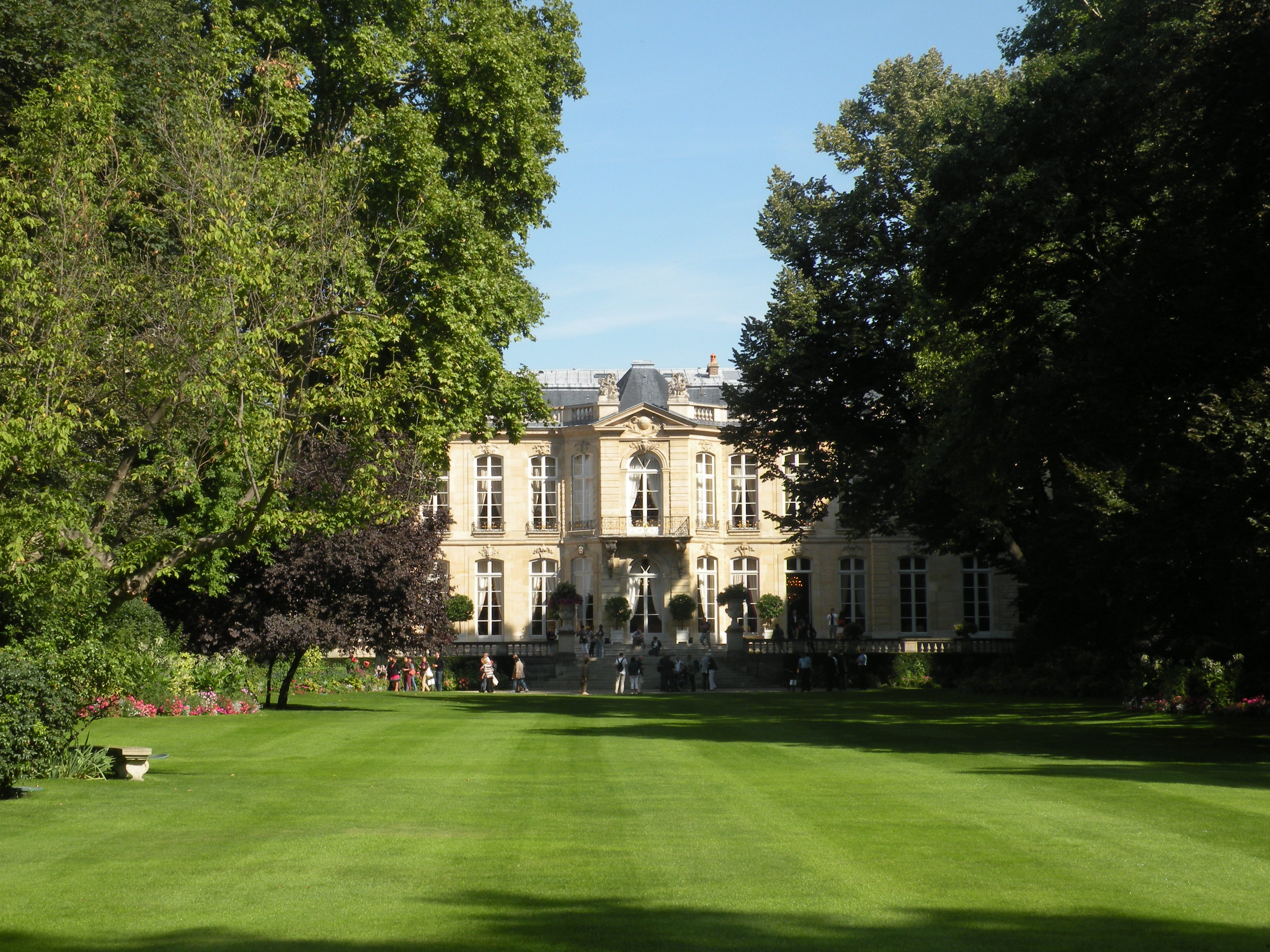
フランス首相官邸 (Hôtel Matignon: façade coté jardin)
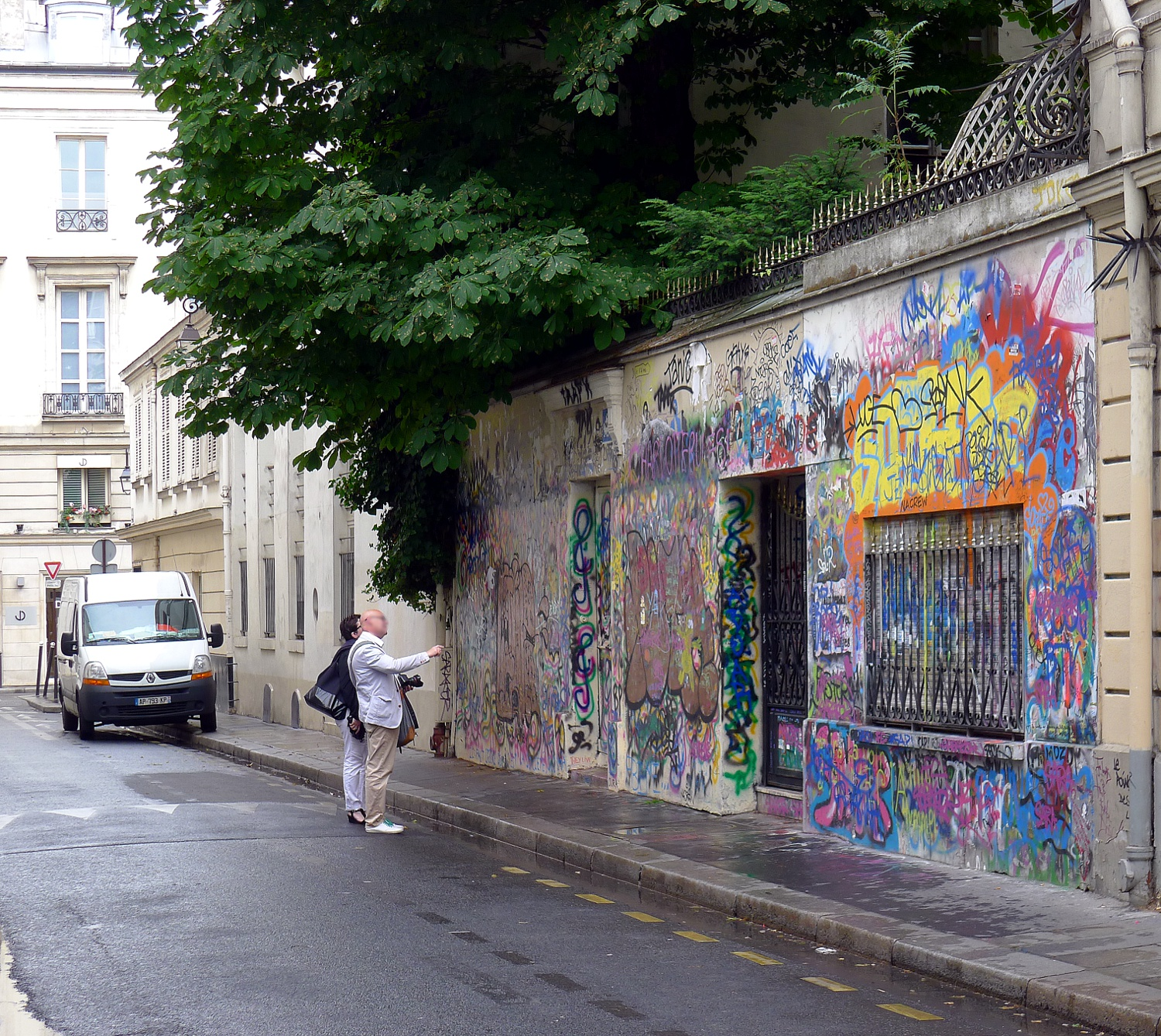
セルジュ・ゲンスブールのヴェルヌイユ通り (Rue de Verneuil) 5番地bisの自宅跡

- アンヴァリッド大通り（Boulevard des Invalides）
  - アンヴァリッドとその東側にあるロダン美術館との間からアンヴァリッド中央南側に位置するヴォバン広場に伸び、同広場から南東に伸びる。途中モンパルナス大通りと名を変えモンパルナス駅前を通り、6区・14区境界線上へ走る通り。
- ウディノ通り（Rue Oudinot）
- エクスポジション通り（Rue de l'Exposition）
- グルネル通り（Rue de Grenelle）
  - シャン・ド・マルス公園、アンヴァリッド地区、フォーブール＝サンジェルマン界隈と、7区内を東西に走る。通り西側のシャン＝ド＝マルスから交差する下記クレール通り界隈までの間に、レストランからカフェ、スーパーのピカールなど多くの店舗がある。アンヴァリッドを過ぎ、通り東側セーヴル通り界隈ドラゴン通りで一部6区に差し掛かる。差し掛かる辺りはサン＝ジェルマン＝デ＝プレ地区になり、周辺はサン＝ペール通り、ヴュー＝コロンビエ通りやフール通り、セーヴル通り等が交差し、ホテル・ルテシアやボン・マルシェ百貨店、有名ファッションブランド店等が連なるル・コルビュジエ広場界隈になる。
- クレール通り（Rue Cler）
  - アンヴァリッドの西側を走る下記ラ・モット＝ピケ大通りを起点にセーヌ川方向北側に伸びる通り。歩行者専用通りにカフェ、レストランやブラッスリー、食材屋（惣菜屋）、パティスリー、アイスクリーム屋、ブーランジュリー等が立ち並ぶ洗練された商店街となっている。同通り入り口ラ・モット＝ピケ側にMOFのショコラティエ ジャン＝ポール・エヴァン (Jean Paul Hévin) のショコラトリーがある[7]。
- ケ・アナトール＝フランス通り（アナトール＝フランス河岸通り, Quai Anatole-France）
  - セーヌ河岸、1区西側対岸を走る。オルセー美術館界隈を走る。下記河岸通りを東西の順で並べると、ヴォルテール、アナトール＝フランス、オルセー、ブランリとなる。
- ケ・オルセー通り（オルセー河岸通り, Quai d'Orsay）
  - 同、8区対岸を走る。ブルボン宮殿やエコール・ミリテール界隈を走る。
- ケ・ブランリ通り（ブランリ河岸通り, Quai Branly）
  - 同、16区対岸を走る。エッフェル塔やケ・ブランリー美術館界隈を走る。
- ケ・ヴォルテール通り（ヴォルテール河岸通り, Quai Voltaire）
  - 同、1区東側対岸を走る。サン＝ジェルマン＝デ＝プレ界隈を走る。ヴォルテールが当通りヴィレット侯館で亡くなった後、フランス革命期の1791年に通り名に名付けられた。また、オノレ・ド・バルザックの1831年のファンタジー小説「あら皮 (La Peau de chagrin)」刊行以降、裏通りのリール通りから当河岸通り界隈にかけてアンティークショップが店舗を構えるようになったとのこと。
- サックス大通り（Avenue de Saxe）
  - ネッケル病院、ジャック・シャバン・デルマス広場 (Esplanade Jacques-Chaban-Delmas)、ユネスコ、フォントノワ広場 (エコール・ミリテール前) それぞれを結ぶ、区内中心部を左斜め上に走る短い通り。通り中央地帯ではマルシェが定期で開かれている。通り名称は、1745年フォントノワの戦いのモーリス・ド・サックスフランス大元帥から。
- サン＝ギヨーム通り（Rue Saint-Guillaume）
  - パリ政治学院本校がある。
- サン＝ジェルマン大通り（Boulevard Saint-Germain）
- サン＝ドミニク通り（Rue Saint-Dominique）
  - コンコルド橋やブルボン宮殿南側サン＝ジェルマン大通りからシャン＝ド＝マルス公園との間、区内北側を東西に伸びる通り。それぞれ東西に走る、下記ユニヴェルシテ通りの南を、上記グルネル通りの北を並走する。東西順に、軍事省(国防省)のあるブリエンヌ館、サント＝クロチルド聖堂、化学会館、カナダ大使館、ブリティッシュ・カウンシル、閣僚弾劾裁判所 (fr [8])、アンヴァリッドを通過する。アンヴァリッドを抜けると、オテル・ル・パヴィヨンやオテル・サン＝ドミニク等のホテル、さらにレストランやビストロ、カフェ、私立ラ・ロシュフーコー校 (幼・小・中・高校, fr)、ブラッスリー トゥーミュー (Hotel Brasserie Thoumieux[9])、スーパーカルフール、サン＝ピエール＝デュ＝グロ＝カイユ教会 (Église Saint- Pierre-du-Gros-Caillou)、隣接してメルヴェイユ (fr) で知られパリ市内外やリールその他欧州内でも展開するオ・メルヴェイユ・ドゥ・フレッド (Aux Merveilleux de Fred) 等のパティスリーがある。ボスケ大通り (Avenue Bosquet) との交差点を越えると、Le Campanella[10]、「マルスの泉 (fr)」傍にある老舗ブラッスリー La Fontaine de Mars[11]、共に共同経営レストランの Les Fables de La Fontaine とバスク料理店 Pottoka[12]、ミシュラン星付きの Le Violon d'Ingres、Les Cocottes Tour Eiffel、Le Café Constant など仏料理界トップシェフのクリスチャン・コンスタン (fr) が界隈で運営する3店のレストランやカフェ･･といった有名フランス料理店等が連なる。ルーマニアやルクセンブルクの各大使館、ロダン美術館南側に位置するリセ・ギュスターヴ＝エッフェル職業校･･等が通り(周辺)界隈に見えると、エッフェル塔がそびえるシャン＝ド＝マルス公園となる。
- サン＝ペール通り（Rue des Saints-Pères）
  - 6区との境界を南北に走り南側でセーヴル通りに接続する。ENA本校があった通り。同通りから7区内へ、ユニヴェルシテ通りの北側を東西に並走するヴェルヌイユ通りにセルジュ・ゲンスブールの旧宅がある。
- シャルル＝フロケ大通り（Avenue Charles-Floquet）
- シャン・ド・マルス通り（Rue du Champ-de-Mars）
- シュフラン大通り（Avenue de Suffren）
  - 7区シャン＝ド＝マルス公園の西側に沿って走り、15区ガリバルディ大通りにあるメトロ地上駅 セーヴル＝ルクールブ駅界隈まで続く通り。
- セーヴル通り（Rue de Sèvres）
  - 6区サン＝ジェルマン＝デ＝プレ地区を南北に走るレンヌ通りから7区・15区との境界上、ガリバルディ、パストゥール、下記ブルトゥイユ各大通りが交わるアンリ＝キュイユ広場 (fr) まで主に6区内を左斜め下に伸びる通り。メトロ セーヴル＝バビロヌ駅付近のバビロヌ通りやラスパイユ大通りとの交差地点ル・コルビュジエ広場界隈は6区・7区の境界線付近にあたる。セーヴル＝バビロヌ駅からサン＝シュルピス駅界隈にかけて、ブシコー公園、ホテル・ルテシアやボン・マルシェ百貨店、ベルルッティ (Berluti)、セリーヌ、エルメス、サン＝ローラン、プラダ、フェラガモ、クリスチャン・ルブタンの他、イネス・ド・ラ・フレサンジュ、パリ市内各所にあるマージュ(Maje)、バッグのキプリング (Kipling)･･、ラ・メゾン・デュ・ショコラ、老舗ブーランジュリーのポワランヌ (Boulangerie Poilâne)、高級食材店ラ・グランド・エピスリー・ド・パリ･･等がある。ジュリエット・レカミエが晩年居住したオーボワ修道院跡も界隈にある。
- セギュール大通り（Avenue de Ségur）
- ソルフェリノ通り（Rue de Solférino）
- トゥール＝モーブール大通り（Boulevard de la Tour-Maubourg）
- バック通り（Rue du Bac）
  - テュイルリー庭園の対岸、ヴォルテール河岸界隈から南側へ伸び、東西に走るユニヴェルシテ通りを抜け、ルネ＝シャール広場でサン＝ジェルマン大通り、ラスパイユ大通りと交差。その先で「くの字」状に戻りラスパイユ大通りの西側を並走、ヴァレンヌ、バビロヌ各通りを抜け、セーヴル通りに交差する。
- バビロヌ通り（Rue de Babylone）
  - アンヴァリッド南東側、リセ・ヴィクトル＝デュルイ界隈にあるアンヴァリッド大通りとの交差点から6区方向へ東西に走る。途中、ヴァノー通り (Rue Vaneau) との交差点にかけて、東京南青山にライセンスブランドで出店していた2011年創業クチューム (Coutume Café)･･等のカフェやブラッスリー、ラ・ターブル・ダキ (La Table d'Aki)･･等の和食から仏料理レストランまである。フランス首相官邸マティニョン館南側、カトリーヌ＝ラブレ庭園を抜け、サン＝ジェルマン＝デ＝プレ界隈、上記ボン・マルシェ、ブシコー公園、オテル・ルテシア･･等があるラスパイユ大通りやセーヴル通りとのセーヴル＝バビロヌ駅交差点ル・コルビュジエ広場界隈まで伸びる通り。
- ヴァノー通り（Rue Vaneau）
- ヴァレンヌ通り（Rue de Varenne）
  - 上記バビロヌ通りの北側を東西に並走する。ロダン美術館北側、農水省や首相官邸マティニョン館、イタリア大使館･･など旧大邸宅建物を抜ける。イタリア大使館隣りラデュレ支社から先は、ブティック、家具店、ブーランジュリーの他、ラ・パティスリー・デ・レーヴ (La Pâtisserie des Rêves) やリヴォリ通りのモンブラン発祥店アンジュリーナ･･などのパティスリーがあるバック通りと交差する。さらにすぐ先で交差するラスパイユ大通りとの突き当る界隈は、ケンゾーやポール・スミス等のブティックや香水店、ショコラ等のパティスリーで知られるユーゴ・エ・ヴィクトール (Hugo et Victor)･･等がある。ラスパイユ大通りの南方向は、ボン・マルシェ百貨店やブシコー公園があるセーヴル＝バビロヌ駅界隈ル・コルビュジエ広場になり、同大通りの北方向は、ワイン専門店 ラ・カーヴ・ド・ジョエル・ロブション (La Cave de Joël Robuchon)、さらにラトリエ・ド・ジョエル・ロブション (L'Atelier de Joël Robuchon)等のレストランやビストロ、16区モザール通りのほか東京南青山でも2019年頃の短期間展開していたシャポン (Chapon)といったショコラトリー、カフェ、食材店、ファッションのマージュ (Maje)、サントノレ通り界隈の店舗が知られるインテリアデザインのメゾン・サラ・ラヴォワンヌ (Maison Sarah Lavoine)、スーパーのモノプリ (Monoprix)･･などがあるリュ・ド・バック駅界隈ルネ＝シャール広場界隈となる。
- ピエール＝レロウ通り（Rue Pierre-Leroux）
- ブルゴーニュ通り（Rue de Bourgogne）
- ブルトゥイユ大通り（Avenue de Breteuil）
  - アンヴァリッド南側ヴォバン広場から直線で、南側15区へ向かう通り。ブルトゥイユの他、ガリバルディ、パストゥール各大通り、セーヴル、ルクールブ各通りなどが交わるアンリ＝クイユ広場 (Place Henri-Queuille) まで伸びる通り。65番地の日本人パティシエによるモリ・ヨシダ (Mori Yoshida) が2010年代半ば以降の近年知られている[13]。同通りの中央は緑地帯ないし公園になっており、ジャック・シャバン・デルマス広場 (Esplanade Jacques-Chaban-Delmas) で交差するサックス大通りを西側に進むとユネスコとエコール・ミリテール、シャン＝ド＝マルス公園、エッフェル塔になる。
- ブルドネ大通り（Avenue de La Bourdonnais）
- ベルシャッス通り（Rue de Bellechasse）
- ボスケ大通り（Avenue Bosquet）
- ユニヴェルシテ通り（Rue de l'Université）
  - エッフェル塔真横、ケ・ブランリー美術館南側からセーヌ川に沿って東側6区方向へ走り、アンヴァリッドの北側を抜け、サン＝ジェルマン＝デ＝プレ中心部を東西に走るジャコブ通りに接続する。ジャコブ通りはその先セーヌ通りまで伸びる。
- ラ・カッズ通り（Rue Las Cases）
- ラスパイユ大通り（Boulevard Raspail）
  - バック通りやサン＝ジェルマン大通りが接続する7区内のルネ＝シャール広場から南へ向かうと、沿道界隈にはレストランからパティスリー、ブティック･･等が軒を連ね、セーヴル＝バビロヌ駅があるバビロヌ通りやセーヴル通りと交差するル・コルビュジエ広場界隈で6区内に入る。右斜め下に横切りながら14区内の中心部ダンフェール＝ロシュロー広場 (カタコンブ・ド・パリ) 界隈までを走る通り。
- ラップ大通り（Avenue Rapp）
- ラ・モット＝ピケ大通り（Avenue de La Motte-Picquet）
  - アンヴァリッド西側で、上記グルネル通りからシャン＝ド＝マルス公園南側へ伸びる通り。その先では、15区内北側を東西に並走するポンディシェリ通りとグルネル"大"通りに達し、メトロ ラ・モット＝ピケ＝グルネル駅界隈交差点に接続する。7区内を左斜め下に走る通り。このグルネル"大"通りの東側へ進むと、メトロ カンブロンヌ駅があるカンブロンヌ広場、ユネスコの南側界隈、ネッケル病院に至り、通り名もガリバルディ、パストゥール大通りと改称する。反対に西側セーヌ川方向へ進むと、メトロ ビラケム駅、ビラケム橋、パリ日本文化会館がある。
- リール通り（Rue de Lille）
  - 上記ヴォルテールなどセーヌ河岸の各通りの南側に沿って東西に走る通り。

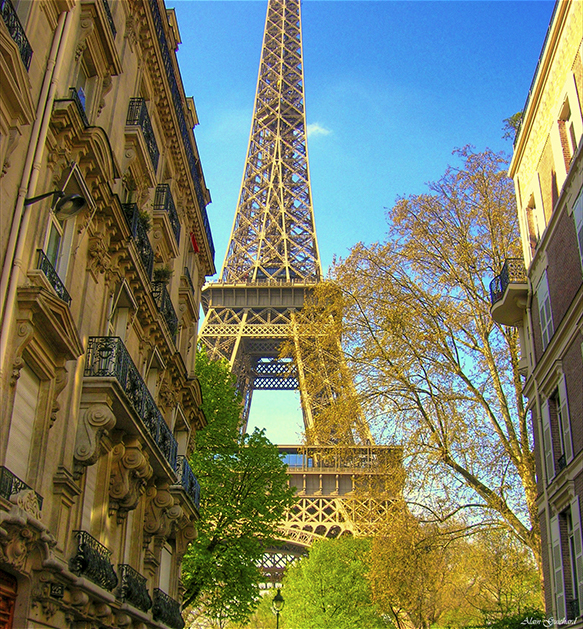
ユニヴェルシテ通りから見るエッフェル塔
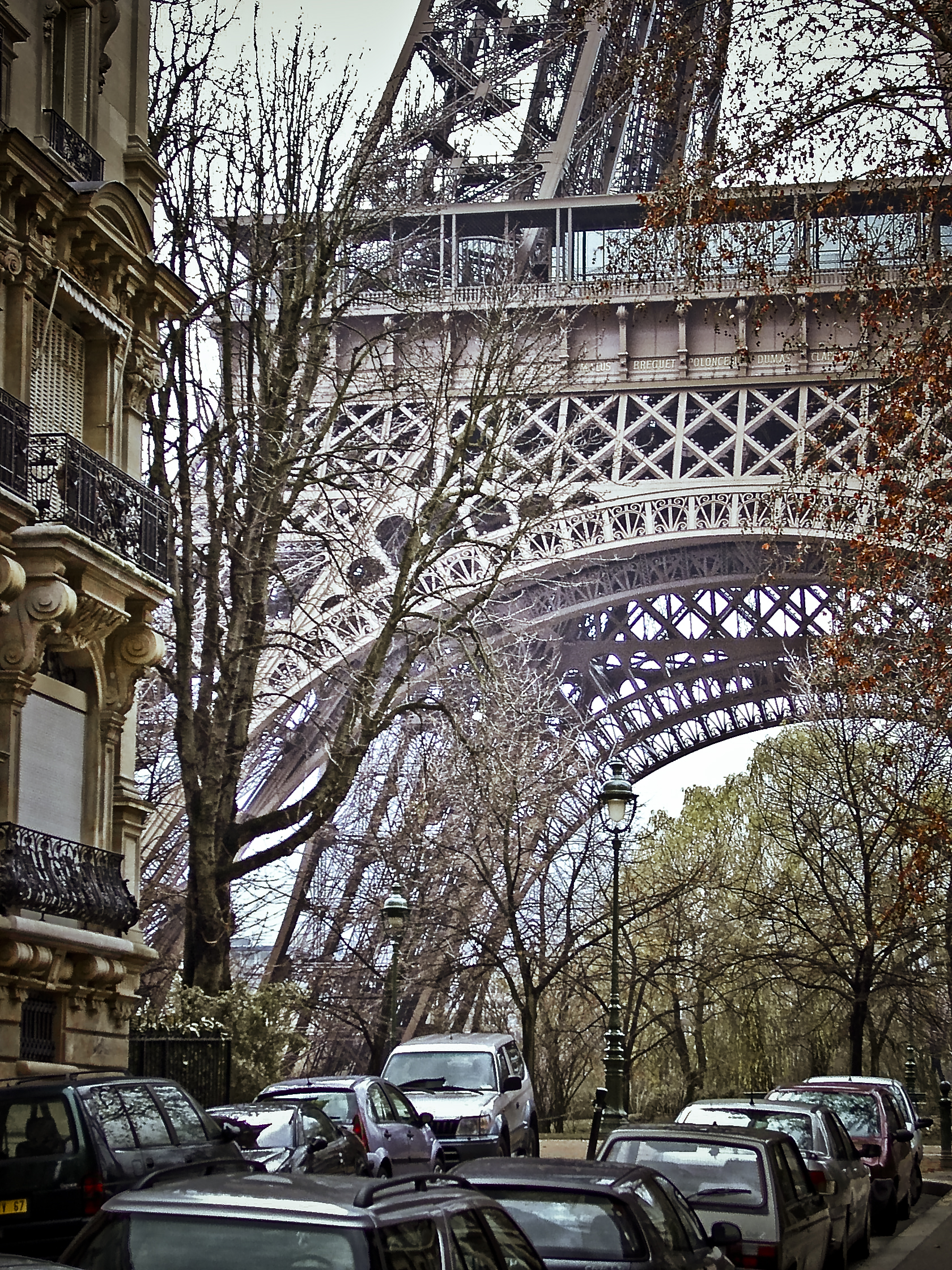
同ユニヴェルシテ通りから見るエッフェル塔
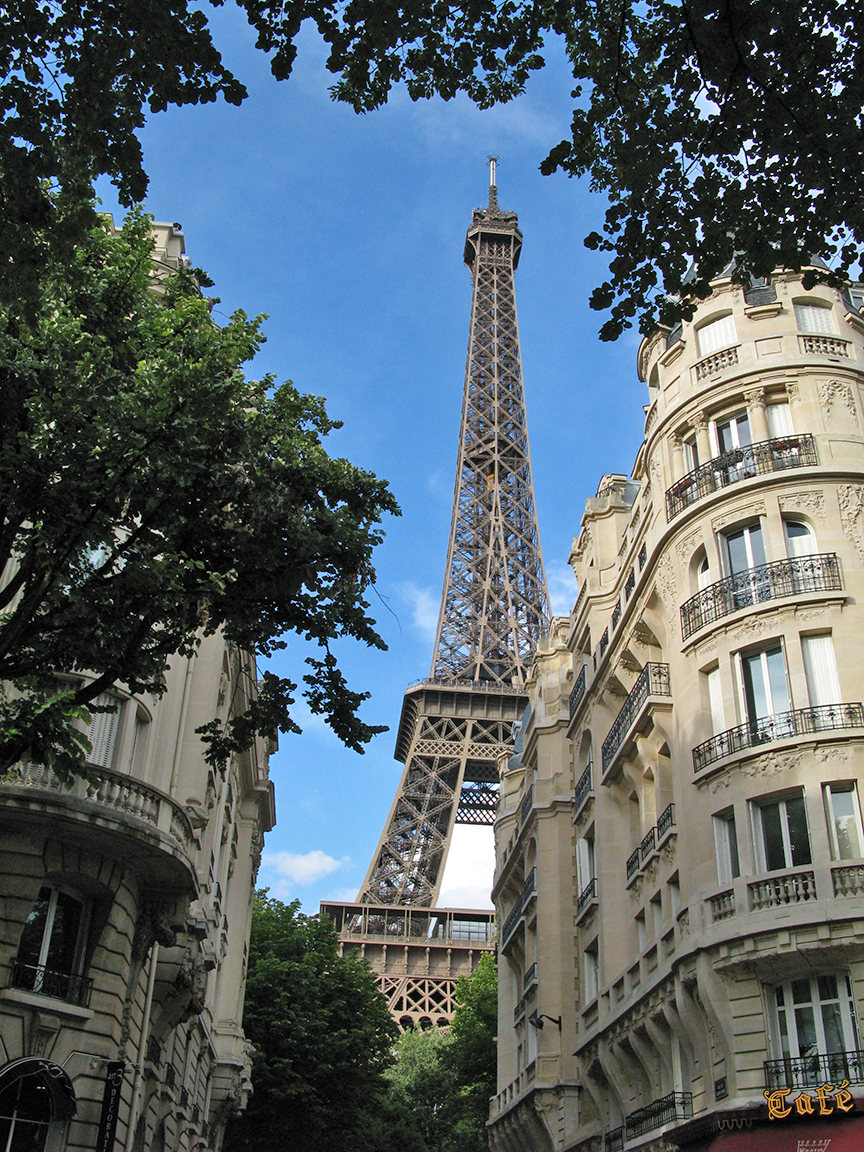
ブエノスアイレス通り (fr) から見るエッフェル塔
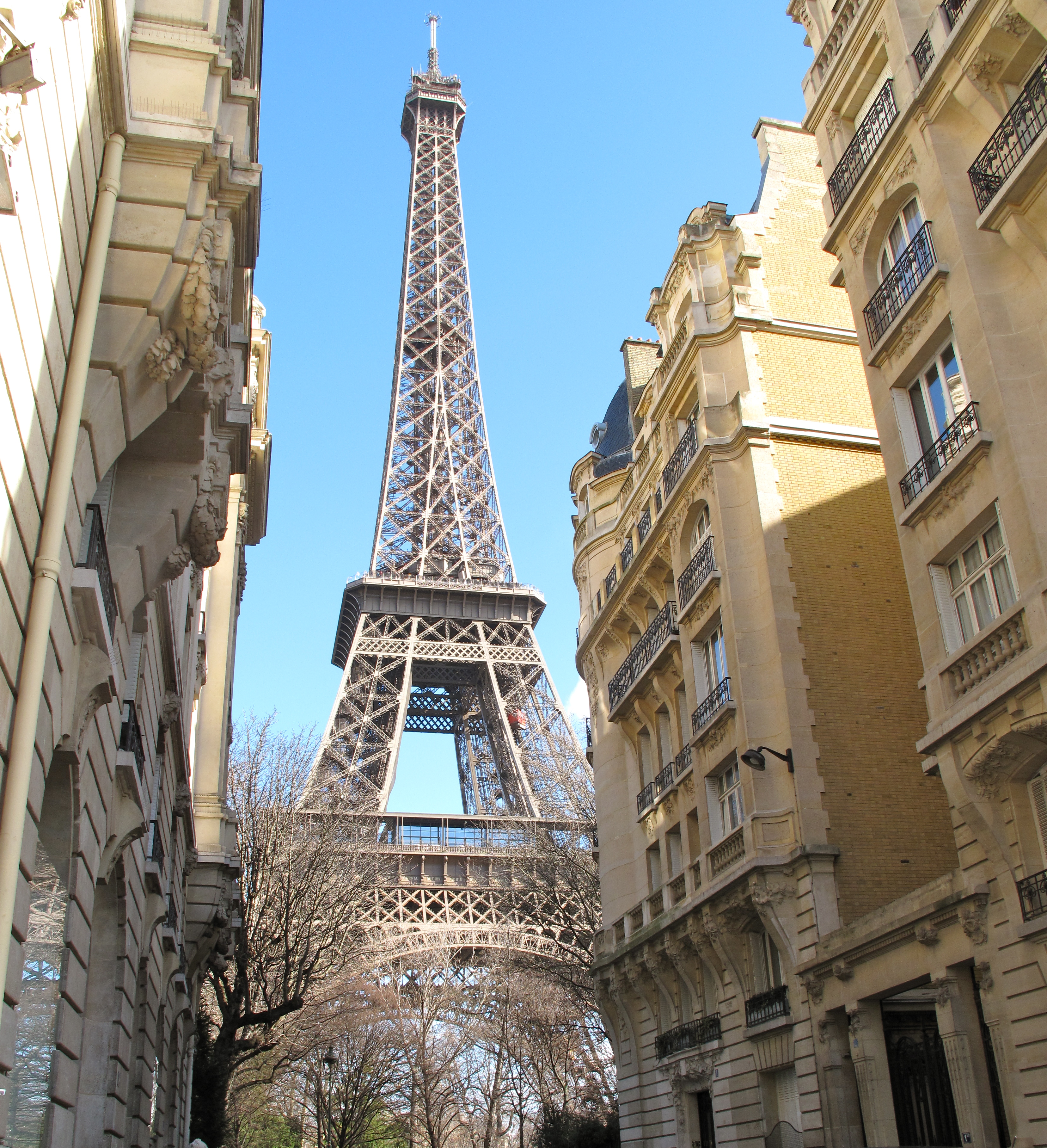
同ブエノスアイレス通りから見るエッフェル塔
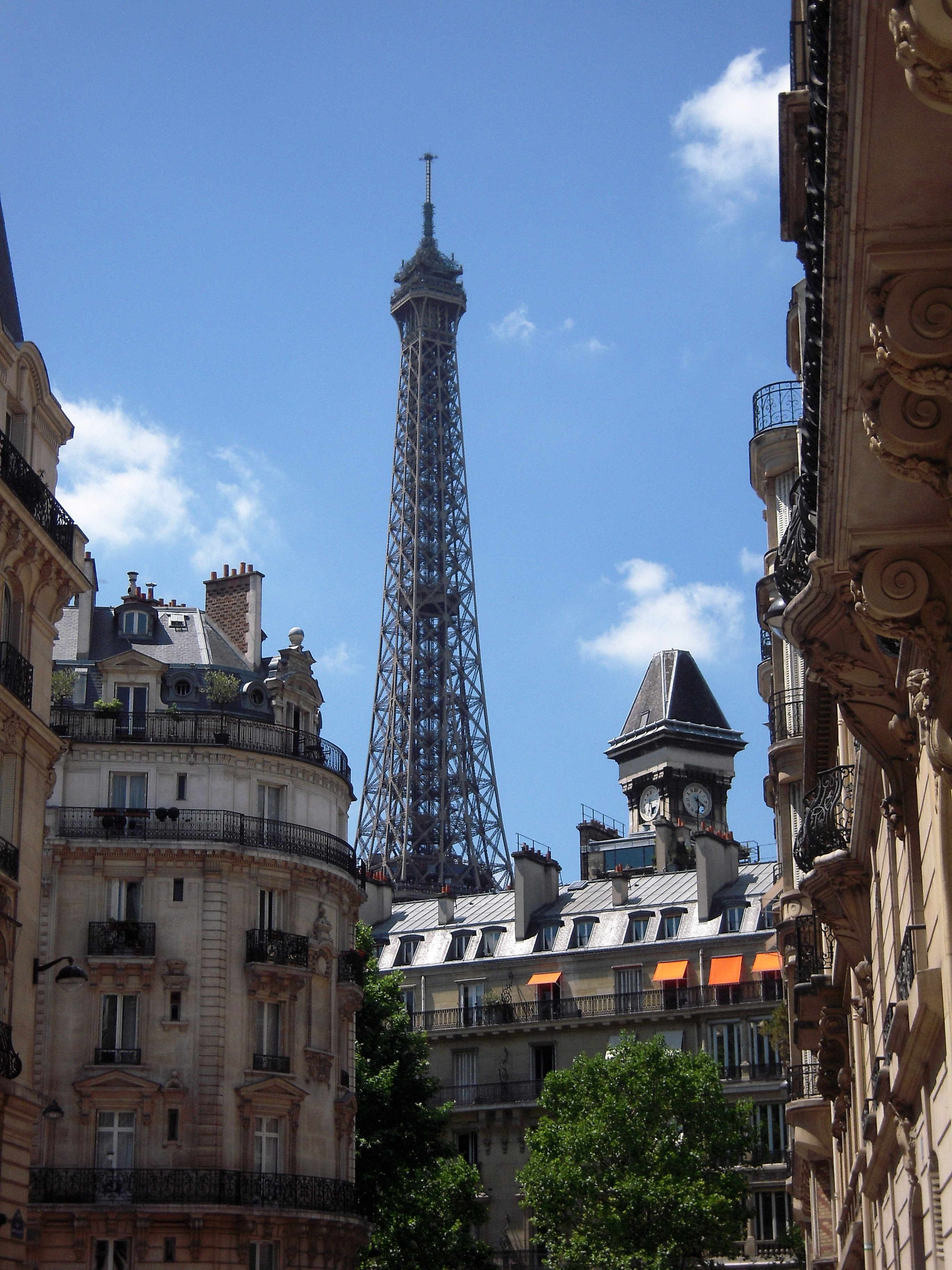
エドモン＝ヴァランタン通り (fr) から見るエッフェル塔
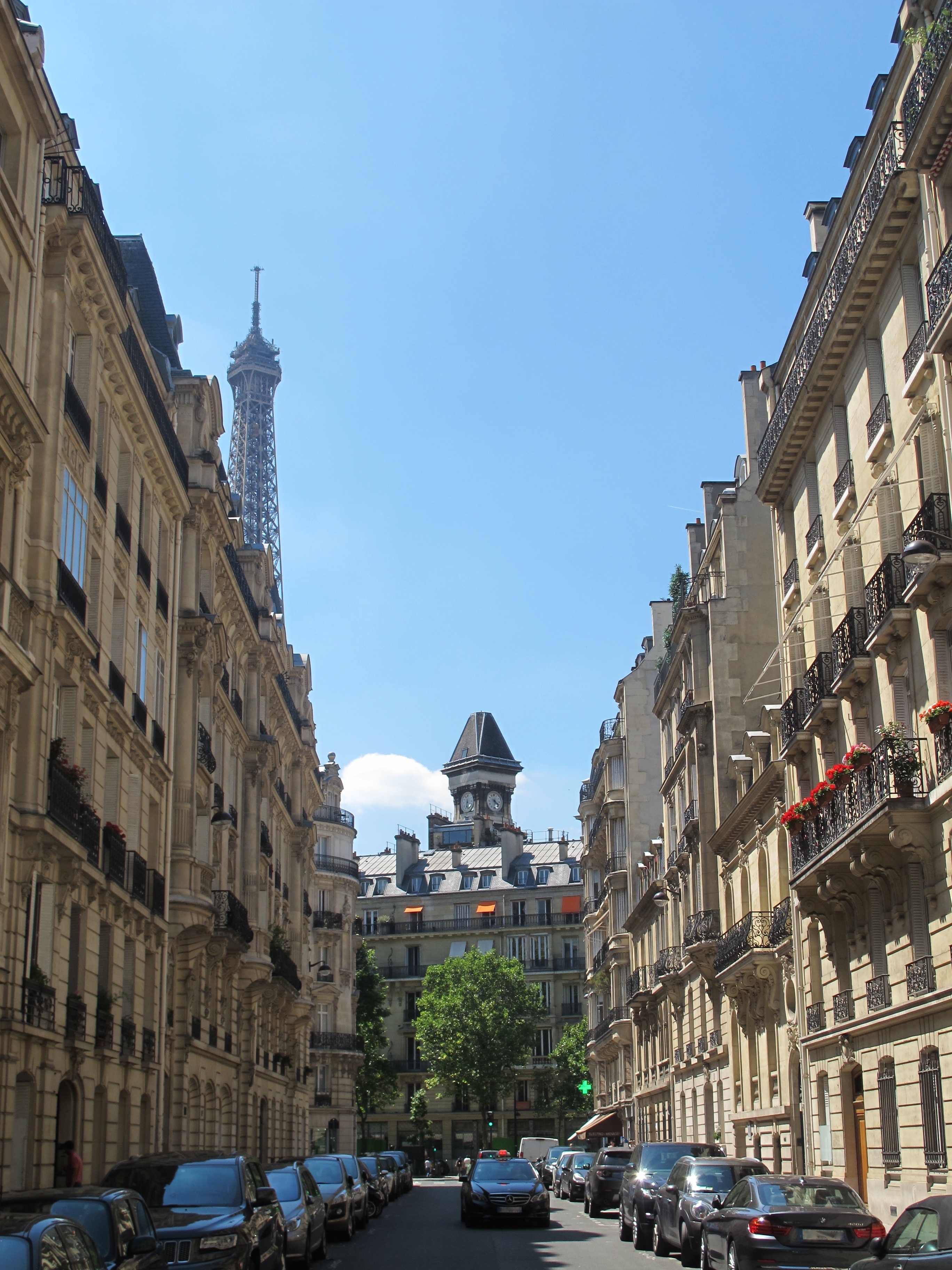
同エドモン＝ヴァランタン通りから見るエッフェル塔
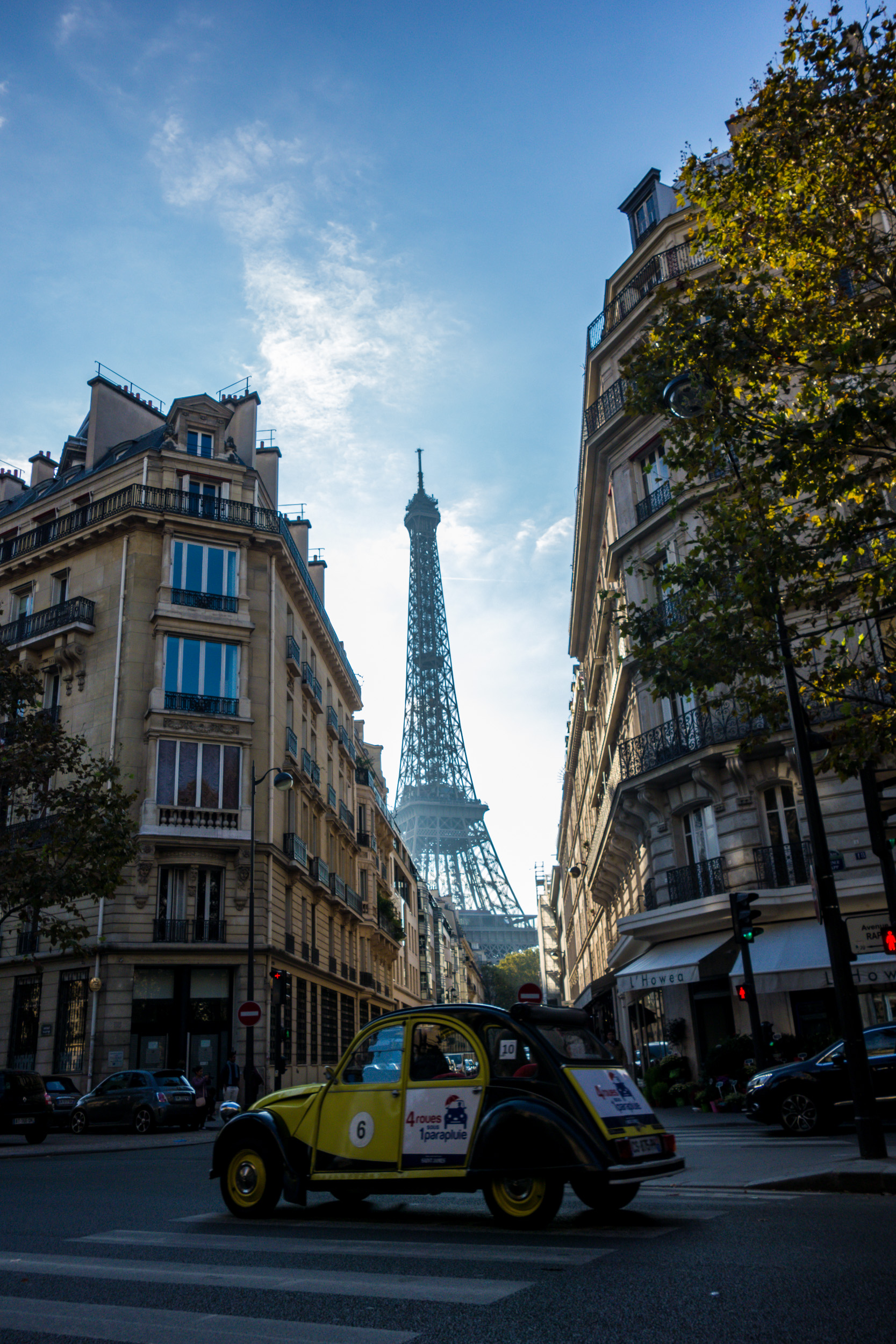
モンテスイ通り (fr) から見るエッフェル塔

### 橋梁
セーヌ川に架かる区内の橋は、次のとおりである（上流順に、つまり東西順に列挙）。
- カルーゼル橋（Pont du Carrousel）
  - セーヌ川右岸(北岸)テュイルリー庭園東側のテュイルリー宮殿跡側と、7区側セーヌ左岸(南岸)ヴォルテール河岸やマラケ河岸通りとを結ぶ。
- ロワイヤル橋（Pont Royal）
  - テュイルリー庭園と、同左岸(南岸)のバック通り(渡し舟通りの意)とを結ぶ。
- レオポール＝セダール＝サンゴール橋（Passerelle Léopold-Sédar-Senghor）
  - 「ソルフェリーノ橋 (pont de Solférino)」ともいう。テュイルリー庭園と、セーヌ左岸(南岸)のオルセー美術館付近とを結ぶ歩道橋。
- コンコルド橋（Pont de la Concorde）
  - セーヌ右岸(北岸)コンコルド広場と、同左岸(南岸)ブルボン宮殿側とを結ぶ。
- アレクサンドル3世橋（Pont Alexandre-III）
  - セーヌ右岸(北岸)8区ウィンストン＝チャーチル大通りと、同左岸(南岸)アンヴァリッドとを結ぶ。ウィンストン＝チャーチルを北上すると、シャンゼリゼ通り、エリゼ宮へ走る。
- アンヴァリッド橋（Pont des Invalides）
  - セーヌ右岸(北岸)グラン・パレがあるフランクラン＝ローズヴェルト大通りと、同左岸(南岸)アンヴァリッド西側沿いを走るラ・トゥール＝モブール大通りとを結ぶ。左岸の7区側たもとには、アラブ首長国連邦大使館、パリ中国文化センター、アメリカン大学パリ校などがある。
- アルマ橋（Pont de l'Alma）
  - セーヌ川右岸(北岸)、8区と16区との境界上のアルマ広場と、同左岸(南岸)ケ・ブランリー美術館東側界隈、ボスケ大通りやラップ大通りとを結ぶ。7区左岸たもとに下水道博物館、ブルガリア大使館等がある。ラップ大通りはユニヴェルシテ通り等と交差した後、シャン＝ド＝マルス公園東側でサン＝ドミニク通りとブルドネ大通りとにぶつかる。
- ドゥビリ橋（Passerelle Debilly）
  - セーヌ川右岸(北岸)にあるパレ・ド・トーキョーの西側と、同左岸(南岸)のケ・ブランリ美術館付近とを結ぶ歩道橋。
- イエナ橋（Pont d'Iéna）
  - セーヌ右岸(北岸)シャイヨ宮と、同左岸(南岸)エッフェル塔とを結ぶ。

### 広場・交差点

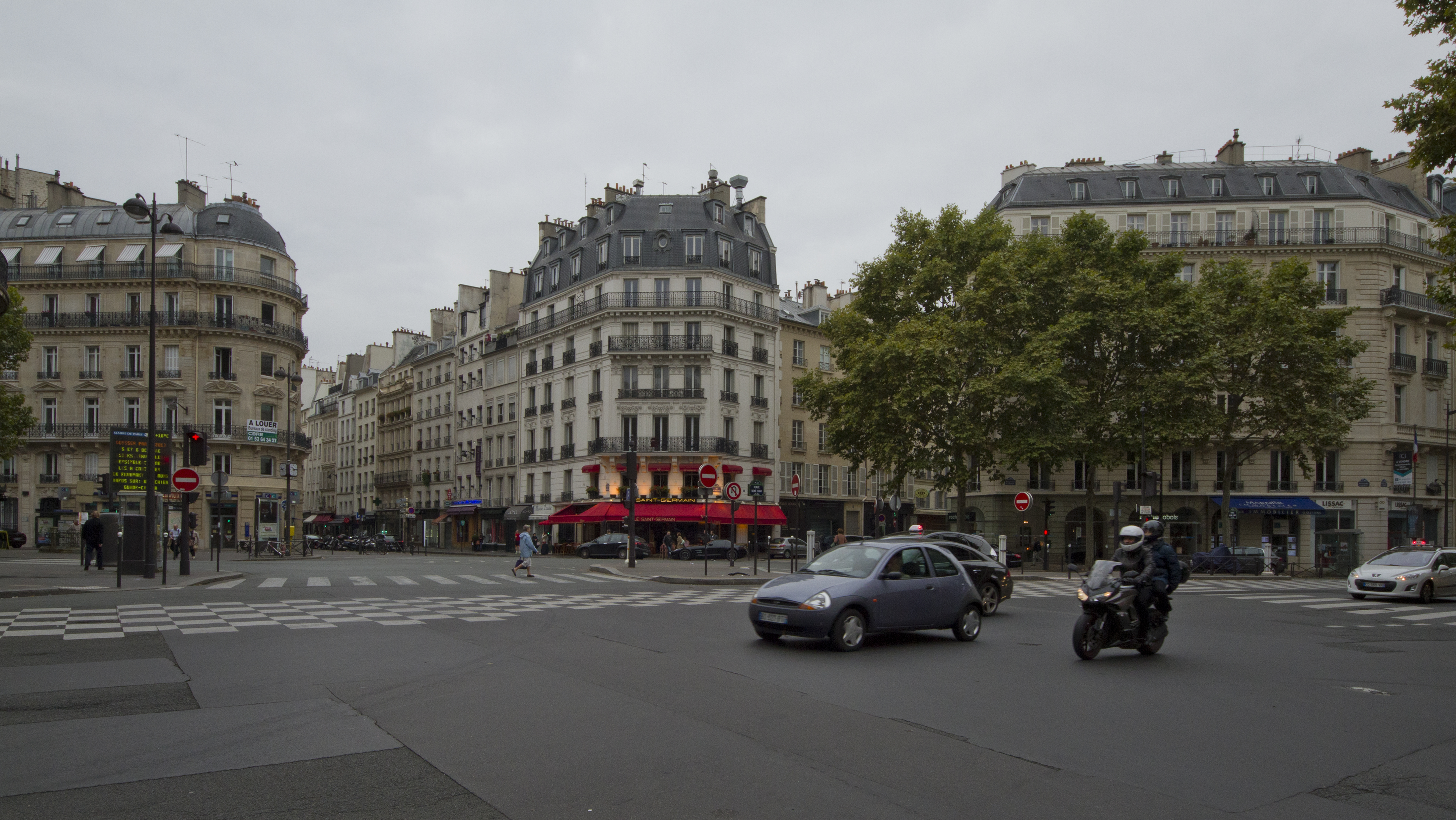
サンジェルマン大通りやラスパイユ大通り、バック通り等が交差するルネ＝シャール広場 (ルネ＝シャール交差点, Place René-Char)

パリの「広場 （プラス、Place）」は、しばしば2以上の道路が交差する場所に位置し、中心の「島」を道路が周回するロータリー状の交差点となっている場合が多い。中心の「島」部分は、オベリスクや緑地等に利用されている場合もあり、エトワール凱旋門があるシャルル・ド・ゴール広場は世界的に有名である。7区の広場や交差点には、次のようなものがある。
- ヴォーバン広場（Place Vauban）
  - アンヴァリッドの南側に位置している。若干離れたメトロ サン＝フランソワ＝グザヴィエ駅やエコール・ミリテール駅等が最寄りになる。名称は、ルイ14世時代の卓抜した軍事技術者セバスティアン・ル・プレストル・ド・ヴォーバンから。
- エコール・ミリテール広場（Place de l'École Militaire）
  - メトロ エコール・ミリテール駅が最寄りになる。
- ブルトゥイユ広場（Place de Breteuil）
  - 7区と15区の境界に位置している。若干離れたメトロ セーヴル＝ルクルブ駅やデュロック駅が最寄りになる。
- ル・コルビュジエ広場（Place Le Corbusier）
  - 6区と7区の境界に位置し、ブシコー公園に面している。メトロ セーヴル＝バビロヌ駅が最寄りになる。セーヴル通り、バビロヌ通り、ラスパイユ大通り等が交差する。日本でも人気のあるル・コルビュジエから名付けられた。
- ルネ＝シャール広場（Place René-Char）
  - サンジェルマン大通りやラスパイユ大通り、バック通り等が交差する。メトロ リュ・デュ・バック駅が最寄りになる。名称は詩人のルネ・シャールから。
- レオン＝ポール＝ファルグ広場（Place Léon-Paul-Fargue）
  - 6区、7区、15区の境界に位置している。メトロ デュロック駅が最寄りになり、モンパルナス駅の西側至近にある。モンパルナス大通りとアンヴァリッド大通りとの接続地点になり、セーヴル通りが交差する。同様にレオン＝ポール・ファルグから名付けられた。
- レジスタンス広場 （Place de la Résistance）

### 船舶
- 水上バス「バトービュス」 （Batobus）
  - エッフェル塔の前とオルセー美術館の前のセーヌ川の川岸に発着場がある。

## 著名な出身者

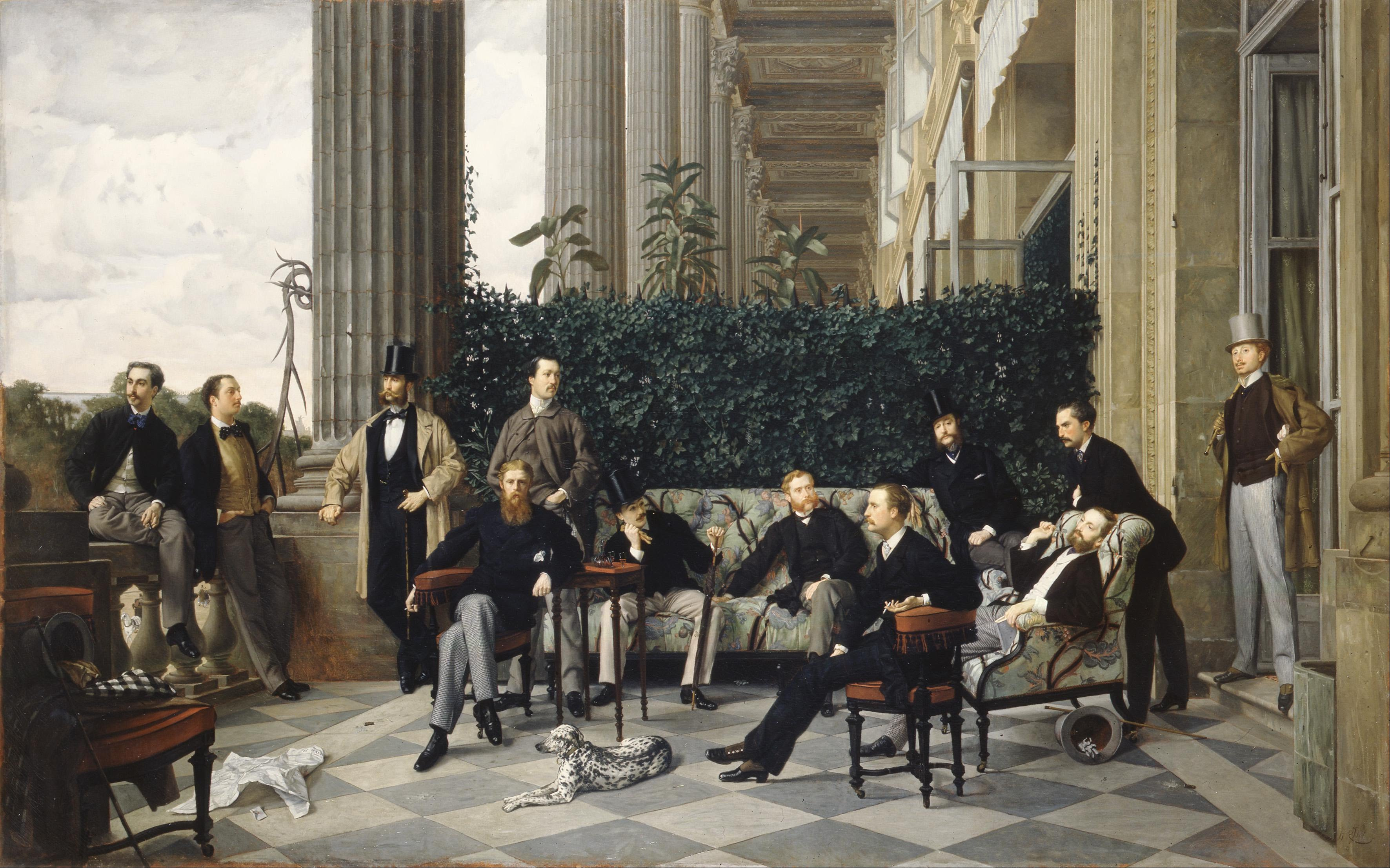
『ロワイヤル通りのサークル』1868年, ジェームズ・ティソ作。エドモン・ド・ポリニャック（フランス語版）公、セザール・ド・フェイ・ド・ラ・トゥール＝モブール（フランス語版）侯、シャルル・アス（フランス語版）, マルセル・プルースト『失われた時を求めて』のシャルル・スワンのモデル)･･ら、コンコルド広場前ロワイヤル通り側のコワラン館（フランス語版）に集う「"12人の"ロワイヤル通りサークル（フランス語版）[14]」
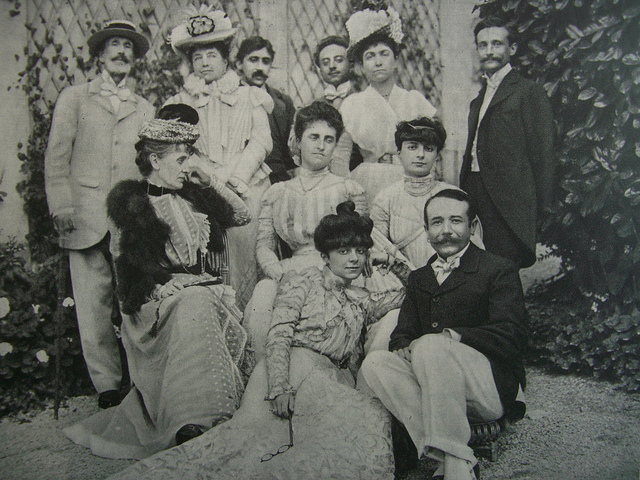
1901年以前。後3列目左からエドモン・ド・ポリニャック公、(ルーマニアボヤールの)ブランコヴァン公夫人、マルセル・プルースト、アンナ・ド･ノアイユの兄弟(ボヤールの)コンスタンタン・ブランコヴアヌ公ら。2列目中央がポリニャック公夫人ウィナレッタ・シンガー、右がアンナ・ド・ノアイユ。最前列の女性はアンナ・ド・ノアイユの2歳下の妹エレーヌ(エリザベットの弟アレクサンドル・カラマン＝シメイ伯夫人, 1878-1929年)
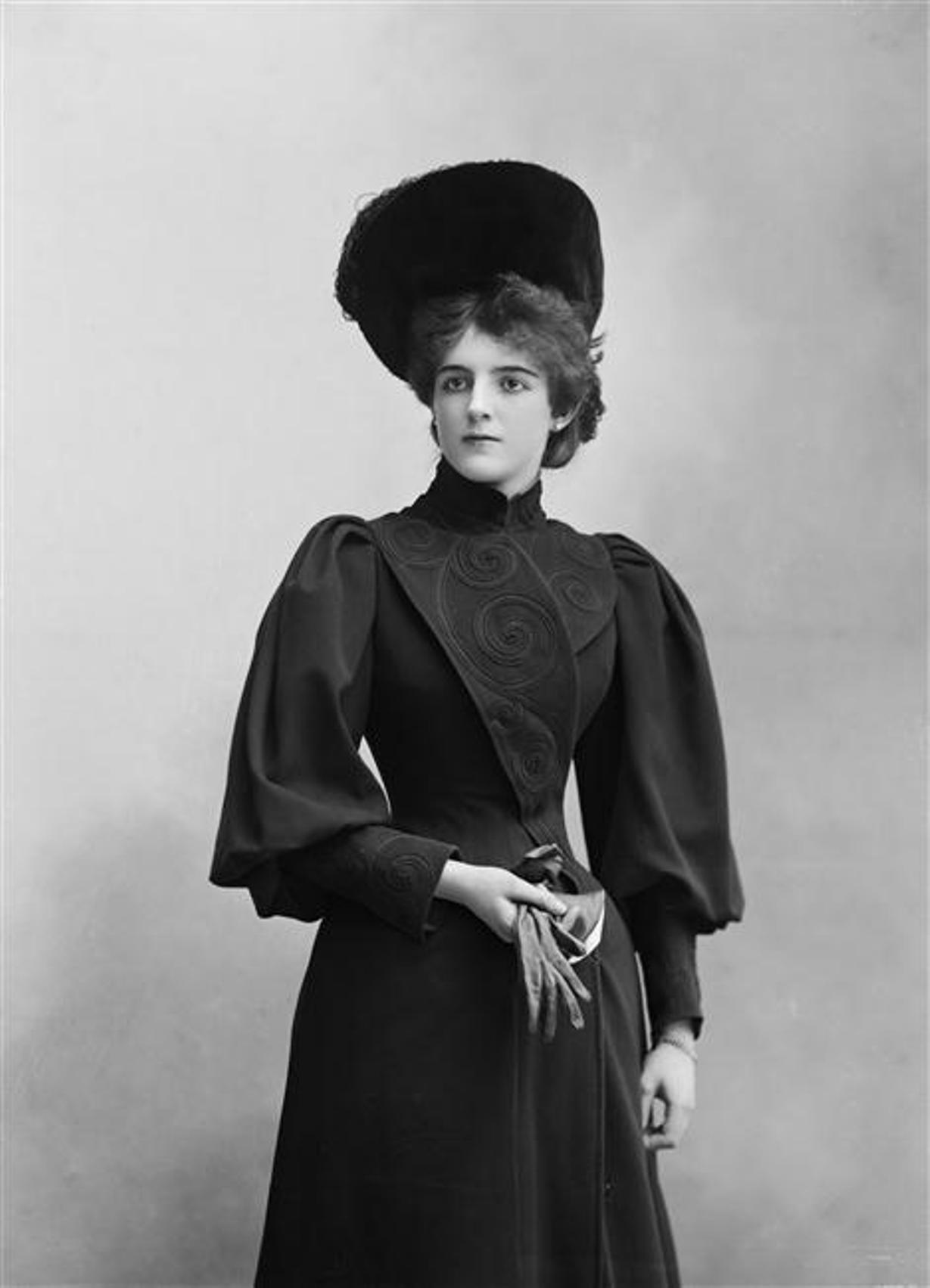
19代カラマン＝シメイ伯夫人クララ・ウォード (en)。エリザベット・ド・リケ・ド・カラマン＝シメイの兄嫁。『失われた時を求めて』のシャルリュス男爵のいとこのモデル
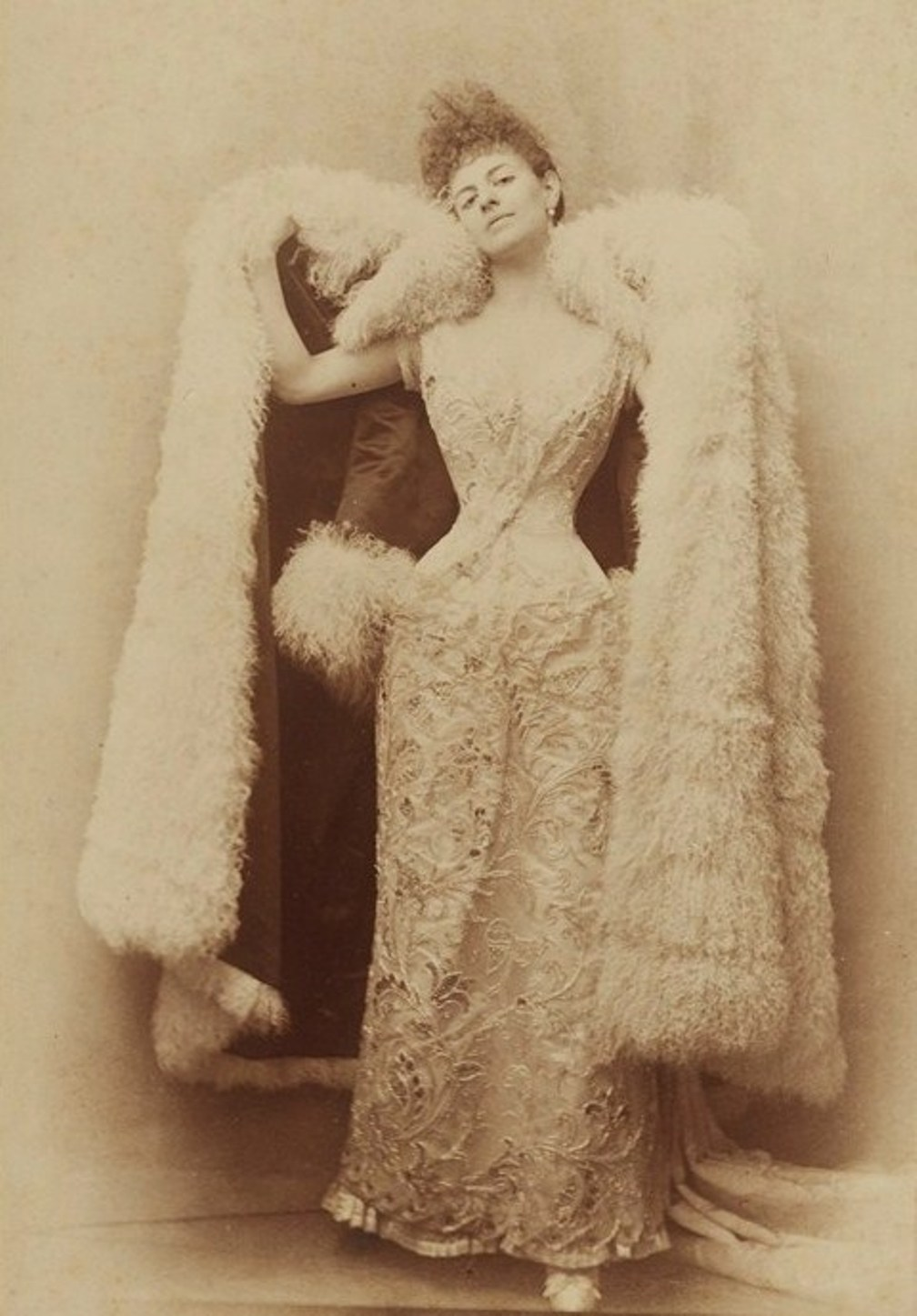
舞踏会でのローブ・デコルテのエリザベット・ド・リケ・ド・カラマン＝シメイ(1887年, ガリエラ宮所蔵)。『失われた時を求めて』のゲルマント公爵夫人のモデル
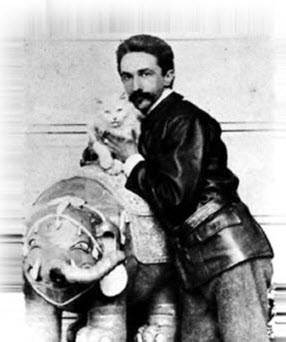
ロベール・ド・モンテスキュー伯爵, 1880年代後半。『失われた時を求めて』のシャルリュス男爵のモデル

### 貴族・軍人
- ルイ・フランソワ2世 (コンティ公) - サン＝ドミニク通り14番地のコンティ館 (コンティ公邸, Hôtel de Brienne) で出生。
- エリザベット・ド・リケ・ド・カラマン＝シメイ（フランス語版、英語版）（音楽関係のソーシャライト、グレフュール伯爵夫人）
  - フランス国境ベルギーのカラマン＝シメイ伯爵家出身。19世紀後半ベル・エポックの時代、マルセル・プルーストの小説『失われた時を求めて』のゲルマント公爵夫人 (Duchesse de Guermantes) のモデル。7区内フォーブール・サンジェルマン界隈生まれ。サン＝ジェルマン＝デ＝プレ教会やシメイ館等で結婚後、8区アストルグ通り (Rue d'Astorg) 8-10番地に居住。
- アンナ・ド・ノアイユ（ノアイユ伯爵夫人アンナ＝エリザベート、小説家・詩人）
  - ルーマニア大貴族ビベスコ家出、嫁ぎ先はノアイユ"公爵"家。ベル・エポックの時代、17区シテ・デ・フルー (Cité des Fleurs) に優美なパイプオルガン付きサロンを造築。7区ラ・トゥール＝モブール大通り (boulevard de La Tour-Maubourg) 界隈で出生。1910年から1933年に亡くなるまで16区シェフェール通り（フランス語版）40番地、Square du Trocadéro界隈に居住。生没地にプラークが掲げられている。
- ロベール・ド・モンテスキュー（モンテスキュー伯爵、耽美主義者）
  - ラ・トゥール＝モブール大通り1番地 (現在は中国文化センターが入居) 居住。フォーブール・サンジェルマンで教育を受けたエドモン・ド・ポリニャック (fr, 1834 - 1901年, ポリニャック公爵, 作曲家) も、ロベール・ド・モンテスキューのサークルで、上記グレフュール伯爵夫人エリザベット・ド・カラマン＝シメイやガブリエル・フォーレはじめエルネスト・ショーソン、クロード・ドビュッシーらと知己になった。
- ピエール・ド・クーベルタン（クーベルタン男爵、近代オリンピック創始者）
  - 1863年1月、エコール＝ミリテール地区ウディノ通り (Rue Oudinot) 20番地で出生[15]。
- モーリス・ガムラン（フランス陸軍総司令官）
  - 第二次世界大戦開戦時の連合軍総司令官。まやかし戦争、ナチス・ドイツのフランス侵攻時の総司令官。陸軍大将の父の下、7区で出生し、サン＝ジェルマン大通り262番地に居住。

### 政治
- ミシェル・ドゥブレ（第五共和政初代首相、フランス国立行政学院 (ENA) 創設者）
  - 1958年夏、ミシェル・ドゥブレらシャルル・ドゴールの閣僚らがパリ西部近郊ラ・セル＝サン＝クルーにあるラ・セル城に昼夜籠もり、フランス第五共和政憲法草案を起草した。但し、ドゥブレのみパリ16区の自宅とを往復していた[16]。

### 財界
- リリアンヌ・ベタンクール（ロレアル創業者の娘、ロレアル2代目経営者）
  - 実娘フランソワーズ・ベタンクール・メイヤー（フランス語版）との相続財産争いと、そこから発展したニコラ・サルコジ大統領らの政界疑獄が知られている。6区 (パリ)#著名な居住者も参照。

### 文化
- ジャン＝バティスト・カミーユ・コロー（画家）
  - 7区バック通り125番地で生まれ、バック通りと至近のヴォルテール河岸にアトリエを設けていた。プラークが掲げられている9区フォーブール・ポワソニエール通り56番地に居住し亡くなる。

### 芸能
- ジャン＝リュック・ゴダール（映画監督、ヌーヴェルヴァーグ） - コニャック＝ジェ通り (Rue Cognacq-Jay) 2番地生まれ。

## 著名な居住者

### 王侯貴族
- メーヌ公爵夫人（第5代コンデ公アンリ3世の娘）
  - 現在の6区にあるコンデ館 (Hôtel de Condé, 現在のオデオン座) に生まれ、幼君ルイ15世の摂政の地位に関わるクーデターに失敗後は許されヴェルサイユ宮殿等で居住し、ビロン館で死去。
- ルイーズ・フランソワーズ・ド・ブルボン（王族）
  - 彼女のためにブルボン宮殿が建設された。
- ルイ5世ジョゼフ（第8代コンデ公）
  - ブルボン＝コンデ館 (ブルボン＝コンデ公邸, Hôtel de Bourbon-Condé) を1781-82年に（下記、娘ルイーズ＝アデライードのために）建設した。
- ルイーズ＝アデライード・ド・ブルボン＝コンデ（フランス語版）（第8代コンデ公ルイ5世ジョゼフの娘）
  - "マドモワゼル・ド・コンデ"とも呼ばれた。Hôtel de Bourbon-Condé に居住。
- ルイ・フランソワ1世（第6代コンティ公）
  - サン＝ドミニク通り14番地のコンティ館 (コンティ公邸, Hôtel de Brienne) に居住。
- ヴィルロワ公爵ルイ・フランソワ・アンヌ・ド・ヌフヴィル（フランス語版）
  - 4代目ヴィルロワ公爵。1735年以降、ヴィルロワ館 (Hôtel de Villeroy) に居住
- ヴィルロワ公爵ガブリエル・ルイ・フランソワ・ド・ヌフヴィル（フランス語版）
  - 1794年に亡くなり最後（5代目）のヴィルロワ公爵。1766年に後のボアルネ館 (Hôtel Beauharnais) を購入し、1766-68年の間、4代目の伯父から爵位とヴィルロワ館を継承。
- テレーズ・カバリュス（フォントネ侯爵夫人）
  - フランス革命指導者らのファーストレディー、ファッションアイコン
- ウジェーヌ・ド・ボアルネ（第一帝政将軍、イタリア副王等）
  - ナポレオンの養子、ジョゼフィーヌの実子。ボアルネ館に居住
- リュシアン・ボナパルト（第一帝政皇族、政治家・五百人会議長）
  - ナポレオンの弟。ボアルネ館の南側至近にあるサン＝ジェルマン大通り231番地の国防省(軍事省)建物に居住していた。また、1798-1802年の間は、8区パンティエーヴル通り (Rue de Penthièvre) 26番地に居住。当地で兄ナポレオンやシェイエスらとブリュメールのクーデターを練った。
- ドロテア・フォン・ビロン（ドロテ・ド・クールランド、クールラント公女、タレーラン公妃）
  - 他の称号にサガン女公爵、ディーノ公妃。下記タレーランの養子の妻、かつタレーラン本人の妾。フォーブール・サンジェルマン界隈に居住。
- ナポレオン3世（ルイ・ナポレオン、のちの第二帝政皇帝）
  - 不遇時代から皇帝時代を通じてバック通り (Rue du Bac) に私邸があり、時に放蕩三昧の生活を送っていた。
- ウジェニー・ド・モンティジョ（のちの第二帝政皇后）
  - 若年期の1830年代、ビロン館にあったサクレ・クール寺院女子修道院に入っていた。
- ボニー・ド・カステラーヌ（フランス語版）
  - またはプロヴァンス貴族のカステラーヌ侯ポール・エルネスト・ボニファス。政治家。米投機家億万長者のジェイ・グールド相続人の娘アンナ・グールド (fr) と結婚し、16区フォッシュ大通りにパレ・ローズ (Palais Rose) を建造居住（後にアンナは上記サガン女公爵ドロテアのひ孫サガン公 (fr) と結婚）。さらにベル・エポックを牽引した。7区内で出生し亡くなったが、同区内ではコンスタンティヌ通り (Rue de Constantine)、リール通り (Rue de Lille) 等に居住した。
- アンヌ・ド・ロシュシュアール・ド・モルトマール（フランス語版）
  - 政治から自動車操縦、彫刻に至るまで多才の人。ユゼス公爵夫人、ロシュシュアール家一族。17区にアトリエ、シャンゼリゼ通り界隈や7区のラ・シェーズ通り（fr:Rue de la Chaise）等に邸宅があった。
- ハマド・ビン・イーサ・アール・ハリーファ（現バーレーン国王）
  - Hôtel de Bourbon-Condé を2008年に購入し邸宅にした。

### 政治家・軍人等
- ダルタニャン（軍人） - セーヌ川河畔バック通り（fr:Rue du Bac）1番地に居住した。同居住建物は後に取り壊された。また、対岸サントノレ通りのオーベルジュにも居住滞在。
- フランソワ・ゴグラ（フランス語版）（軍人） - 王妃マリー・アントワネット秘書でヴァレンヌ事件に付き従った。復古王政期に男爵位を授与された。復古王政期以降、ヴォルテール河岸（フランス語版）21番地に居住した。
- オーギュスタン＝ジョゼフ・ド・マイイ（フランス語版）（軍人、将軍） - "8月10日事件"での国王側指揮官。
- ポール・バラス（政治家） - "テルミドールのクーデター"
- シャルル＝モーリス・ド・タレーラン＝ペリゴール（政治家） - ユニヴェルシテ通り (Rue de l'Université) に居住した。
- ジョゼフ・フーシェ（政治家） - 第一帝政期及び復古王政期の警察大臣ないし秘密警察長官。ヴォルテール河岸9-11番地に居住。
- アルフォンス・ド・ラマルティーヌ（政治家） - ユニヴェルシテ通り (Rue de l'Université) に居住
- トマ・ロベール・ブジョー（軍人） - リモージュ生まれ。フランス領アルジェリア総督。1849年にヴォルテール河岸1番地で死去。当番地にプラークが掲げられている。
- パトリス・ド・マクマオン（政治家、元大統領） - 1924年、ラスパイユ大通り (Boulevard Raspail) 12番地に居住
- クリスチャン・ピノー（フランス語版）（政治家、レジスタンス一員）
- ジュール・リメ（第3代国際サッカー連盟(FIFA, 1921-1954年)会長、フランスサッカー連盟会長）
- ジャック・シラク（政治家、元大統領） - 大統領退任後の2007年、夫妻でヴォルテール河岸3-5番地に居住
- シモーヌ・ヴェイユ（政治家） - シモーヌ・ヴェイユ (哲学者)とは別人。夫のアントワーヌ・ヴェイユ（フランス語版）（フランス財務省財政監察局財政監査官などの高級官僚）とヴォバン広場 (Place Vauban) 11番地に居住

### 学者
- ヴォルテール（哲学者、啓蒙思想家、百科全書派） - 6区ボナパルト通り（フランス語版）やヴォルテール河岸 (Quai Voltaire) のヴィレット侯館に居住し、当館で死去。
- ピエール＝シモン・ラプラス（数学者）
- ドミニク・ヴィヴァン・ドゥノン（フランス語版）（美術批評家） - ヴォルテール河岸に居住し、当地にプラークが掲げられている。
- エルネスト・ルナン（近代合理主義宗教思想家）
- カール・マルクス（社会主義思想家、革命家） - 1846-1847年の間、リール通り (Rue de Lille) 23番地に居住（宿泊）した。
- フェリックス・ラヴェッソン（哲学者） - ヴォルテール河岸11番地に居住し、1900年に死去。
- ジャック・ラカン（哲学者） - リール通り5番地に居住し亡くなる

### 文化
- ジャン＝ジャック・ルフラン・ド・ポンピニョン（フランス語版）（詩人）
- ジュール・バルベー・ドールヴィイ（小説家）
- シャルル・ボードレール（詩人）
- フランソワ＝ルネ・ド・シャトーブリアン（作家、政治家・外相）
- フランソワ・コペ（劇作家・詩人） - UMP前総裁のジャン＝フランソワ・コペ（フランス語版）とは別人。
- ウジェーヌ・ドラクロワ（画家、ロマン主義） - 1829-1838年の間、ヴォルテール河岸15番地にアトリエがあり、1835年まで当地に居住
- ドミニク・アングル（画家、新古典主義） - ドラクロワとは対の画家。ヴォルテール河岸9-11番地に居住
- リヒャルト・ワーグナー（作曲家） - ヴォルテール河岸館 (l'Hôtel du quai Voltaire, Quai Voltaire19番地) に居住滞在（宿泊）した。
- オスカー・ワイルド（アイルランド人作家） - l'Hôtel du quai Voltaire、及び6区内ボザール通りのl'Hotelに居住滞在し死去
- ジャン・シベリウス（作曲家） - l'Hôtel du quai Voltaireに居住滞在
- カミーユ・ピサロ（画家、印象派） - l'Hôtel du quai Voltaireに居住滞在
- カルル・ヴェルネ（19世紀前半の画家） - リール通り34番地に居住
- ギヨーム・アポリネール（詩人） - 1913年1月に16区オートゥイユからサン＝ジェルマン大通り202番地に居住し、1918年11月に同地で死去。プラークが同建物に掲げられている。
- スタンダール（小説家）
- マックス・エルンスト（画家、彫刻家、シュールレアリスム） - 1962-1976年の間、リール通り19番地に居住
- アンドレ・ジッド（小説家、ノーベル文学賞） - 1926-1951年の間、ヴァノー通り (Rue Vaneau) 1番地bisに居住。同地にプラークが掲げられている。
- アルベール・カミュ（小説家、ノーベル文学賞） - 1944年にヴァノー通り1番地bisに居住
- ルイ・アラゴン（小説家、詩人、批評家）
- トリスタン・ツァラ（ルーマニアのユダヤ系詩人、ダダイスム創始者） - 7区の自宅で死去[17]
- アンリ・ド・モンテルラン（小説家） - ヴォルテール河岸25番地に居住
- ジェームズ・ジョイス（アイルランド人小説家） - エッフェル塔東側グロ＝カイユ地区エドモン＝ヴァランタン通り (Rue Edmond-Valentin) 7番地に居住[18]
- イーディス・ウォートン（米女性小説家、ピューリッツァー賞）
- ナンシー・ミットフォード（英女性小説家、伝記作家。ミットフォード姉妹）
- リチャード・ライト（米黒人小説家） - リール通り9番地に居住
- ルネ・シャール（詩人、レジスタンス一員）
- ジャン・ジロドゥ（劇作家、小説家、外交官） - 1944年1月、オルセー河岸通り (Quai d'Orsay) 89番地で死去
- レオン＝ポール・ファルグ（詩人、作家）
- ジャン＝ピエール・ファイユ（思想家、小説家、詩人） - パリ6区生まれ。
- フランソワーズ・サガン（小説家）
  - タウンハウスとしてパリ16区フォッシュ大通りや7区内に居住したが、2002年2月の脱税事件「エルフ事件」の影響もあって、多額の追徴課税を支払う羽目になり、7区内ユニヴェルシテ通りの家から、オルセー河岸通りの小さめの部屋へ、それからリール通り73番地へと7区内を転々とした。
- クリスチーヌ・ドヴィエ＝ジョンクール（小説家） - 贈収賄疑獄デュマ事件の渦中にいた。リール通り19番地に居住
- イヴ・サン＝ローラン（ファッションデザイナー） - バビロヌ通り (Rue de Babylone) 55番地に居住。
- カール・ラガーフェルド（ファッションデザイナー） - ユニヴェルシテ通り (Rue de l'Université) 等のほか、晩年辺りからヴォルテール河岸7番地に居住
- ジェルメーヌ・セリエ（フランス語版、英語版）（調香師） - ボルドー生まれ。第二次世界大戦後、6区モンパルナス大通り23番地にテニス選手クリスチャン・ブーシュ(Christian Boussus) と居住。それ以前は、7区リール通り19番地に画家でレジスタンス活動家ジャン・オベルレ (Jean Oberlé) と居住していた。ブーシュとはモンパルナスから後1955年以降8区ボカドー通り8番地に居住。

### 芸能
- セシル・ソレル（フランス語版）（舞台女優、女優） - サイレント映画期の女優、舞台女優(コメディエンヌ)。のちセギュール伯爵夫人。8区シャンゼリゼ通り界隈や、当人のプラークが掲げられているヴォルテール河岸7番地に居住。
- セルジュ・ゲンスブール
- モーリス・ピアラ
- シュザンヌ・フロン（フランス語版）（女優）
- シュザンヌ・ガブリエロ（フランス語版）（歌手、女優）
- ロミー・シュナイダー（女優） - 6区ボナパルト通り (fr:Rue Bonaparte) 34番地、7区バルベ＝ド＝ジュイ通り (fr:Rue Barbet-de-Jouy) 11番地に居住し亡くなった。
- ミック・ジャガー
- フィリップ・ノワレ（男優）
- ダイアン・クルーガー（女優） - リール通り (Rue de Lille) 11番地に居住

### その他
- ジュリエット・レカミエ（レカミエ夫人） - オー・ボワ修道院（フランス語版）(レカミエ通り（フランス語版）界隈、現存しない)に晩年居住した。
- ルイ・ブレリオ（フランス航空界のパイオニア） - アナトール＝フランス(河岸)通り (Quai Anatole-France) との角、現在欧州委員会駐仏代表部や欧州議会事務局があるサン＝ジェルマン大通り288番地に居住し、同地で1936年8月2日に死去。

## ゆかりの人物

### 政治
- ラシダ・ダティ（元司法大臣） - パリ7区長（2008年 - ）